# Хронологія та географія Євромайдану

Інтерактивна карта євромайданів, яка дозволяє відслідковувати виступи українців на підтримання євроінтеграції України. Карта була створена Богданом Цапом, про що він повідомив у своїй сторінці на Facebook. Поданий фрагмент карти відображає стан активності на 23 листопада 2013 року

Стаття описує хронологічний та географічний розвиток подій Євромайдану. Про політичне тло та оцінки — див. статтю «Євромайдан».

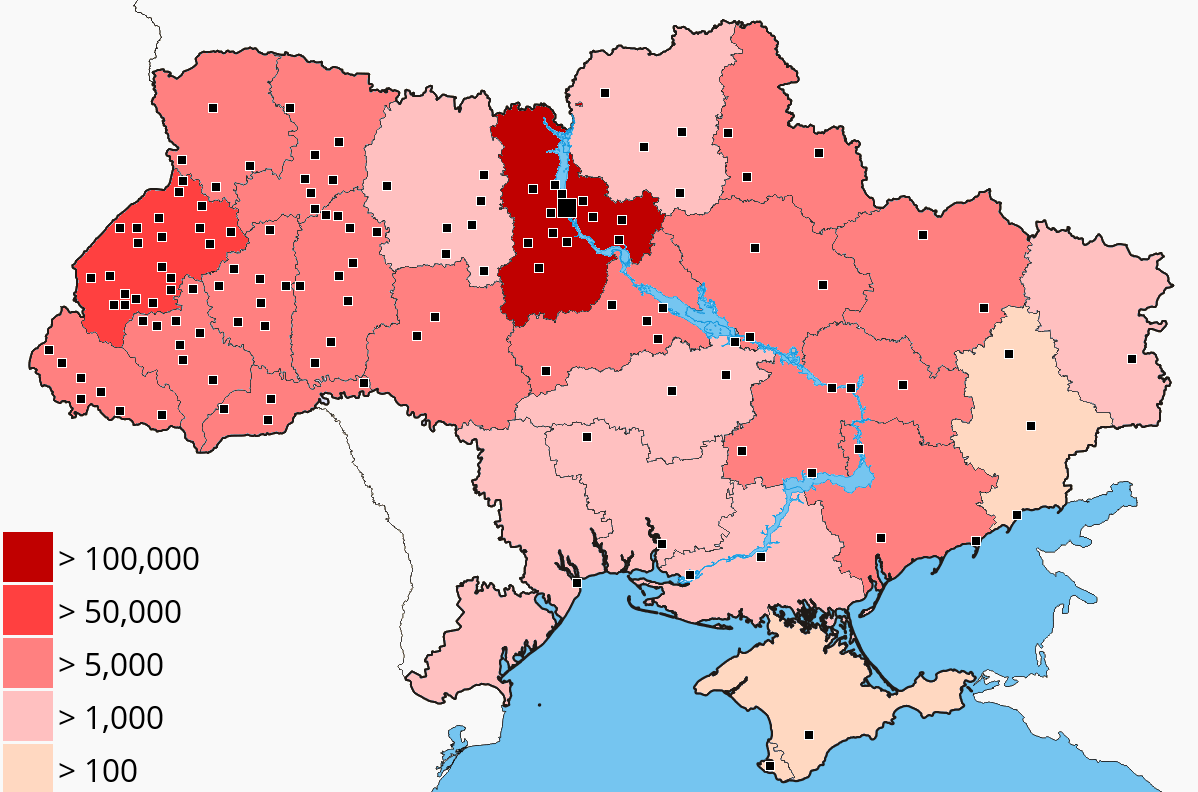

Євромайдан у регіонах України — акції протестів проти режиму Віктора Януковича в містах та селах України під час Єврореволюції в період з листопада 2013 по лютий 2014 року.

## Статистика участі у протестах
В акціях протесту в тій чи іншій формі взяли участь близько 20 % населення України: 5 % мітингували на Майдані в Києві, 6 % — у регіонах, 9 % населення допомагали протестувальникам.
Найактивнішу участь у протестах взяли мешканці Західного регіону України. З них, 7 % виїхали до Києва, 26 % протестували на місцях, 29,5 % допомагали євромайданівцям. Абсолютна більшість населення регіону — 70,5 %, сприйняла Євромайдан як свідому боротьбу громадян за свої права. У Центральному регіоні України у подіях в Києві взяли участь 9,5 % населення, 2 % мітингували на місцях, 7,5 — допомагали. 48 % вважала Євромайдан усвідомленою боротьбою громадян. У подіях Євромайдану в Південному регіоні України брали участь 2 % населення; 20 % побачили в протестах свідомий виступ проти влади. У Східному регіоні України в Євромайдані взяли участь 3 % населення; 44 % сприйняли Євромайдан як свідому акцію. На Донбасi у Євромайдані брали участь 3 % жителів. Більшість населення сприйняла перемогу Євромайдану як «державний переворот» —72 %, який було здійснено політичною опозицією (21 %) при підтримці Заходу (51 %).

### Найбільші мітинги за населеним пунктом
| Місто                  | Макс. присутність, тис. осіб | Дата         | Примітки      |
| ---------------------- | ---------------------------- | ------------ | ------------- |
| Київ                   | 400-800                      | 1 груд.      | [ 8 ]         |
| Львів                  | 50                           | 1 груд.      | [ 9 ]         |
| Івано-Франківськ       | 15                           | 1 груд.      | [ 10 ]        |
| Тернопіль              | 15                           | 1 груд.      | [ 11 ]        |
| Запоріжжя              | 10                           | 26 січ.      | [ 12 ]        |
| Вінниця                | 10                           | 22 січ.      | [ 13 ]        |
| Хмельницький           | 10                           | 24 січ.      | [ 14 ]        |
| Луцьк                  | 8                            | 1 груд.      | [ 15 ]        |
| Ужгород                | 6                            | 8 груд.      | [ 16 ]        |
| Дніпропетровськ        | 5-7                          | 8 груд.      | [ 17 ] [ 18 ] |
| Полтава                | 5                            | 24 січ.      | [ 19 ]        |
| Суми                   | 5                            | 1 груд.      | [ 20 ]        |
| Харків                 | 5                            | 1 груд.      | [ 21 ]        |
| Черкаси                | 5                            | 23 січ.      | [ 22 ]        |
| Чернівці               | 5                            | 24 січ.      | [ 23 ]        |
| Нові Петрівці          | 5                            | 29 груд.     | [ 24 ]        |
| Рівне                  | 3-5                          | 2 груд.      | [ 25 ]        |
| Дрогобич               | 4                            | 24 лист.     | [ 26 ]        |
| Одеса                  | 3                            | 26 січ.      | [ 27 ]        |
| Біла Церква            | 3                            | 24 січ.      | [ 28 ]        |
| Городок (Льв.)         | 3                            | 1 груд.      | [ 29 ]        |
| Коломия                | 3                            | 1 груд.      | [ 30 ]        |
| Мукачеве               | 3                            | 24 лист.     | [ 31 ]        |
| Шепетівка              | 2,5                          | 26 січ.      | [ 32 ]        |
| Кіровоград             | 2                            | 26 січ.      | [ 33 ]        |
| Житомир                | 2                            | 23 січ.      | [ 34 ]        |
| Чернігів               | 2                            | 25 січ.      | [ 35 ]        |
| Калуш                  | >2                           | 2 груд.      | [ 36 ]        |
| Кам'янець-Подільський  | >2                           | 26 січ.      | [ 37 ]        |
| Самбір                 | >2                           | 1 груд.      | [ 38 ]        |
| Стрий                  | 2                            | 11 груд.     | [ 39 ]        |
| Яворів                 | >2                           | 6 груд.      | [ 40 ]        |
| Бровари                | >1,5                         | 24 лют.      | [ 41 ]        |
| Миколаїв               | 1,5                          | 26 січ.      | [ 42 ]        |
| Підволочиськ           | 1,5                          | 4 груд.      | [ 43 ]        |
| Старий Самбір          | 1,5                          | 1 груд.      | [ 44 ]        |
| Трускавець             | 1,5                          | 1 груд.      | [ 45 ]        |
| Умань                  | 1,3-1,4                      | 26 січ.      | [ 46 ]        |
| Борислав               | 1,34                         | 1 груд.      | [ 47 ]        |
| Луганськ               | 1                            | 8 груд.      | [ 48 ]        |
| Херсон                 | 1                            | 26 січ.      | [ 49 ]        |
| Бердичів               | 1                            | 23 січ.      | [ 50 ]        |
| Бережани               | 1                            | 24 лист.     | [ 51 ]        |
| Богородчани            | 1                            | 4 груд.      | [ 52 ]        |
| Бучач                  | 1                            | 1 груд.      | [ 53 ]        |
| Дубно                  | 1                            | 1 груд.      | [ 54 ]        |
| Зборів                 | 1                            | 2 груд.      | [ 55 ]        |
| Здолбунів              | 1                            | 23 січ.      | [ 56 ]        |
| Кривий Ріг             | 1                            | 1 груд.      | [ 57 ]        |
| Костопіль              | 1                            | 2 груд.      | [ 58 ]        |
| Кузнецовськ            | 1                            | 1 груд.      | [ 59 ]        |
| Надвірна               | 1                            | 6 груд.      | [ 60 ]        |
| Нетішин                | 1                            | 25 січ.      | [ 61 ]        |
| Новий Розділ           | 1                            | 26 лист.     | [ 62 ]        |
| Новояворівськ          | 1                            | 2 груд.      | [ 63 ]        |
| Теребовля              | 1                            | 8 груд.      | [ 64 ]        |
| Хуст                   | 1                            | 2 груд.      | [ 65 ]        |
| Червоноград            | 1                            | 23 січ.      | [ 66 ]        |
| Стебник                | 0,8                          | 26 січ.      | [ 67 ]        |
| Кременець              | 0,6                          | 27 лист.     | [ 68 ]        |
| Кременчук              | 0,6                          | 26 січ.      | [ 69 ]        |
| Сімферополь            | >0,5                         | 8 груд.      | [ 70 ]        |
| Бориспіль              | 0,5                          | 27 січ.      | [ 71 ]        |
| Броди                  | 0,5                          | 24 лист.     | [ 72 ]        |
| Буськ                  | 0,5                          | 1 груд.      | [ 73 ]        |
| Волочиськ              | 0,5                          | 26 січ.      | [ 37 ]        |
| Ковель                 | 0,5                          | 28 лист.     | [ 74 ]        |
| Красилів               | 0,5                          | 3 груд.      | [ 75 ]        |
| Обухів                 | 0,5                          | 27 січ.      | [ 71 ]        |
| Переяслав-Хмельницький | 0,5                          | 27 січ.      | [ 71 ]        |
| Прилуки                | 0,5                          | 3 груд.      | [ 76 ]        |
| Полонне                | 0,5                          | 26 січ.      | [ 37 ]        |
| Славута                | 0,5                          | 24 лист.     | [ 77 ]        |
| Старокостянтинів       | 0,5                          | 3 груд.      | [ 78 ]        |
| Вижниця                | 0,4                          | 24 січ.      | [ 79 ]        |
| Маріуполь              | 0,4                          | 26 січ.      | [ 80 ]        |
| Нововолинськ           | 0,4                          | 24 лист.     | [ 81 ]        |
| Дунаївці               | 0,35                         | 27 січ.      | [ 82 ]        |
| Донецьк                | 0,3                          | 1 груд.      | [ 83 ]        |
| Бородянка              | 0,3                          | 27 січ.      | [ 84 ]        |
| Глибока                | 0,3                          | 28 січ.      | [ 85 ]        |
| Горохів                | 0,3                          | 28 лист.     | [ 74 ]        |
| Жмеринка               | 0,3                          | 5 груд.      | [ 86 ]        |
| Ізюм                   | 0,3                          | 5 груд.      | [ 87 ]        |
| Мелітополь             | 0,3                          | 1 груд.      | [ 88 ]        |
| Миколаїв (Льв.)        | 0,3                          | 24 лист.     | [ 89 ]        |
| Сокаль                 | >0,3                         | 2 груд.      | [ 90 ]        |
| Фастів                 | 0,3                          | 28 груд.     | [ 91 ]        |
| Болехів                | 0,25-0,3                     | 25 лист.     | [ 92 ]        |
| Нікополь               | 0,2-0,25                     | 24 лист.     | [ 93 ]        |
| Долина                 | 0,225                        | 26 лист.     | [ 94 ]        |
| Бердянськ              | 0,2                          | 28 лист.     | [ 95 ]        |
| Березне                | >0,2                         | 4 груд.      | [ 96 ]        |
| Борзна                 | 0,2                          | 28 січ.      | [ 97 ]        |
| Васильків              | 0,2                          | 6 груд.      | [ 98 ]        |
| Вишгород               | 0,2                          | 24 січ.      | [ 71 ]        |
| Гоща                   | 0,2                          | 28 січ.      | [ 99 ]        |
| Дніпродзержинськ       | 0,2                          | 16 груд.     | [ 100 ]       |
| Іршава                 | 0,2                          | 29 лист.     | [ 101 ]       |
| Каховка                | 0,2                          | 3 груд.      | [ 102 ]       |
| Миргород               | 0,2                          | 14 груд.     | [ 103 ]       |
| Ніжин                  | 0,2                          | 24 січ.      | [ 104 ]       |
| Олександрія            | 0,2                          | 26 січ.      | [ 105 ]       |
| Радехів                | >0,2                         | 24 січ.      | [ 26 ]        |
| Радомишль              | 0,2                          | 26 січ.      | [ 106 ]       |
| Рахів                  | 0,2                          | 26 лист.     | [ 107 ]       |
| Рогатин                | >0,2                         | 1 груд.      | [ 108 ]       |
| Ромни                  | 0,2                          | 26 січ.      | [ 109 ]       |
| Ружин                  | 0,2                          | 26 січ.      | [ 110 ]       |
| Чортків                | >0,2                         | 2 груд.      | [ 111 ]       |
| Новодністровськ        | 0,18                         | 12 груд.     | [ 112 ]       |
| Севастополь            | 0,15                         | 28 лист.     | [ 113 ]       |
| Острог                 | 0,15                         | 1 груд.      | [ 114 ]       |
| Березань               | 0,13                         | 27 січ.      | [ 71 ]        |
| Вишневе                | 0,12                         | 28 січ.      | [ 115 ]       |
| Виноградів             | 0,1                          | 24 лист.     | [ 116 ]       |
| Жидачів                | 0,1                          | 15 груд.     | [ 117 ]       |
| Жовква                 | 0,1                          | 24 лист.     | [ 89 ]        |
| Золочів (Льв.)         | 0,1                          | 25 лист.     | [ 118 ]       |
| Кам'янка               | 0,1                          | 24 січ.      | [ 119 ]       |
| Конотоп                | 0,1                          | 2 груд.      | [ 120 ]       |
| Коростишів             | 0,1                          | 27 лист.     | [ 121 ]       |
| Корсунь-Шевченківський | 0,1                          | 11 груд.     | [ 122 ]       |
| Краматорськ            | 0,1                          | 1 груд.      | [ 123 ]       |
| Малин                  | 0,1                          | 26 січ.      | [ 124 ]       |
| Новоград-Волинський    | 0,1                          | 11 січ.      | [ 125 ]       |
| Павлоград              | >0,1                         | 1 груд.      | [ 126 ]       |
| Первомайськ (Мик.)     | 0,1                          | 25 лист.     | [ 127 ]       |
| Світловодськ           | 0,1                          | 1 груд.      | [ 128 ]       |
| Сміла                  | 0,1                          | 8 груд.      | [ 129 ]       |
| Тячів                  | 0,1                          | 8 груд.      | [ 130 ]       |
| Овруч                  | 0,1                          | 28 січ.      | [ 131 ]       |
| Сєвєродонецьк          | 0,08                         | 11 груд.     | [ 132 ]       |
| Мена                   | 0,06                         | 27 лист.     | [ 133 ]       |
| Горлівка               | 0,06                         | 18 січ.      | [ 134 ]       |
| Керч                   | 0,06                         | 2 січ.       | [ 135 ]       |
| Бахмач                 | 0,05                         | 28 лист.     | [ 136 ]       |
| Євпаторія              | 0,05                         | 27 лист.     | [ 137 ]       |
| Ялта                   | 0,05                         | 7 груд.      | [ 138 ]       |
| Ізмаїл                 | 0,03                         | 29 листопада | [ 139 ]       |

## Події за регіонами України

### Київ

Таблички на Євромайдані в Києві

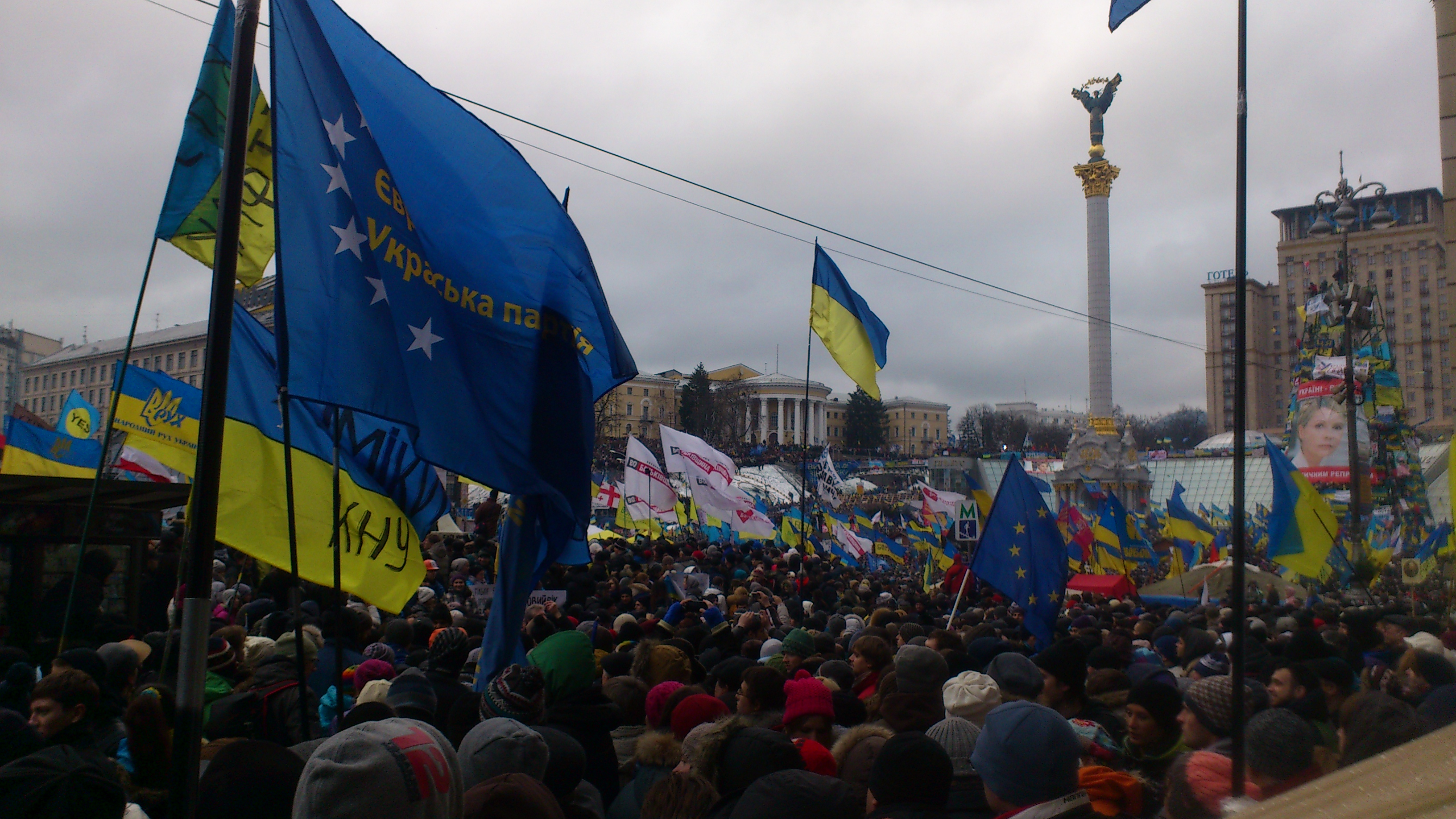
Євромайдан 8 грудня 2013

Перший «Євромайдан» почався саме зі столиці України — Києва.[джерело?]
- 21 листопада 2013 року — Під вечір 21 листопада, незадовго після оприлюднення рішення уряду про призупинення процесу підготування підписання Угоди асоціації України з ЄС, люди стали самоорганізовуватися через соціальні мережі. Перша акція розпочалася у Києві на Майдані Незалежності близько 22:00. Під кінець доби учасників мітингу нараховувалось близько 1500 осіб.[141] На Майдан прийшли журналісти, громадські активісти, опозиційні політичні лідери. Стали з'являтися міліція та посилені загони Беркуту. Частина активістів пішла під Адміністрацію Президента України, після чого повернулась на Майдан Незалежності. Люди вирішили лишатися на ніч.[142][143] Цього дня суд ухвалив рішення заборонити встановлення наметів, кіосків, навісів під час проведення акцій на Майдані Незалежності, вулиці Хрещатик та Європейській площі до 7 січня 2014 року.[144][145]

Цього дня з'явилась інформація про те, що небайдужі люди вийшли на «євромайдани» також у Донецьку, Івано-Франківську, Луцьку, Харкові, Хмельницькому та Ужгороді.
- 22 листопада — З ночі з 21 на 22 листопада у Києві на Майдані Незалежності лишалася частина активістів. З другої половини дня 22 листопада кількість людей знову стала рости. Громадське інтернет-телебачення Spilno.tv розпочало цілодобову трансляцію. Вдень на місці мітингу встановили металеве огородження та різдвяні кіоски.[149] Станом на 14:30 туди вивели Беркут.[150] Близько 21:00 міліція перешкодила спробі активістів встановити намети, через що відбулися сутички. Пізніше також повідомили про підбурювання сутичок провокаторами.[151] Увечері тривав мітинг, на який зібралося близько 3—5 тис. людей.[152]

Також 22 листопада з'явилась інформація про поширення фальшивих повідомлень про нібито «провал» Євромайдану, в яких були заклики розходитись по домах. Такі повідомлення розсилалися нібито від імені УДАРу.
Цього дня «євромайдани» відбулися також у Одесі, Вінниці, Миколаєві, Донецьку, Кривому Розі, Сумах, Харкові та Чернівцях.
- 23 листопада — Ранок у Києві на Майдані Незалежності розпочався зі штовханини з міліцією, яка намагалася відтіснити мітингувальників, розширивши площу навколо місця встановлення новорічної ялинки.[156]

У ніч з 22 на 23 листопада у Миколаєві на місцевому «Євромайдані» відбулися сутички з міліцією, яка спробувала знести два намети демонстрантів.
23 листопада в інтернеті стала з'являтися інформація про те, що Партія регіонів та Український вибір збирають людей для участі у мітингах та для здійснення провокацій за гроші. Зокрема, за інформацією ЗМІ, Партія Регіонів розпочала пошук молодих хлопців спортивної статури у Полтаві та Луганську для поїздки до Києва за 200 гривень, щоб організовувати провокації проти людей на Євромайдані. З Макіївки до Києва організовано вирушили автобуси зі студентами, яких зібрали, пообіцявши по 200 гривень кожному, для участі у масових політичних заходах, запланованих на 24 листопада на підтримку Віктора Януковича. З'являються повідомлення про відправлення автобусів з проплаченими людьми і з інших міст.
Цього дня євромайдани відбулися в низці міст України та світу.

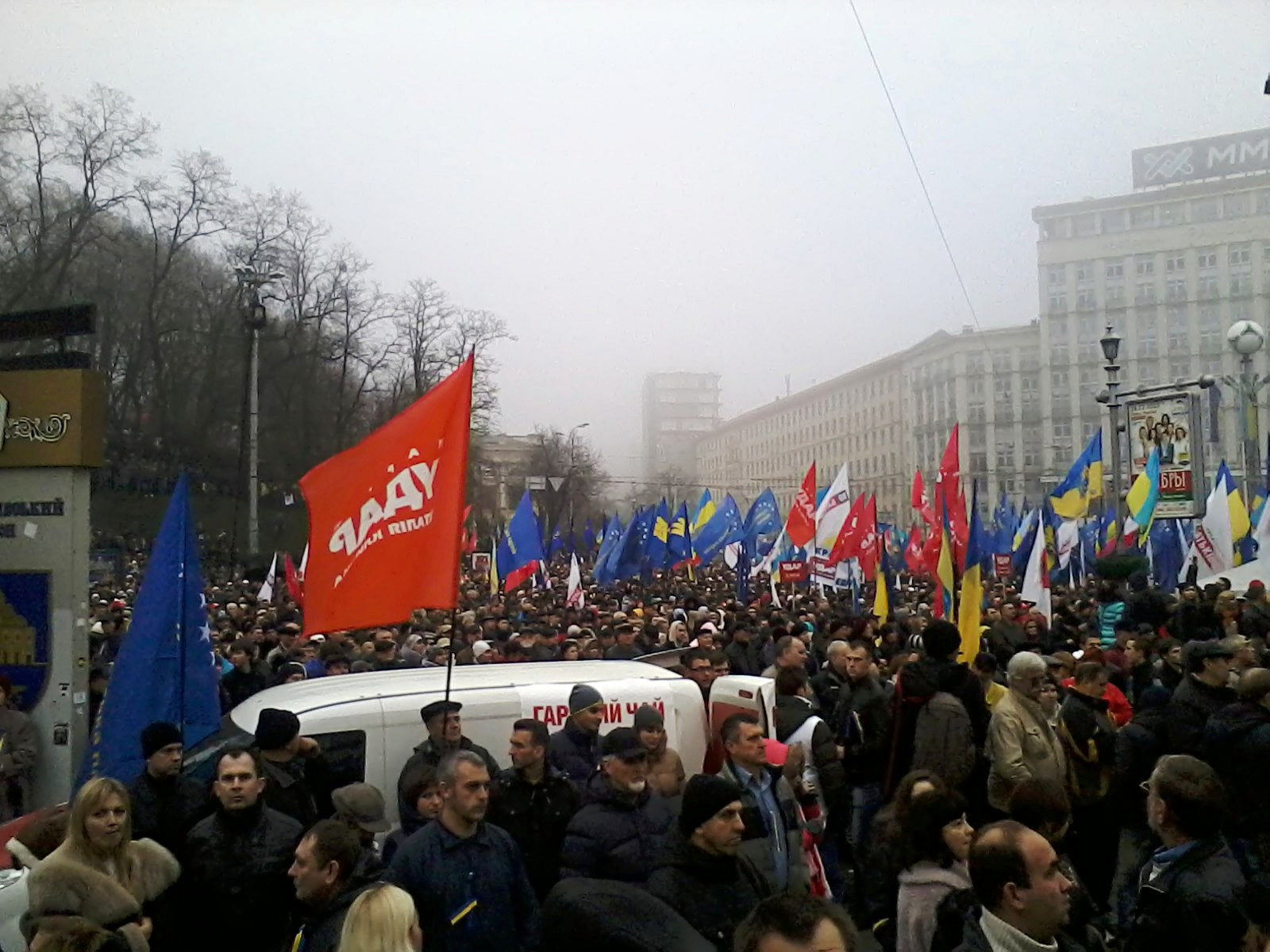
Євромайдан у Києві, 24 листопада 2013

- 24 листопада — Цього дня в Києві відбулася велика хода та мітинг на Майдані Незалежності, які зібрали більше ніж 100 тисяч громадян України.[165][166](противники євроінтеграції нарахували від 30 до 60 тис. учасників[167]) За визначенням BBC, протести стали найбільшими з часу Помаранчевої революції 2004 року.[165]

У Львові на мітингу в підтримку євроінтеграції зібралося понад 20 тисяч учасників, основна частина яких — це студенти львівських вишів.
На Європейській площі Дніпропетровська зібралося близько тисячі протестувальників проти відтермінування підписання Угоди про асоціацію з Євросоюзом.
Цього дня в центрі Луганська, на площі біля пам'ятника Тарасу Шевченку (що у сквері Героїв Великої Вітчизняної війни), сталася сутичка між прихильниками євроінтеграції та донськими козаками, які виступають проти зближення України з ЄС. Спецпідрозділ Беркуту загородив «козаків» від євроінтеграторів. У Харкові цього дня зібралося понад тисячу харків'ян біля пам'ятника Тарасові Шевченку, щоб відстояти право підписання Україною асоціації з ЄС. У Донецьку біля пам'ятника Тарасу Шевченку, неподалік Донецької облдержадміністрації, близько 200 громадян зібралися на мітинг за підписання Угоди про асоціацію України з Євросоюзом.
У той же час Партія регіонів та Український вибір звезли людей на свій анти-євромайдан у Києві, пообіцявши їм грошову винагороду. Спочатку Український вибір зорганізував мітинг на Європейській площі, де найняті люди махали кульками з надписом «Євро=гомо». Пізніше вони змінили тактику і розташували найнятих людей у вигляді живого щита перед рядами «Беркуту» біля Кабінету Міністрів України на вулиці Михайла Грушевського та біля адміністрації президента на вулиці Банковій, щоб утримати кордони міліції виставлені проти євро-демонстрантів. За свідченнями очевидців, найнятих людей організовують у шеренги і наказують бігти на колони євроінтеграторів, щоб посіяти паніку. За свідченням очевидців, люди, яких Партія регіонів та Український вибір найняли для проплачених мітингів на три години, відстояли цей час, а потім у більшій своїй масі порозходилися.
Близько 15:00 на вулиці Грушевського під будинком уряду відбулись зіткнення міліції з мітингувальниками. Міліціонери застосували гумові кийки, сльозогінний газ і світлошумові гранати для розгону натовпу. За словами очевидців, вибухові пакети у правоохоронців почали кидали «тіту́шки», яких потім міліція організовано завела у Кабмін через третій під'їзд. Цього дня чимало киян та гостей міста постраждали від сльозогінного газу, розпиленого міліцією. За свідченням киян в інтернет-мережах, люди вдома намагаються відійти від впливу хімічних речовин сльозогінної дії (сльозогінний газ відносять до різновиду хімічної зброї).
Попри рішення Київського окружного адмінсуду про заборону встановлення МАФів в центрі Києва до 7 січня 2014 року, представники об'єднаної опозиції встановили 15 армійських брезентових наметів і 20 тентів «штабу європейського майдану» на Європейській площі в Києві. Комендантом наметового містечка обрано Андрія Парубія. Інформаційно-пропагандистську роботу очолить В'ячеслав Кириленко.

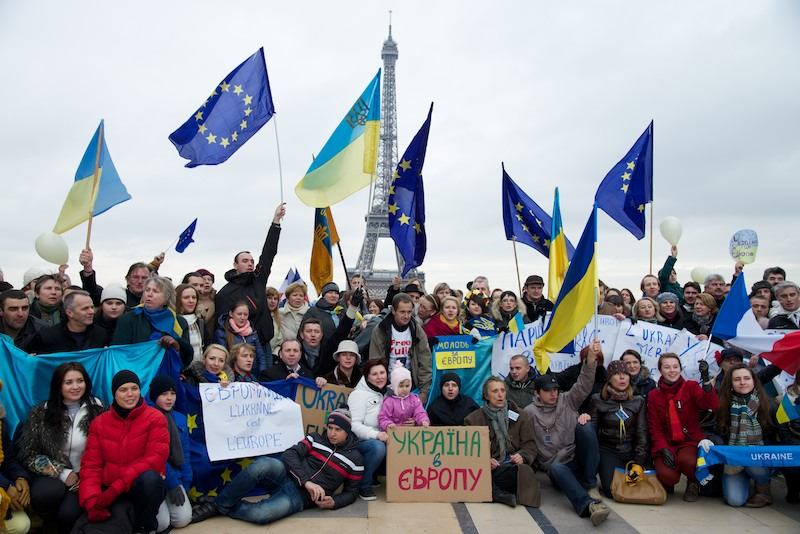
Мітинг на підтримку Українського Євромайдану в Парижі, 24 листопада 2013

Українська діаспора була запланувала мітинги на підтримку Євромайдану на 23—24 листопада у містах Італії, Франції, Великої Британії, Німеччини, Польщі, Чехії, Канади та США. У Празі зібралося біля сотні українців та жителів міста на свій євромайдан. Цього дня євромайдани відбулися також у багатьох містах світу: Німеччина — Мюнхені, Берліні; Швейцарія — Женеві; Франція — Парижі (біля Ейфелевої вежі); Англія — Лондоні (кілька сотень учасників скандували «Україна в Європу»); Норвегія — Осло; Швеція — Стокгольмі, Мальмьо; Угорщина — Будапешті; Литва — Вільнюсі; Грузія — Тбілісі та ін. У Відні біля колони Святої Трійці зібралося близько 150 осіб із плакатами за зближення України з Євросоюзом. Коло Генконсульства України в Торонто 24 листопада пройшла демонстрація на підтримку Євромайдану, на якій крім представників українських організацій Канади, виступив депутат Парламенту Тед Опіц, який пізніше заявиви про підтримку євроінтеграції України на засіданні парламенту Канади.
Голова Львівської обласної ради Петро Колодій на мітингу на Євромайдані у Львові 24 листопада закликав громаду Львівщини до одногодинного страйку на знак протесту проти рішення уряду призупинити євроінтеграційні процеси: «Я закликаю усіх завтра, 25 листопада, о 14.00 на одну годину припинити роботу і прийти сюди — на Євромайдан. Якщо ж хтось не має змоги долучитися до акції на Євромайдані, прошу вийти на вулиці біля своїх підприємств, щоб у такий спосіб долучитися до Всеукраїнської акції протесту та заявити про своє бажання бачити Україну в євроспільноті», — сказав він. Того ж дня 5000 львівських студентів о 20:00 влаштували мітинг на підтримку Євромайдану на площі перед головним корпусом Львівського університету Івана Франка і оголосили страйк на 25 листопада.
Громадське телебачення вело телемарафон (онлайн трансляцію) перебігу подій євромайдану у Києві. Українські телевізійні канали (такі як Перший національний, Інтер) інформацію про перебіг Євромайдану не транслювали. Основну інформацію про ці події громадяни могли загалом знайти лише в інтернет-виданнях. «Перший канал» російського телебачення на замовлення влади Російської Федерації продовжує випускати в ефір «страшилки» про кризу в країнах Європи після їх євроінтеграції.
Близько 23:20 спецпідрозділи Беркуту в кількості понад 1000 бійців розпочали штурм Євромайдану на Європейській площі в Києві із застосуванням слізогінного газу. Повідомляється про жорстокі сутички з міліцією і десятки заарештованих. З лідерів опозиції серед мітингувальників знаходиться лише Юрій Луценко.
Під час нападу «Беркуту» на Європейську площу на Хрещатику зникло освітлення. Попри це, прихильники євроінтеграції України відбили дві атаки силовиків і відтіснили їх в бік готелю «Дніпро».
- 25 листопада — Станом на 00:10 25 листопада наметове містечко на Європейській площі продовжує жити. Там перебуває близько 300 прихильників євроінтеграції України. Відновлено рух автотранспорту на Хрещатику та Європейській площі. На Майдані незалежності перебуває близько 600 осіб.[189]

Опозиція збирається розпочати в понеділок о 8 ранку пікетування Кабінету Міністрів із вимогою відставки уряду на чолі з Миколою Азаровим.
Учасники Євромайдану в Тернополі оголосили 25 листопада о 12:00 на Театральному майдані початок загальноміського страйку.
Рано вранці міліція знесла намети та затримала протестувальників на євромайдані в Одесі.
- 26 листопада — Цього дня студенти КНУ ім. Шевченка та НаУКМА вийшли на перший попереджувальний студентський страйк. Студенти Києво-Могилянської академії у кількості близько 1 500 вирушили колоною до КНУ ім Шевченка, де об'єдналися зі студентами останнього вишу.[193] Після нетривалого мітингу у парку Шевченка, разом рушили на Майдан Незалежності.[194][195][196]

На Майдані Незалежності перед студентами, які оголосили страйк на підтримку підписання Угоди про Асоціацію з ЄС, виступив депутат Європейського парламенту від Польщі Павел Коваль. «Ви стійте тут за свій край, а ми про вас не забудемо», — наголосив він. Цього ж дня за рішенням лідерів об'єднаної опозиції у Києві відбулось об'єднання двох майданів в один. Намети і сцену на Європейській площі демонтують та частково перебазовують на майдан Незалежності, куди також групами переходять мітингувальники. До 23:00 об'єднання двох євромайданів було завершено. Того ж дня з підтримкою перед протестувальниками виступає голова Сейму Литовської Республіки Лорета Граужінене.
Цього дня на студентів-агітаторів напали «тітушки» біля Київського національного економічного університету. Які пізніше виявилися охоронцями закладу освіти.
- 27 листопада — Цього дня відбувся попереджувальний студентський страйк. Декілька колон учасників, що формувалися біля КНУ ім. Шевченка, КПІ та НаУКМА, обійшли повз десятки вишів Києва, закликаючи студентів виходити на страйк. Керівництва цих трьох вишів раніше підтримали проведення студентського страйку. Всі колони вийшли на Євромайдан. Студенти НМУ ім. Богомольця, НУХТу зіштовхнулися з перешкоджаннями та/або погрозами з боку керівництва університетів.[202][203][204][205]

За вказівкою голови КМДА Олександра Попова бійці МНС встановили на Майдані Незалежності великий армійський намет для обігріву мітингувальників. Ночувати в ньому не дозволять, можна лише зігрітися біля буржуйки та скуштувати гарячої їжі. Заявлено, що працюватиме цей пункт обігріву буде цілодобово. Поруч чергуватиме і карета швидкої допомоги.
Близько 15 000 студентів з 12 університетів вирушили з Майдану Незалежності вирушили до Адміністрації Президента аби вручити звернення з вимогою підписати Угоду про асоціацію з ЄС. Після цього колона рушила назад до Євромайдану
- 28 листопада — Цього дня відбувся загальний студентський страйк. Декілька колон студентів з десятків різних вишів Києва об'єдналися у парку Шевченка, після чого рушили на Майдан Незалежності.[209] Керівництва декількох вишів знову не випустили студентів на страйк.[210] Біля НМУ ім. Богомольця, після того як охорона зачинила хвіртку навпроти центрального входу, близько 150-ти студентам вдалося пройти через бокові ворота на території, де вони влаштували пікет.[211]

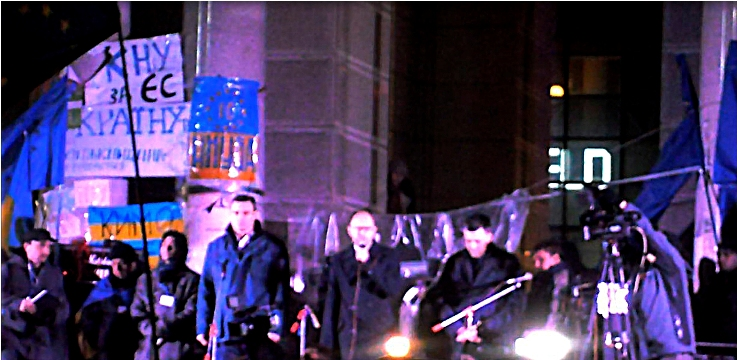
Лідери опозиційних партій — Віталій Кличко, Арсеній Яценюк та Олег Тягнибок — на Євромайдані

- 29 листопада — Увечері на Євромайдані відбувся великий мітинг. Участь у заході взяли лідери трьох опозиційних партій, а також екс-глава МВС Юрій Луценко, які виступили приблизно о 19:00. Опозиційні лідери пояснили, що у Верховній Раді будуть вимагати дострокових виборів.[212]
- 30 листопада — У ніч проти 30 листопада за особистим наказом начальника київської міліції генерал-лейтенанта Валерія Коряка[213] українська влада силами «Беркуту» влаштувала силовий розгін Євромайдану в Києві[214]. За іншими даними, розганяв Євромайдан кримський, луганський та донецький Беркут, скерований за посередництвом російською владою.[215][216][217] Внаслідок розгону було травмовано десятки протестувальників.[218] Частина людей, що втекла від Беркуту, заховалась у Михайлівському золотоверхому монастирі на Михайлівській площі.[219] Вдень на Михайлівській площі зібрався стихійний мітинг,[220] на якому голова одеської обласної організації партії «Демократичний альянс» Олексій Чорний закликав мобілізуватись на протест, активна фаза якого відбудеться 1 грудня в 12:00.[221]
- 1 грудня — в річницю Референдуму про суверенітет 1991 року на майдани і вулиці Києва вийшли, за різними оцінками, від 500 тисяч до 1 млн протестувальників. Цього ж дня організовані владою групи провокаторів чисельністю до 500 осіб[222] імітували штурм Адміністрації Президента. Провокатори спілкувалися між собою російською[223] з добре вираженим московським акцентом та вигукували «кричалки», які не прийняті в Україні, але поширені в середовищі російських «ультрас»[224]. З цього приводу Олесь Доній зазначив, що «найімовірніше, український протестний рух має справу вже не лише із засланою агентурою СБУ і МВС, а цілком можливо, що і з російською ФСБ»[225].
- 2 грудня — о 14:00 Партія Регіонів спробувала провести в Донецьку мітинг на свою підтримку, але не змогла зібрати достатню кількість учасників, що свідчить про втрату Партією суспільної підтримки: на мітинг не змогли зігнати навіть співробітників бюджетних установ[226]. Донецьк вважається традиційною «вотчиною» В. Ф. Януковича та Партії Регіонів.
- 3 грудня — відбулось голосовання про висловлення недовіри Уряду М. Азарова. За відставку було подано 186 голосів замість необхідних 226[227]. За відповідне рішення з Партії регіонів проголосував 1 депутат, з КПУ — 0 депутатів, з «Батьківщини» — 90, з «Удару» — 42, зі «Свободи» — 36, позафракційних — 17. Отже, рішення про відставку ухвалене не було.
- 4 грудня — прихильники Партії регіонів встановили перед будівлею Верховної Ради шість великих наметів. В акції беруть участь близько 2 тисяч осіб[228]. Табір отримав назви «Тітушбург» та «вольєр з тітушками»[229]. Цього ж дня в Донецьку був зібраний провладний мітинг, учасників якого звозили автобусами. Мітинг розійшовся, щойно була проголошена резолюція[230].
- 6 грудня — Мітингувальники з організації «Демократичний альянс» почали лежачий протест під Генпрокуратурою. Протест проводиться на підтримку вимоги звільнити дев'ятьох хлопців, заарештованих Шевченківським районним судом 3 грудня на 60 днів за підозрою в організації масових заворушень у Києві 1 грудня, шляхом зняття з них підозри, на що генпрокурор має право згідно з пунктами 7, 9, 13 та 15 статті 36 Кримінального Кодексу України. Від 8-ї години ранку активісти з Майдану лежать на всіх входах до ГПУ таким чином, що зайти в будівлю можна було, лише переступивши через них. «Переступили через закон — переступайте через українських громадян», — такий меседж Демократичного Альянсу. Протестувальники пропонують працівникам ГПУ підписати петицію про звільнення заарештованих активістів.

- 8 грудня — починаючи з 12 години, в Києві відбулось Народне Віче з чисельністю учасників, за різними оцінками, понад мільйон учасників. Було вирішено розширити мітинг і почати блокувати Адміністрації Президента, будівлі Уряду та інших установ. В. Януковичу висунуто ультиматум з загрозою розпочати похід на резиденцію «Межигір'я». Цього ж дня в Києві був знесений пам'ятник Леніну. Очільники Єврореволюції прокоментували цю подію з гумором: Яценюк заявив, що «Ленін впав від заздрощів. Тому що Ленін скликав одну революцію, а Янукович — дві.»[231].

В урядовому кварталі міста почали зводити барикади.
- 9 грудня — загін кримського спецназу «Тигр», який з 4 числа був заблокований в Василькові, вирвався з блокади з частиною машин (15 одиниць техніки) і переважно пішим маршем рушив на Київ[232][233]. Під час деблокування мав місце силовий контакт з мітингувальниками.

Об 11:30 загони внутрішніх військ почали оточення урядового кварталу та Майдану Незалежності. Після 12-ї години проти мітингувальників почали розгортати водомети та пожежні машини, підігнали «автозаки», перекрили метро в центрі міста. У відповідь лідери опозиції закликали жінок та дітей покинути Майдан та контрольовані протестантами будівлі. Віталій Кличко та інші опозиційні депутати почали перемовини з командирами підрозділів внутрішніх військ.
Близько 13 години між барикадами Євромайдану та силовиками стали священики. Також в притул до силовиків — спинами до військовиків та «спецназу» — вишикувалася молодь «для захисту силовиків від провокацій».
Біля 14-ї години Олег Тягнибок повідомив, що сил для оборони Майдану вистачає, а влада проводить акцію психологічного тиску. На цей час серед мітингувальників перебувало досить багато жінок.
О 14:30 на Євромайдан вийшли посли та дипломати з посольств країн ЄС — «захищати».
- 11 грудня — увечері, після обговорення проблеми з спецпредставником ЄС Кетрін Ештон[236] та помічником Держсекретаря США Вікторією Нуланд[237], Віктор Янукович заявив, що «влада діятиме суто в рамках закону і ніколи не вживатиме сили проти мирних зібрань»[238].

В ніч проти 11 грудня, попри завірення Президента України, які він виголосив перед спеціальним представником ЄС Кетрін Ештон, спецназ та внутрішні війська розпочали масову акцію на витіснення мітингувальників з занятих ними позицій. Груба сила та спецзасоби, переважно, не застосовувались. На заклик про допомогу до Майдану з міста почали підтягуватись добровільці. В результаті, для уникнення блокування з боку Майдану та міста, спецназ та внутрішні війська змушені були відступити.
- 13 грудня — відбувся «Круглий стіл» за участі Президента, на якому Віктор Янукович оголосив про введення мораторію на силові дії і заявив, що йому відомі відповідальні за силовий розгін та побиття мітингувальників — це очільник КМДА Попов, очільник київської міліції Коряк та заступник секретаря РНБО Сівкович. На першому ж допиті Попов повідомив, що він виконував розпорядження секретаря РНБО Клюєва.[239]
- 14 грудня — Генпрокурор України Віктор Пшонка зробив офіційну заяву на прес-конференції, що заступника секретаря РНБО Володимира Сівковича, начальника київської міліції Валерія Коряка і голову Київської міської держадміністрації Олександра Попова покарають за розгін Євромайдану 30 листопада 2013 р.[240]
- 15 грудня — на Євромайдані у Києві відбувся «День гідності», третє Народне віче. Офіційна частина, що почалася у 12.00 тривала чотири години. За різними оцінками зібралось 150—300 тисяч людей. Цього дня у Януковича запланований візит у Москву, у зв'язку з чим Майдан забороняє президенту України Віктору Януковичу підписувати будь-які угоди з президентом Росії Володимиром Путіним. Про це, виступаючи на Народному віче, заявив лідер фракції Свобода Олег Тягнибок. «Ми забороняємо цьому президенту що-небудь підписувати в Москві, що буде суперечити інтересам української держави. Ми не дозволимо ніяких митних союзів», — сказав Тягнибок. Також була прийнята резолюція з вимогою випустити всіх політв'язнів.[241]
- 22 грудня — на Євромайдані відбулося Народне віче. Зібралося декілька десятків тисяч людей. Опозиція оголосила про створення народного об'єднання «Майдан», головною метою якого буде політичне завдання — відновлення балансу влади в країні. Об'єднання прийняло резолюцію, у якій визначено цілі та оголошено персональний склад Ради «Майдану».[242] Також Народне віче підтримало ідею про оголошення головної вулиці столиці зоною, вільною від транспорту.
- 23 грудня — Янукович підписав закон про заборону переслідувань майданівців. Закон передбачає, що всі кримінальні справи і провадження з приводу адміністративних правопорушень повинні бути закриті.[243]
- 26 грудня — набув чинності закон про амністію учасників Євромайдану. Щоправда, експерти сумніваються, що закон може бути реалізований.
- 5 січня 2014 року — мітинг на Майдані Незалежності, на якій зібралося декілька десятків тисяч протестувальників. В цей же день на Євромайдан вийшли Донецьк, Дніпропетровськ, Харків та Одеса.

#### Схеми оперативної обстановки в центрі Києва
На схемах синім кольором показані барикади і територія, яку контролюють повстанці, синій пунктир — барикади розібрані беркутом і комунальниками; червоним кольором показано кордони і підрозділи МВС та Беркуту, заблоковані ними вулиці виділені червоним. Прапорці — штаби сил. Закреслена червона точка — руїни пам'ятника Леніну на Бесарабці. Скорочення: шнс — штаб національного спротиву (будинок профспілок), кмда — київська міська держадміністрація, мш — мобілізаційний штаб повстанців в Палаці Свободи (колишній Жовтневий), шзс — штаб загонів самооборони (будинок архітекторів), ап — адміністрація президента, кму — кабінет міністрів України, вру — верховна рада України, мвс — міністерство внутрішніх справ

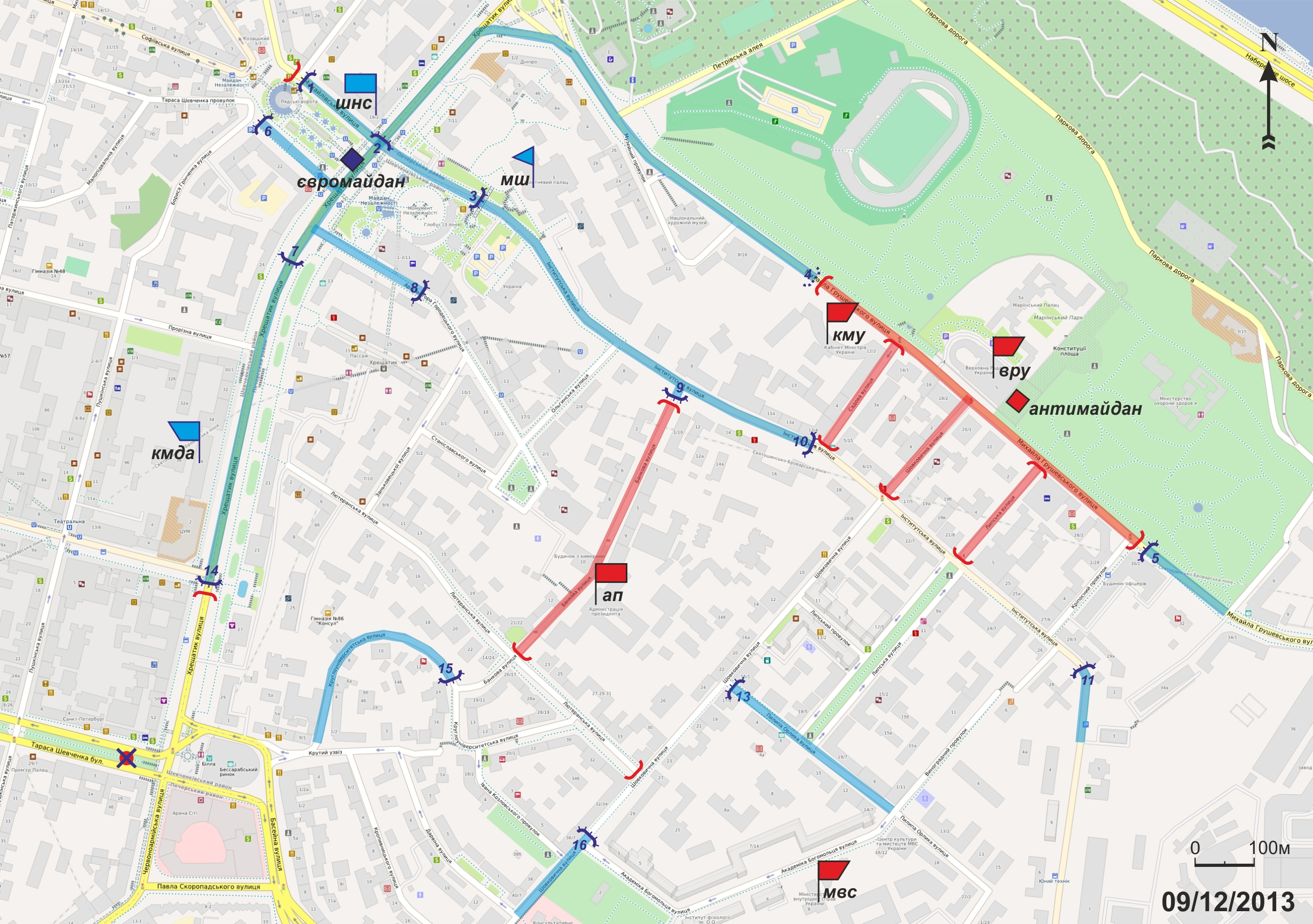
ввечері 9 грудня
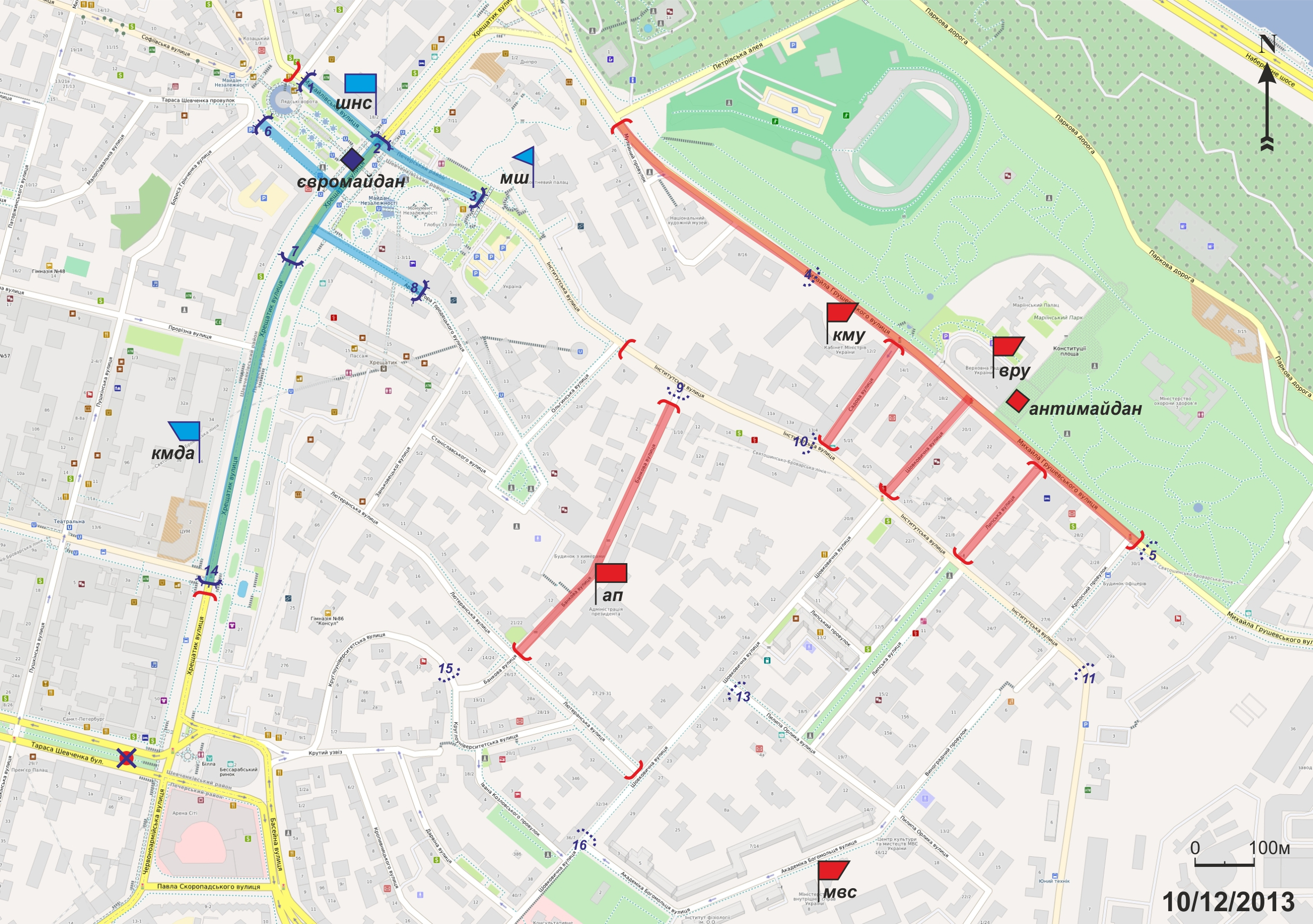
ввечері 10 грудня
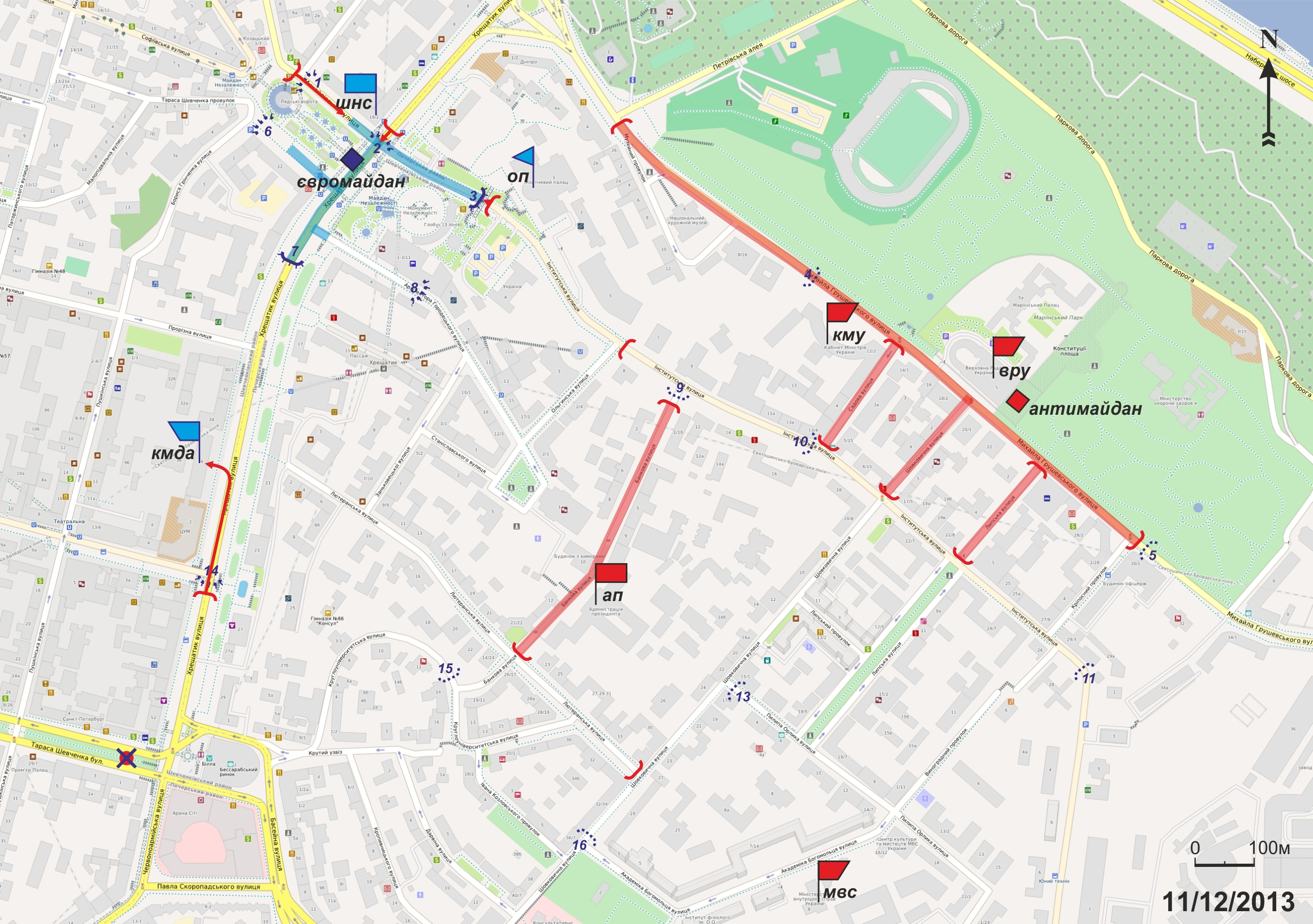
з 1-00 до 9-00 11 грудня
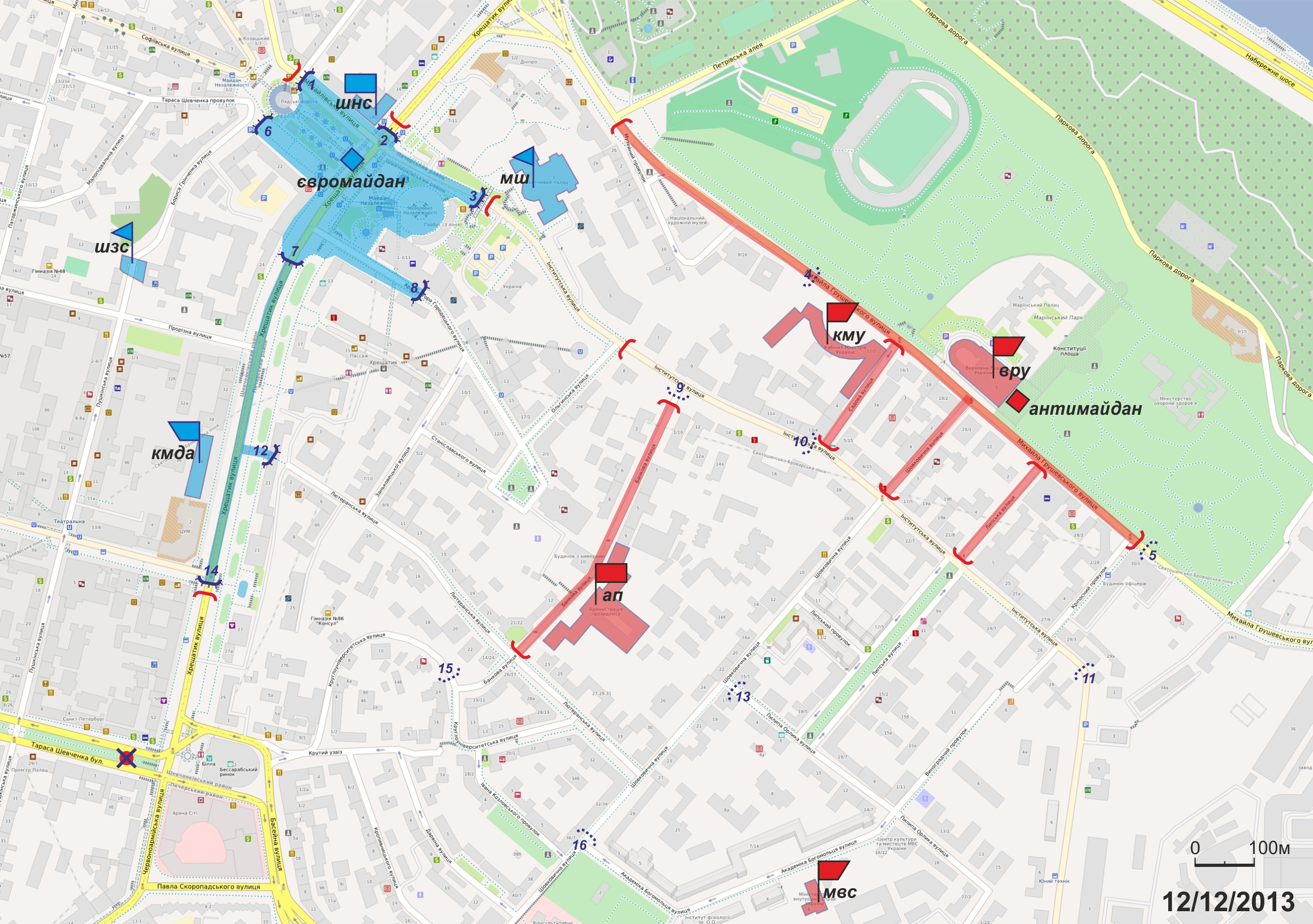
вечір 12 грудня
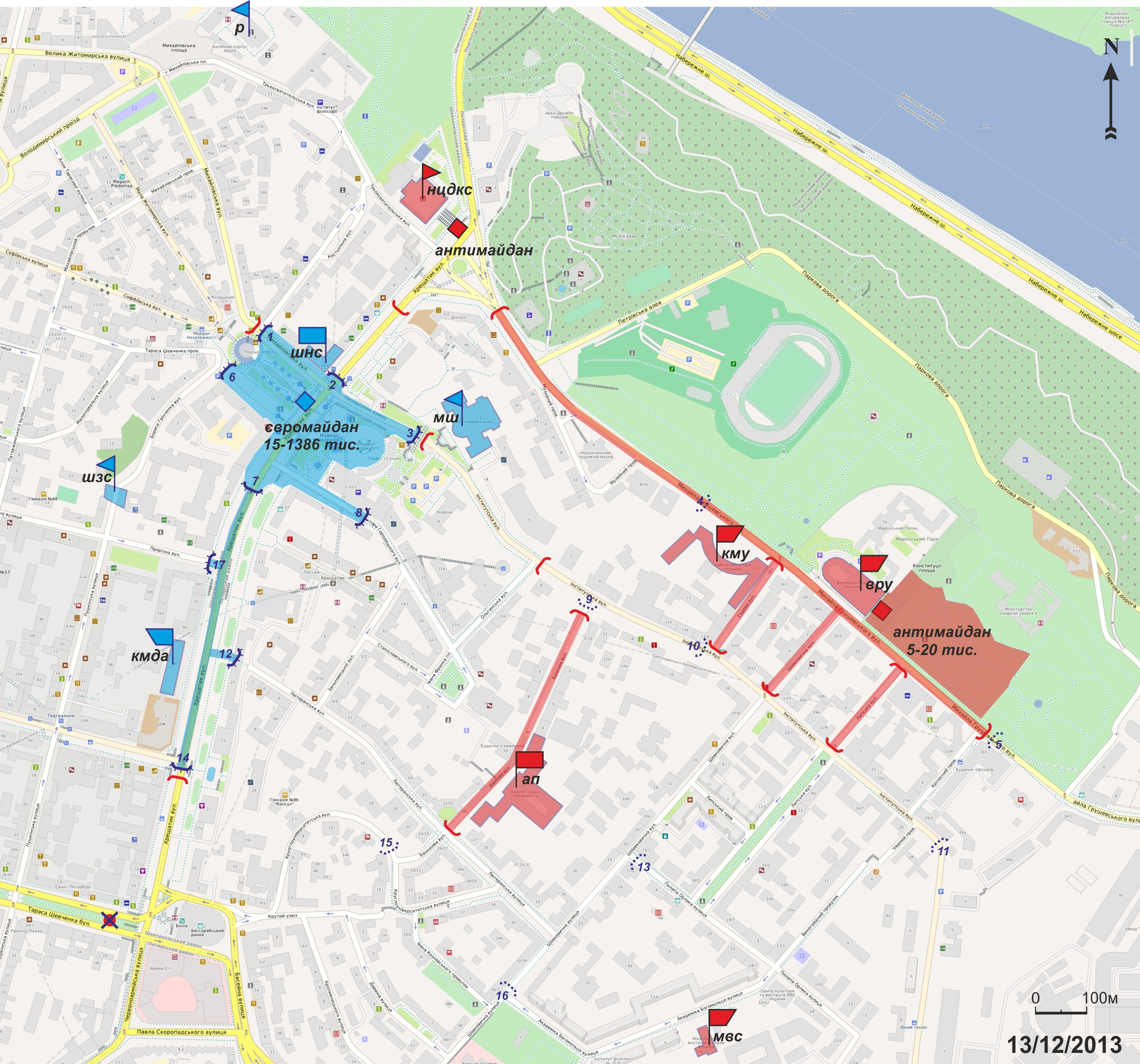
вечір 13 грудня
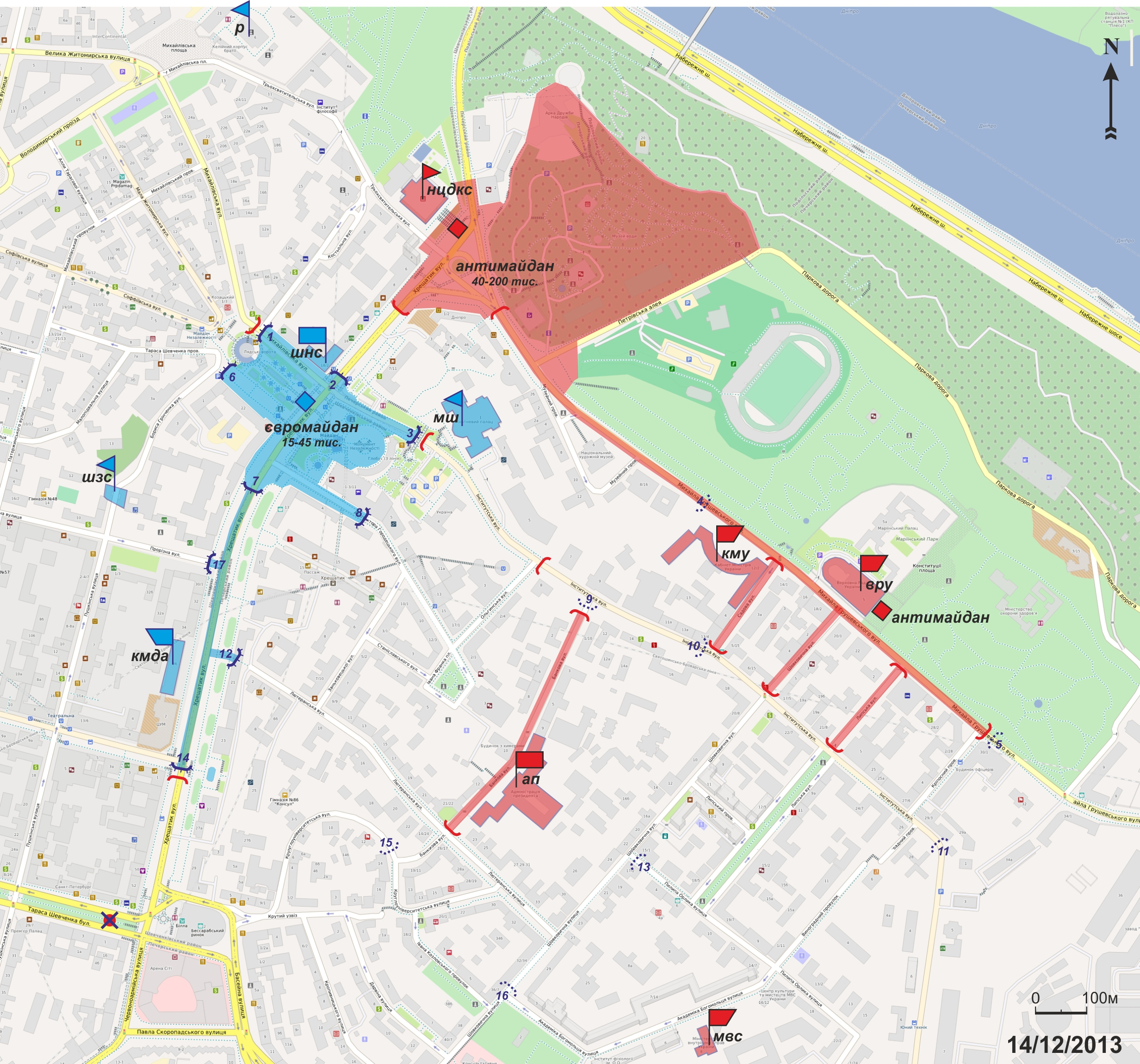
вдень 14 грудня

### Бровари
7 грудня 2013 року у Броварах оголосили про створення Штабу народного супротиву, який за задумом активістів мав узяти на себе функції із мобілізації броварців на Євромайдан.
11 грудня 2013 року, після штурму Євромайдану в Києві, активісти броварського УДАРу закликали міського голову Ігоря Сапожка терміново, вже 12 грудня, скликати позачергову сесію Броварської міської ради. На сесії запланували розглянути низку звернень до Президента, Уряду, силовиків і Верховної Ради України.
21 грудня 2013 року на майдані Свободи, центральній площі міста, кілька сотень броварців зібрались на Народне віче. Приводом стала відмова міської влади від проведення позачергової сесії, на якій депутати мали від імені всієї громади висловити свою позицію щодо подій у країні. Мітинг зібрав Штаб національного супротиву.

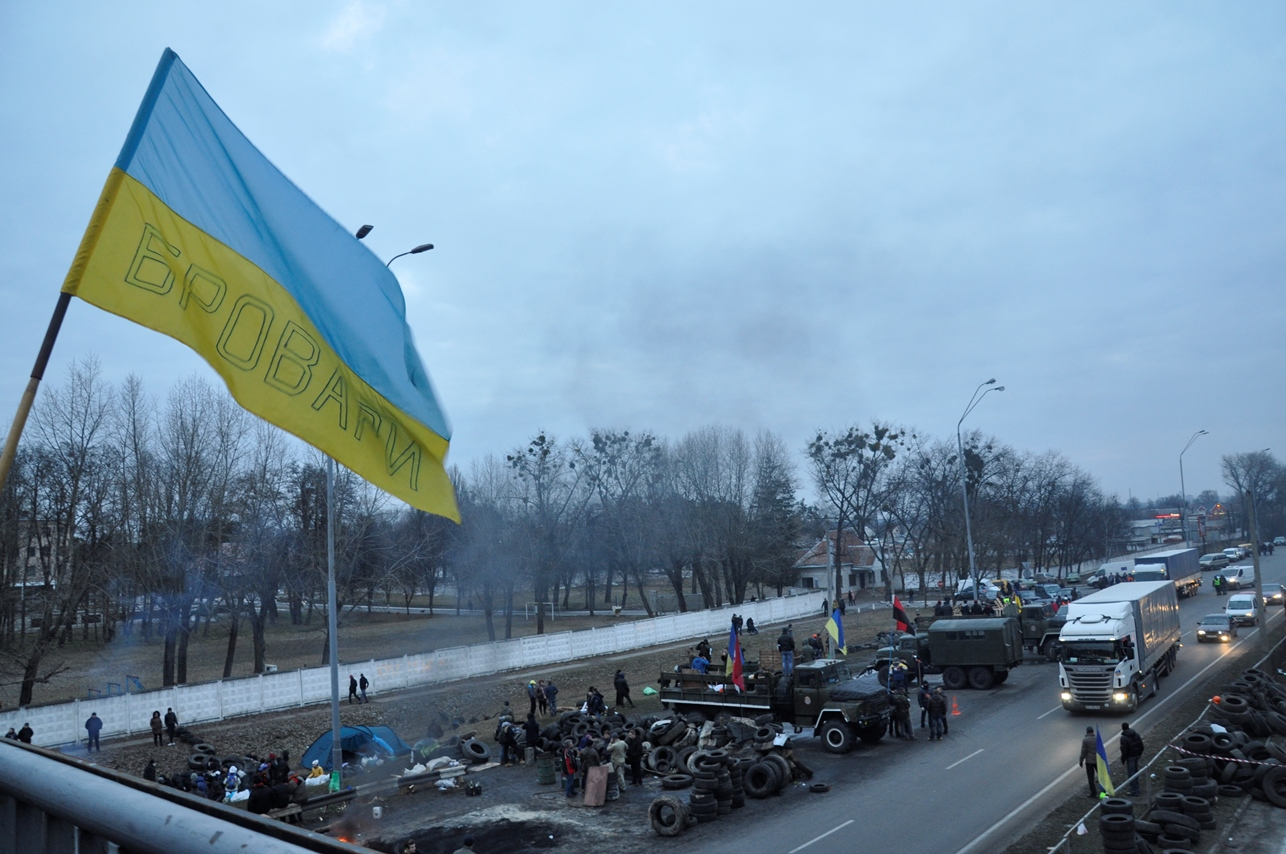
Броварський блок-пост на в'їзді з Києва, 20 лютого 2014 року

Ефір на телеканалі «ЕКТА» під час перебування телестудії під контролем Броварської народної ради

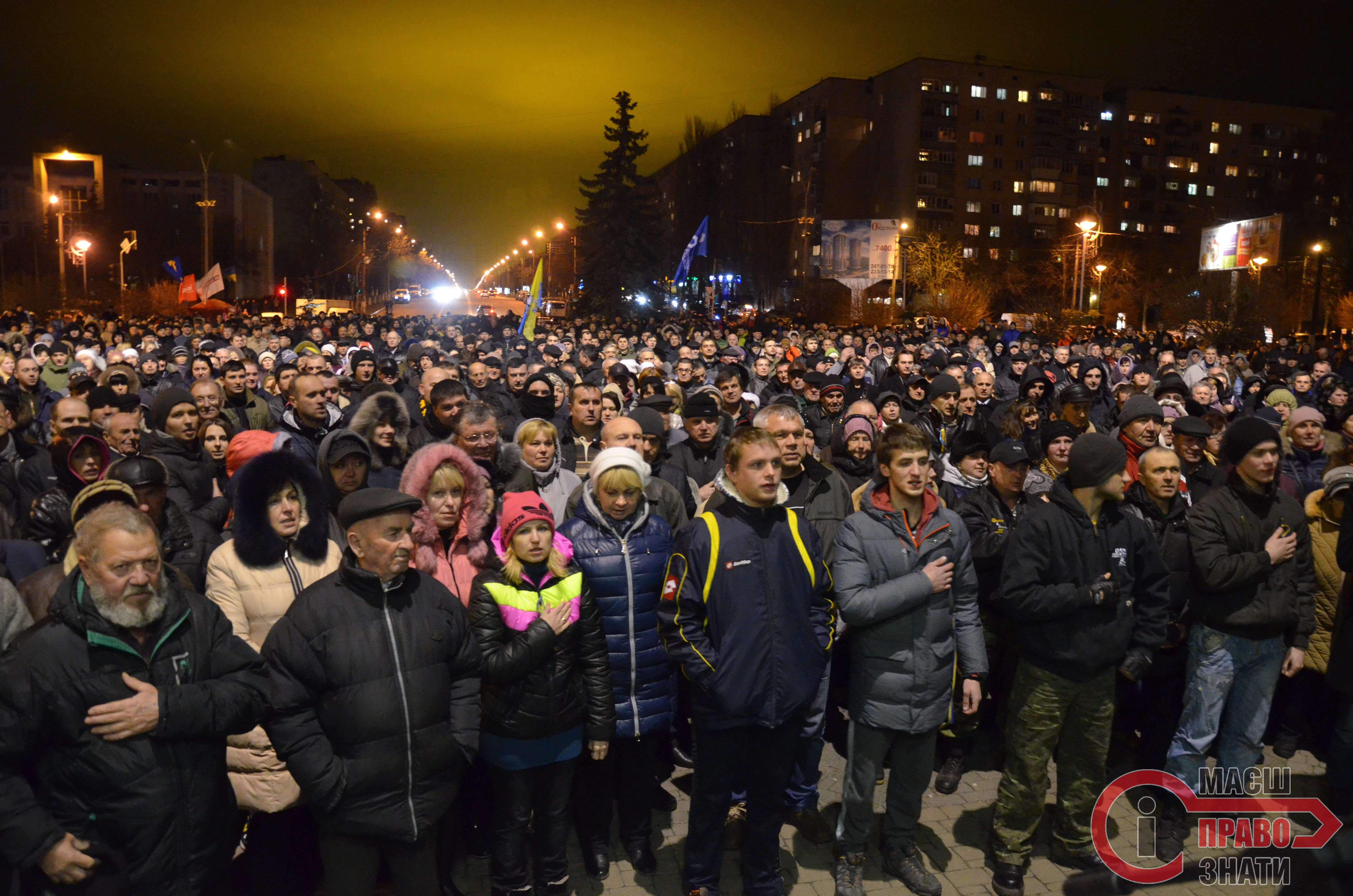
Віче на майдані Свободи з вимогою відставки мера Ігоря Сапожка, 24 лютого 2014 року

26 грудня 2013 року відбулася позачергова сесія Броварської міської ради. Депутати не підтримали вимоги місцевого Євромайдану, озвучені на віче 21 грудня. Також під час засідання броварські журналісти влаштували протест проти політики Партії регіонів, зокрема проти побиттів і переслідувань журналістів та активістів Євромайдану.
Після початку протистоянь на вулиці Грушевського та появи перших загиблих активістів у Києві, активізуються активісти й у Броварах. 23 січня 2014 року вони виходять на майдані Свободи, де оголошують про початок попереджувального страйку. Страйк продовжився і в наступні дні. Люди виходили на мітинги та демонстрації 24, 25, 27, 28 січня та 1 лютого. 24 січня журналісти зауважили, що частина депутатів Броварської міської ради перестала підтримувати міську владу та зізналась у підтримці Євромайдану. 25 січня активісти також навідались до голови Броварської районної адміністрації Петра Іваненка, де вимагали його відставки. 27 січня під час мітингу активісти Євромайдану виявили у приміщенні Броварської районної ради близько 100 міліціонерів та близько 50-ти «тітушок». Активісти домоглися виведення тітушок з приміщення ради. 28 січня активісти пікетували територію броварського «Беркуту». 1 лютого 2014 року активісти Євромайдану влаштували автопробіг Броварами, а також пішу ходу з пікетуванням офісу Партії регіонів.
15 лютого 2014 року під час віче на майдані Свободи активісти сформували та затвердили склад Броварської народної ради. Після мітингу близько 300 активістів навідались до маєтку одіозного лідера броварського осередку Партії регіонів Сергія Федоренка.
Після подій 18-20 лютого 2014 року від 20 лютого на в'їзді до Броварів з Києва по Броварському проспекту активісти влаштовують барикаду та блок-пост, вибірково перевіряючи автотранспорт. 21 лютого з Києва через блок-пост автобусом тікають працівники сумського «Беркуту». На барикаді його намагається зупинити загін самооборони, з автобуса відбувається стрілянина, внаслідок якої ранять одного хлопця. Після цього «Беркут» тікає до Княжичів, де міліціонери знову стріляють і розбігаються навсібіч. Спочатку «беркутівців» намагаються спіймати мешканці села. Згодом, завдяки втручанню депутатів від опозиції, їх доставляють до місцевого райвідділу міліції.
21 лютого 2014 року Бровари стають одним із найперших міст, де під час активної фази Ленінопаду зносять пам'ятник Володимиру Леніну.
23 лютого 2014 року після відправлення панахиди за Небесною сотнею активісти Броварської народної ради разом з іншими мітингарями беруть під контроль комунальну телестудію «Наше місто» (телеканал «ЕКТА»), розміщену у Броварській міській раді, яка до того припинила мовлення. У студії проводять інвентаризацію, з'ясувавши, що з неї зникло важливе обладнання. Під вечір активістам вдається налагодити відеотрансляцію через інтернет. Вже 24 лютого нових журналістів, які взялися відновлювати роботу телестудії, силоміць виганяють з приміщення невідомі молодики. Під час цього невідомими командує одіозний депутат Броварської районної ради Олег Кищук. Після цих подій обладнання телестудії опиняється у неробочому стані, телебачення не відновлюють. У подальшому з'явилась інформація про ліквідацію телестудії.
23 лютого 2014 року активісти Броварської народної ради у штабі Броварської самооборони влаштовують зустріч із представниками місцевих міліції та інших відомств міста. У результаті емоційних виступів, керівники броварської міліції Сергій Семікоп і Руслан Хартанович подали у відставку.
24 лютого 2014 року активісти скликали віче на майдані Свободи, під час якого висловили недовіру міському голові Броварів Ігорю Сапожку. Ще 20 лютого мер вийшов з фракції та партії Партії регіонів, однак у відставку після віче та у подальшому не подав, при тому декілька разів ходив у відпустку.

### Львів

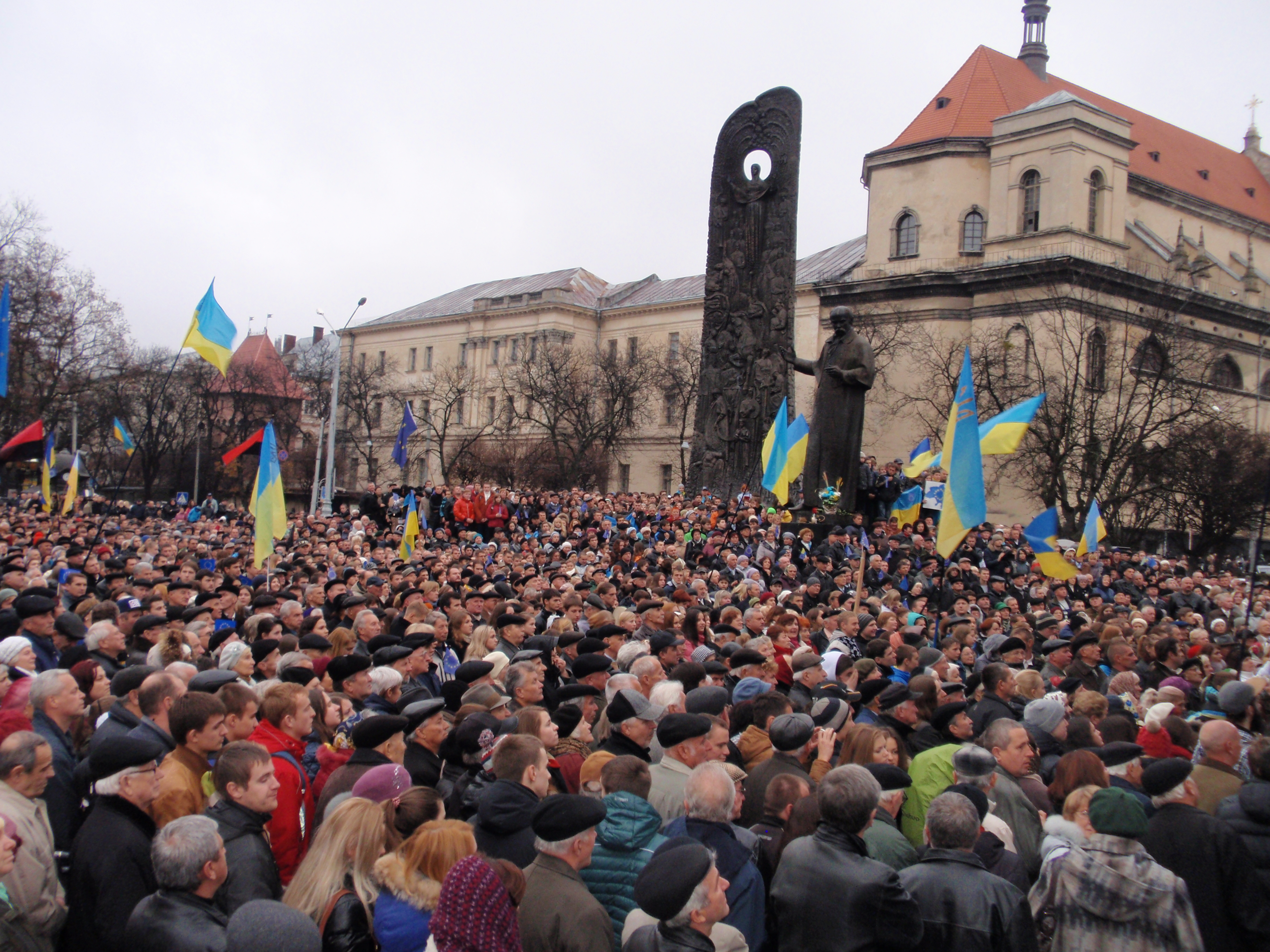
Мітинг у Львові біля пам'ятника Тарасові Шевченку, 24 листопада 2013
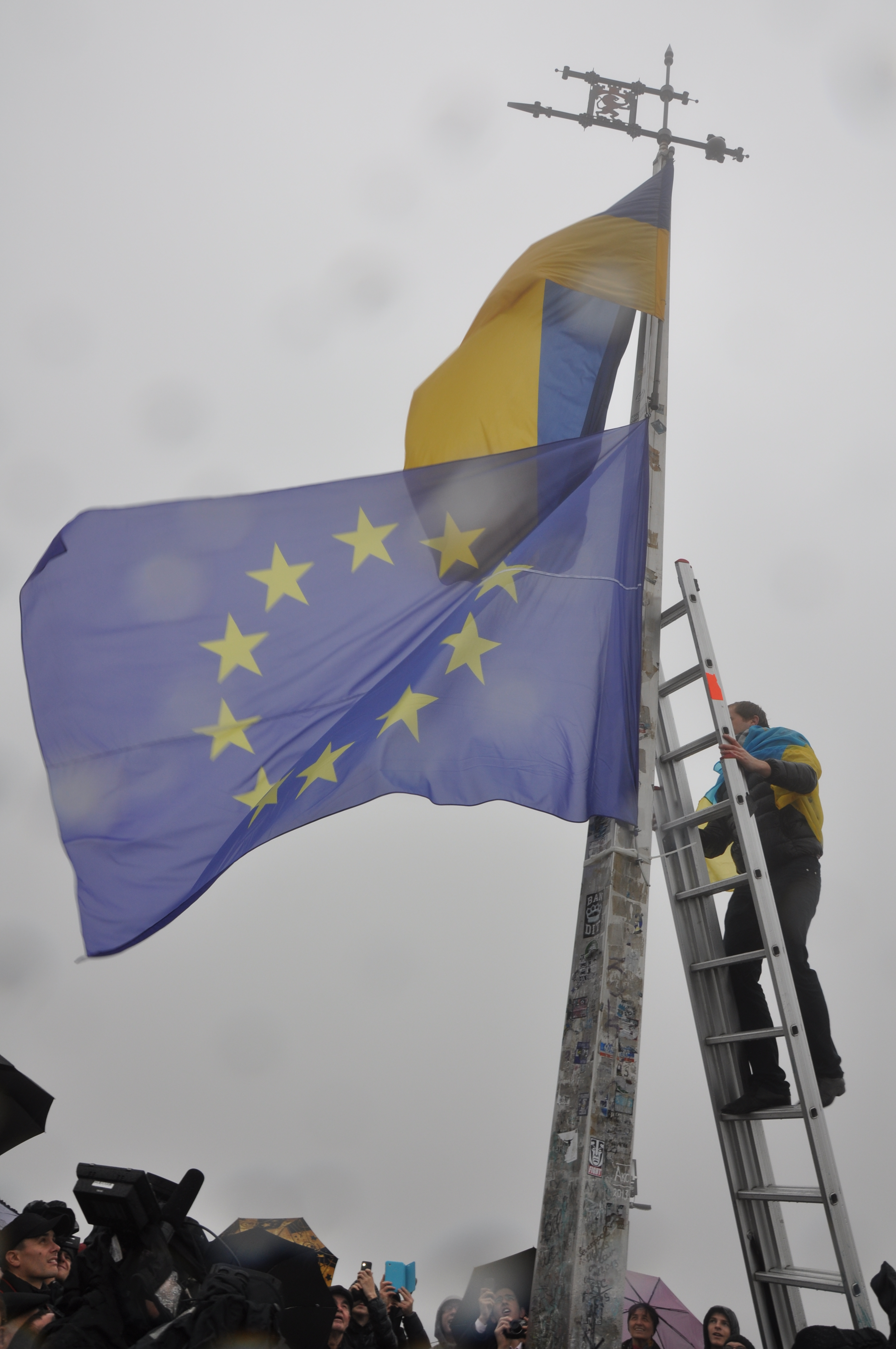
Встановлення прапора Євросоюзу на флагштоку на Високому Замку у Львові 24/11/2013
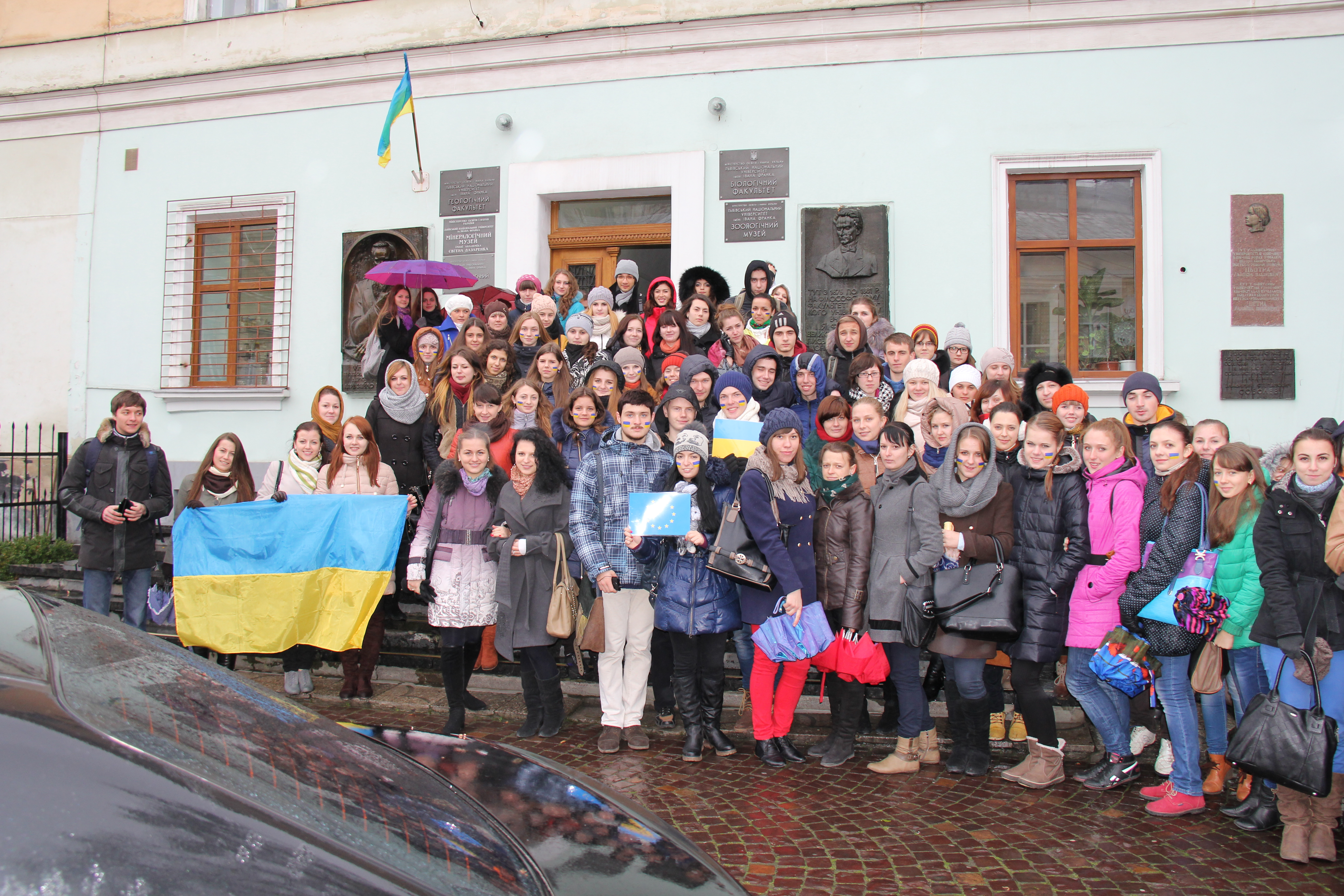
Студенти біологічного і геологічного факультетів ЛНУ імені Івана Франка вирушають на студентський марш-похід містом до Євромайдану у Львові
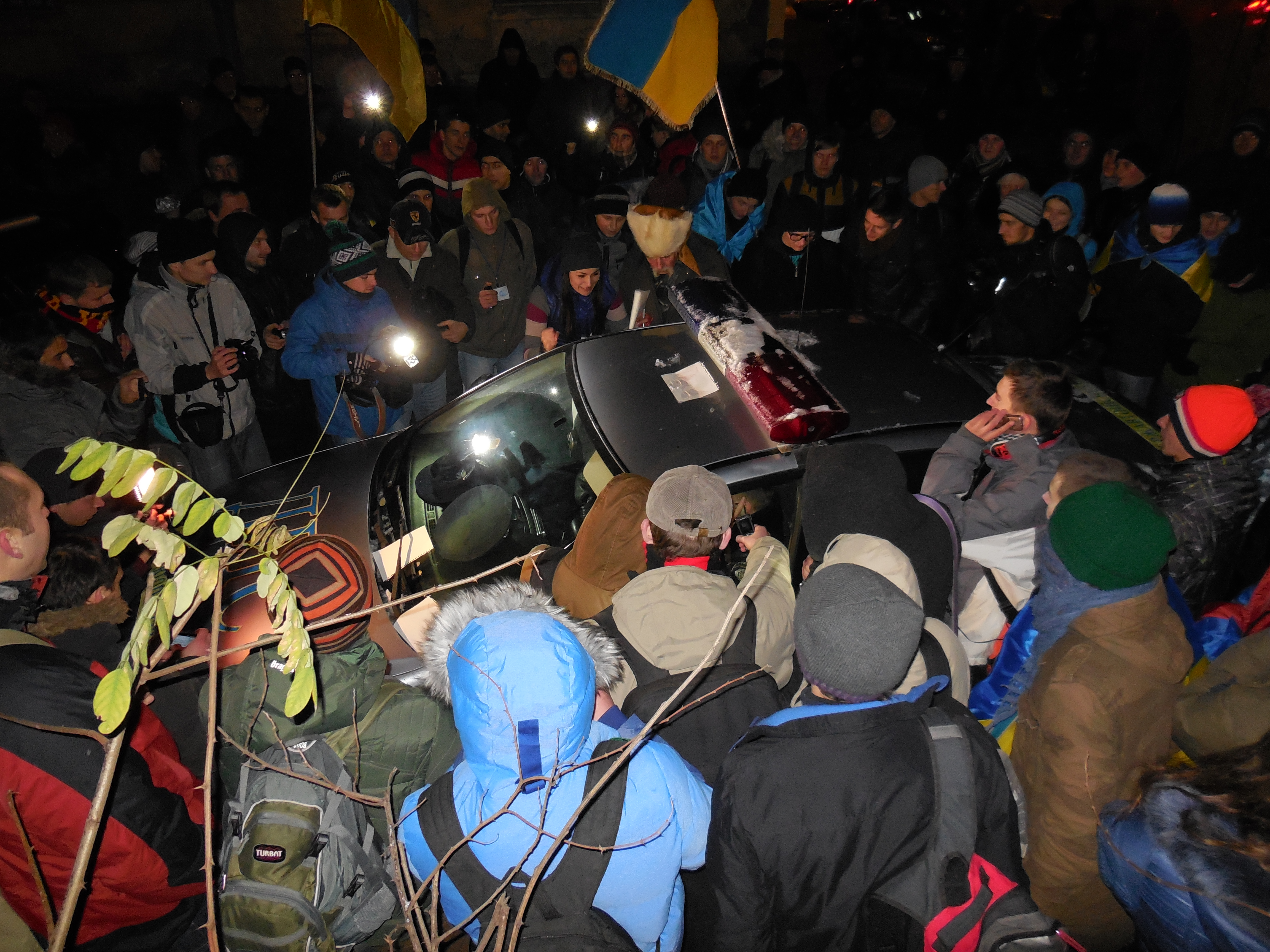
ДПС не пускає автобус зі студентами на Євромайдан до Києва
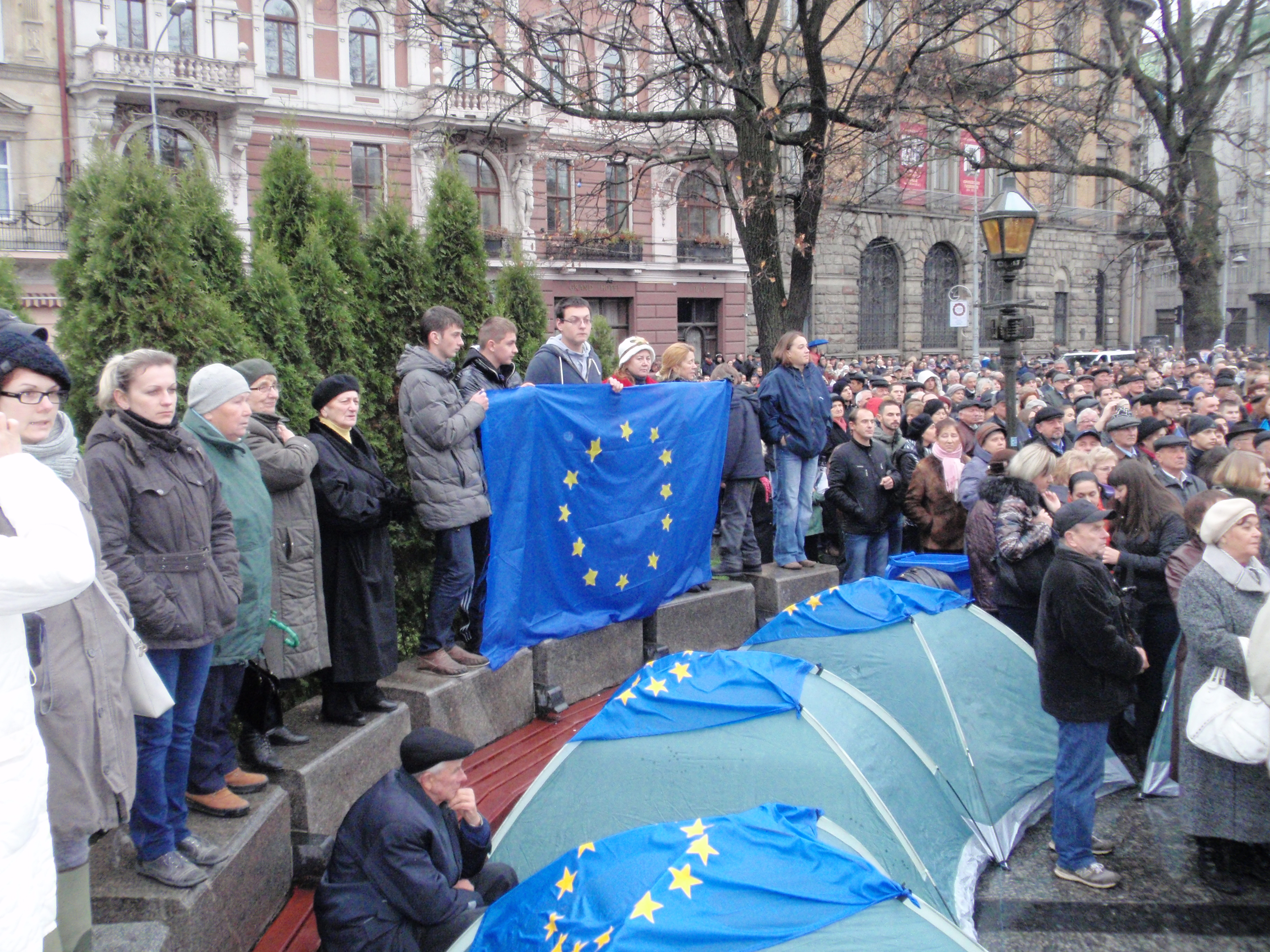
Намети на львівсьму Євромайдані
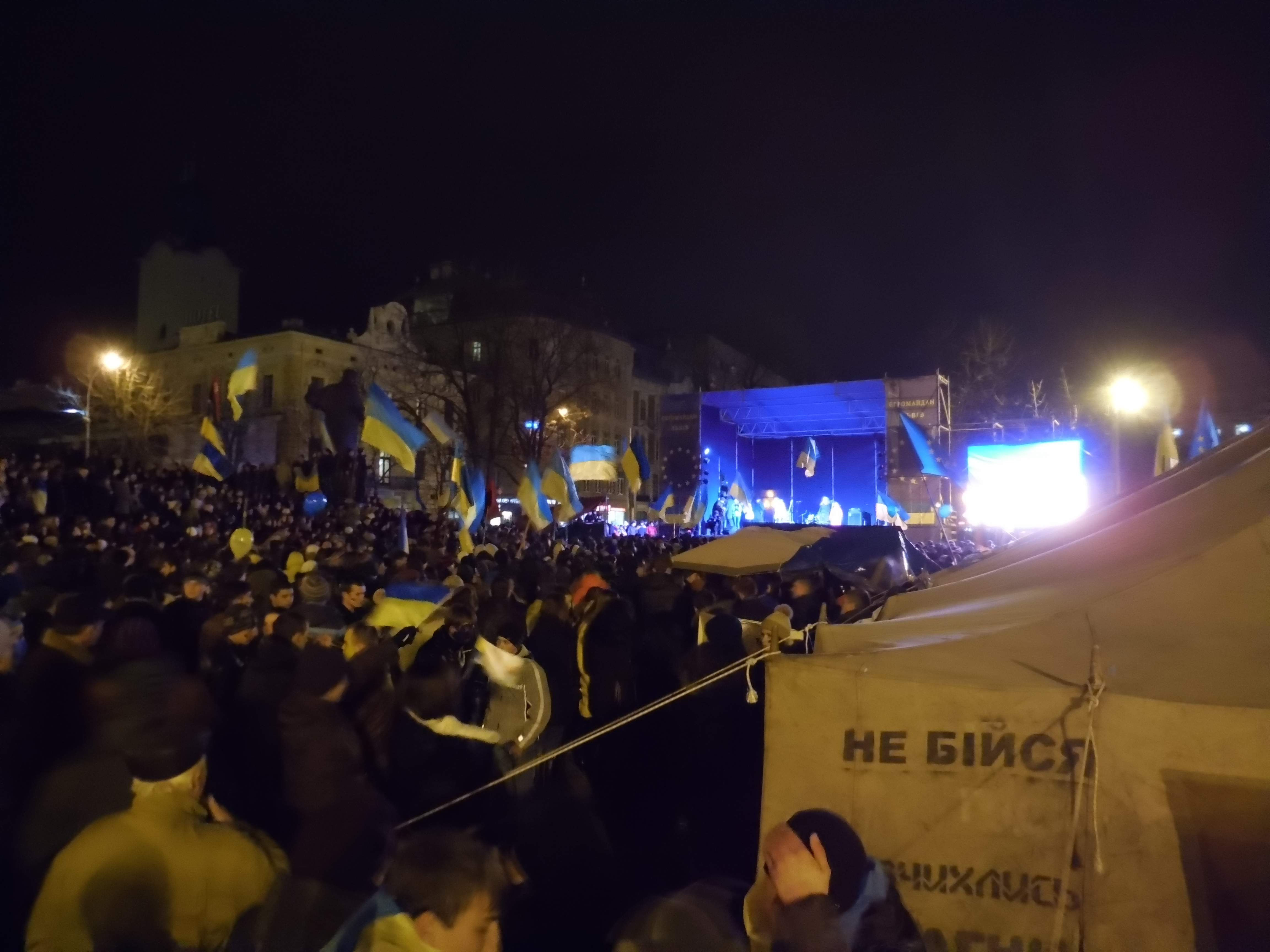
Львівський Євромайдан майже на 95% складається зі студентів львівських вишів
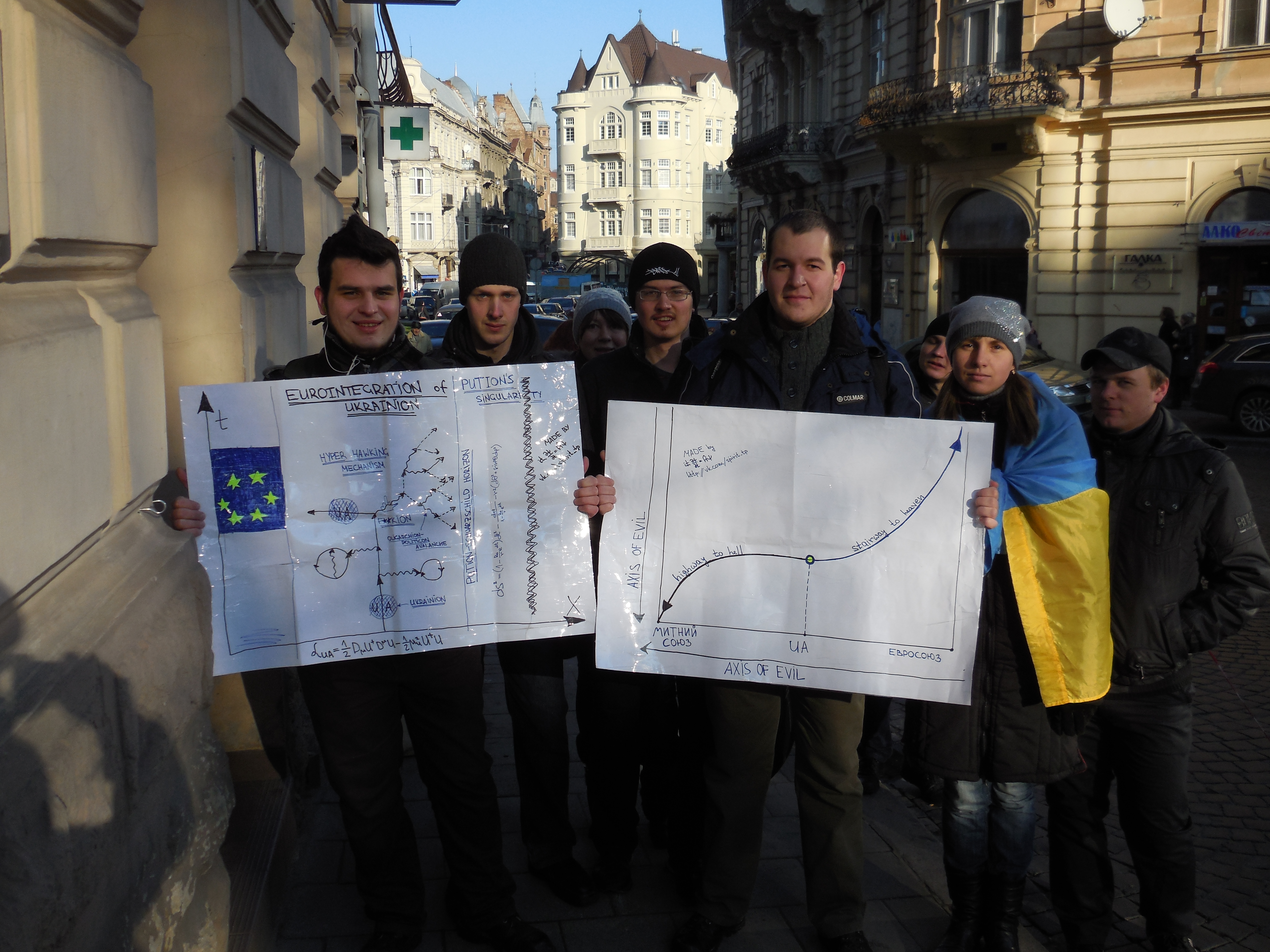
Львівські студенти підвели теоретичну базу під Євромайдан
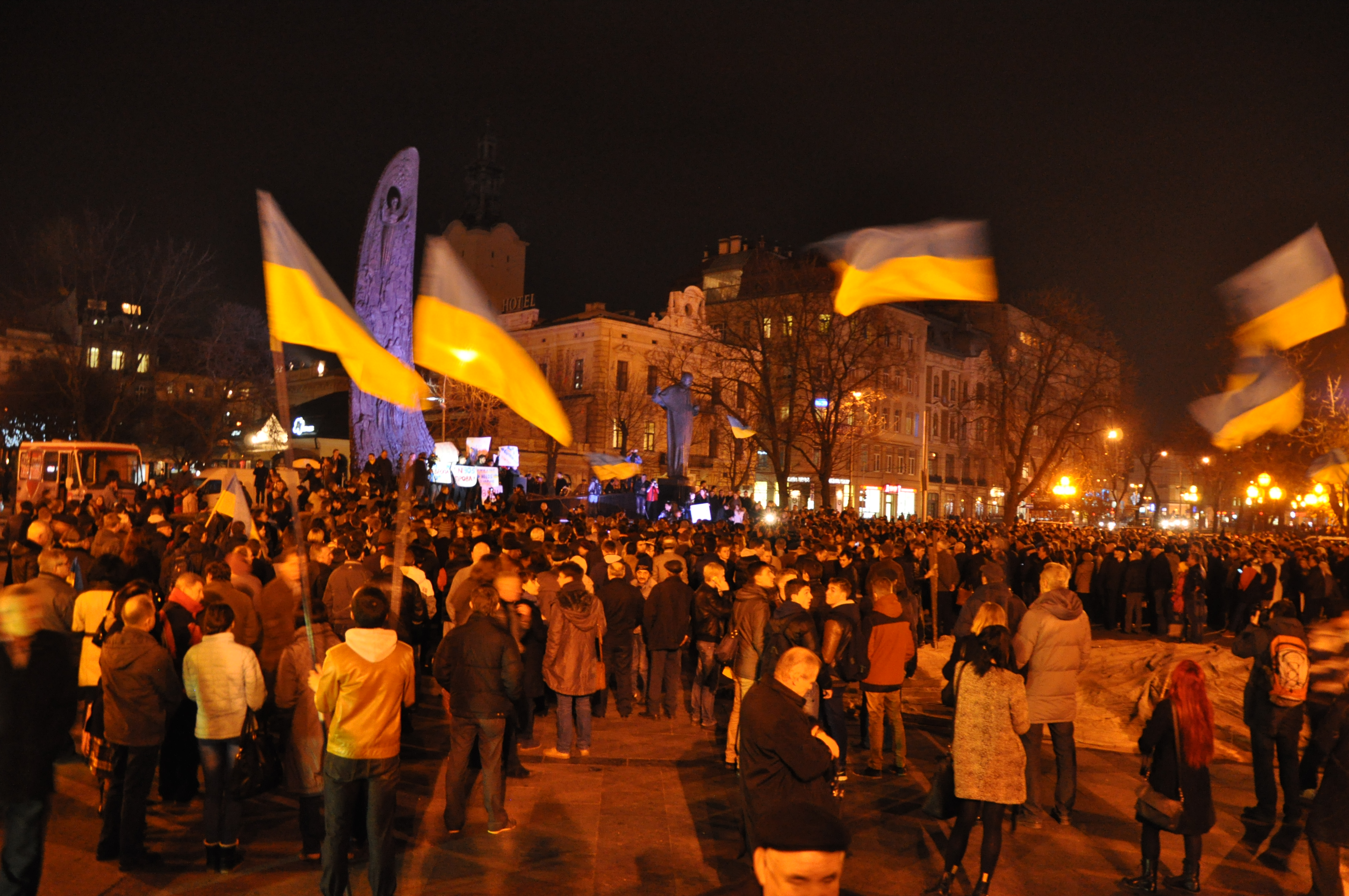
Демонстранти у Львові біля пам'ятника Тарасові Шевченку, 22 листопада 2013

- 22 листопада — цього дня на позачерговій сесії Львівська міська рада прийняла звернення до президента Віктора Януковича з вимогою звільнити прем'єр-міністра Миколу Азарова та підписати Угоду про асоціацію з Євросоюзом.[269] Акція під Львівською облдержадміністрацією переросла у кількатисячну колону студентів, яка рушила вулицями до центру міста.[270] Ввечері зібралося близько 10 тисяч людей[271], переважно молодь та студенти. На мітингу їх підтримали міський голова Андрій Садовий[272], та колишній ректор Львівського національного університету імені Івана Франка Іван Вакарчук, інші політичні та громадські діячі Львова. Організатори заявили, що акція безстрокова.[154] Також цього дня Відділ охорони культурної спадщини та культурних цінностей Львівської облдержадміністрації оскаржив у суді проведення «Євромайдану» в місті. На думку позивача, масові заходи можуть завдати шкоду об'єктам культурної спадщини.[273] Зранку наступного дня стало відомо, що суд заборонив встановлювати «малі архітектурні форми» (намети) до 29 листопада.[274] Водночас, 23 листопада новопризначений голова Львівської облдержадміністрації Олег Сало назвав рішення суду «технічною помилкою» та пообіцяв, що розбереться у ситуації.[275]
- 25 листопада — о 12:00 студентські колони універів Франка і Лісотеху рушили на з'єднання з колоною Політеху. Загальна кількість учасників студентського маршу складала близько 10 000 осіб. Колона студентів рушила від пам'ятника Тарасу Шевченку до ЛНУ імені Франка, де вони з'єднались з студентами та викладачами університету. Мітингувальники скандували гасла «Україна в ЄС!», «Приєднуйтесь до нас!», «Слава Україні!», «Банду геть!», «Разом ми сила!», «Міліція з народом!», «Революція!».[276] Під час проведення Євромайданом віча, народний депутат від ВО «Свобода» Юрій Михальчишин назвав студентських активістів на сцені, які хотіли відімкнути йому мікрофон, «сопляками». Конфлікт виник після закликів організаторів віча проводити мітинг без участі політиків, і прохання до політиків покинути сцену. Слова Михальчишина викликали обурення у багатьох присутніх на Євромайдані.[277] Близько 22:30 у Львові на розі Грабовського та Коперніка ДПС зупинила автобус зі студентами львівських вузів, який прямували на Євромайдан до Києва. У водія автобуса забрано документи — студенти оточили авто мєнтів і скандують «Ганьба!» та «Революція!». Кількість студентів постійно зростає — підтягуються нові групи.[278]
- 26 листопада — цього дня Львівський Євромайдан зібрав понад 5000 студентів і школярів. Під вечір, невелика кількість монахинь і прихильників секти Догнала організувала біля статуї Матері Божої коло Міцкевича мітинг проти євроінтеграції. Їх охороняли дві машини міліції і швидка допомога.[279]
- 27 листопада — понад 200 львівських студентів обійшли 12 консульств країн Євросоюзу у Львові, щоб подякувати тамтешнім спільнотам за підтримку українців щодо Євроінтеграції. До усіх консульств львівські студенти принесли спеціальні листи-звернення, однак найтепліше їх зустрів генеральний консул республіки Польща Ярослав Дрозд: «Я люблю студентів, бо вони по-новому дивляться на світ. Весь польський народ був би дуже радий, якби підписання Угоди між Україною та Євросоюзом відбулося, однак — це лише суверенне рішення України», — зазначив консул.[280] Прес-служба Львівської обласної ради повідомила про створення у 19 районах області Координаційнійніх штабів, які очолили голови місцевих районних рад. Ще один Координаційний штаб очолив голова депутатської фракції.[281] За повідомленням нардепа Ігоря Васюника, працівники львівського ДАІ не випускають 13 автобусів, якими мітингувальники зі Львова та області мали сьогодні ввечері виїжджати на київський євромайдан у супроводі машин народних депутатів. Окрім того, з трьох автобусів невідомі вкрали номерні знаки. Вже зібралось близько 500 людей, які готові йти і вимагати від начальника ДАІ припинити протиправні дії. Молодь з львівського майдану вже зголосилась прийти і пікетувати обласне управління МВС.[282]
- 30 листопада — Близько 10 тисяч львів'ян вирушило організованою колоною автобусів та автомобілів до Києва від місця збору під Львівською обласною радою.[283]

### Дрогобич

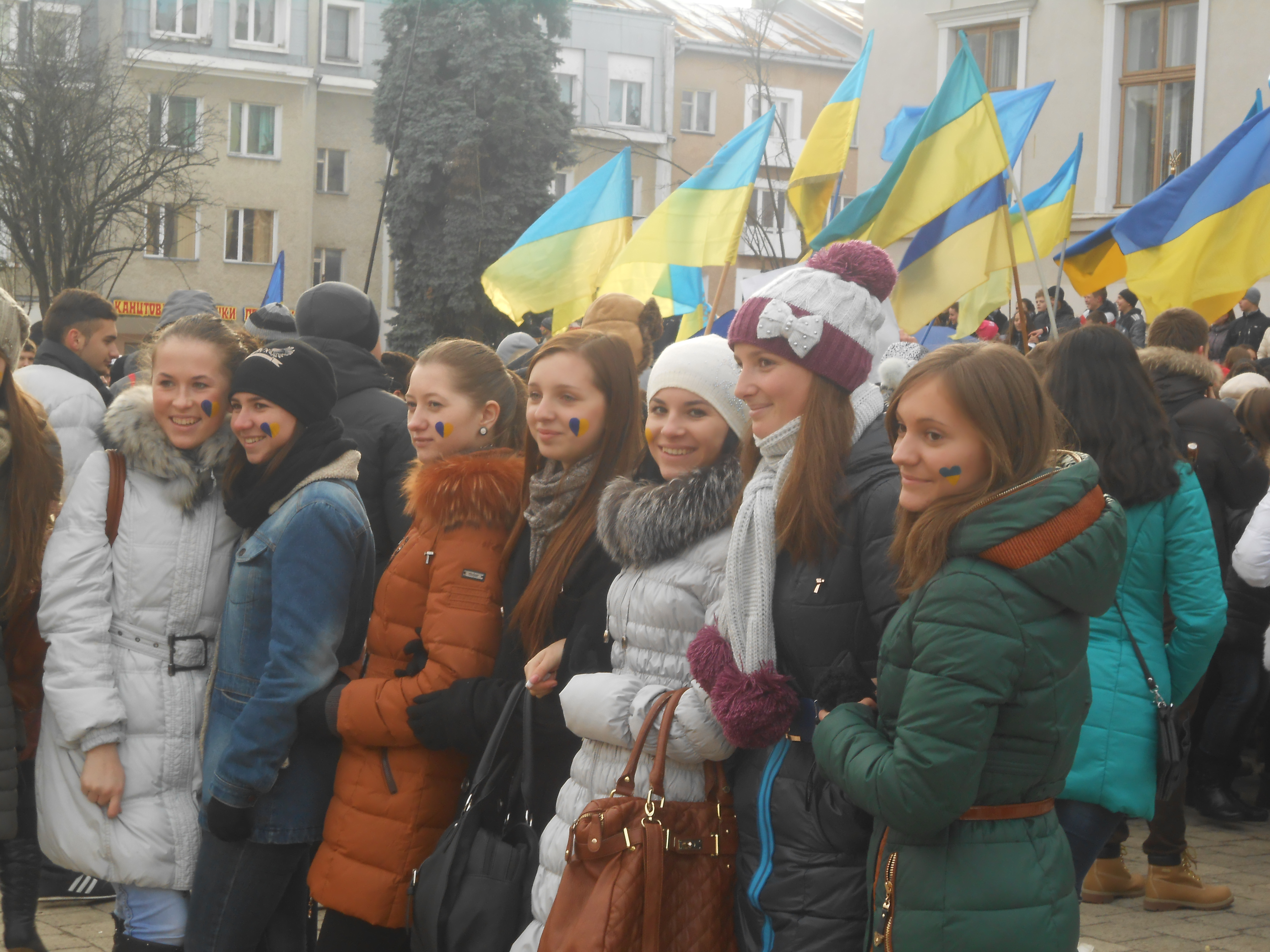
Мітинг в Дрогобичі перед Дрогобицькою ратушею на підтримку Євромайдану та підписання Угоди про асоціацію між Україною та Європейським Союзом 27 листопада 2013 року
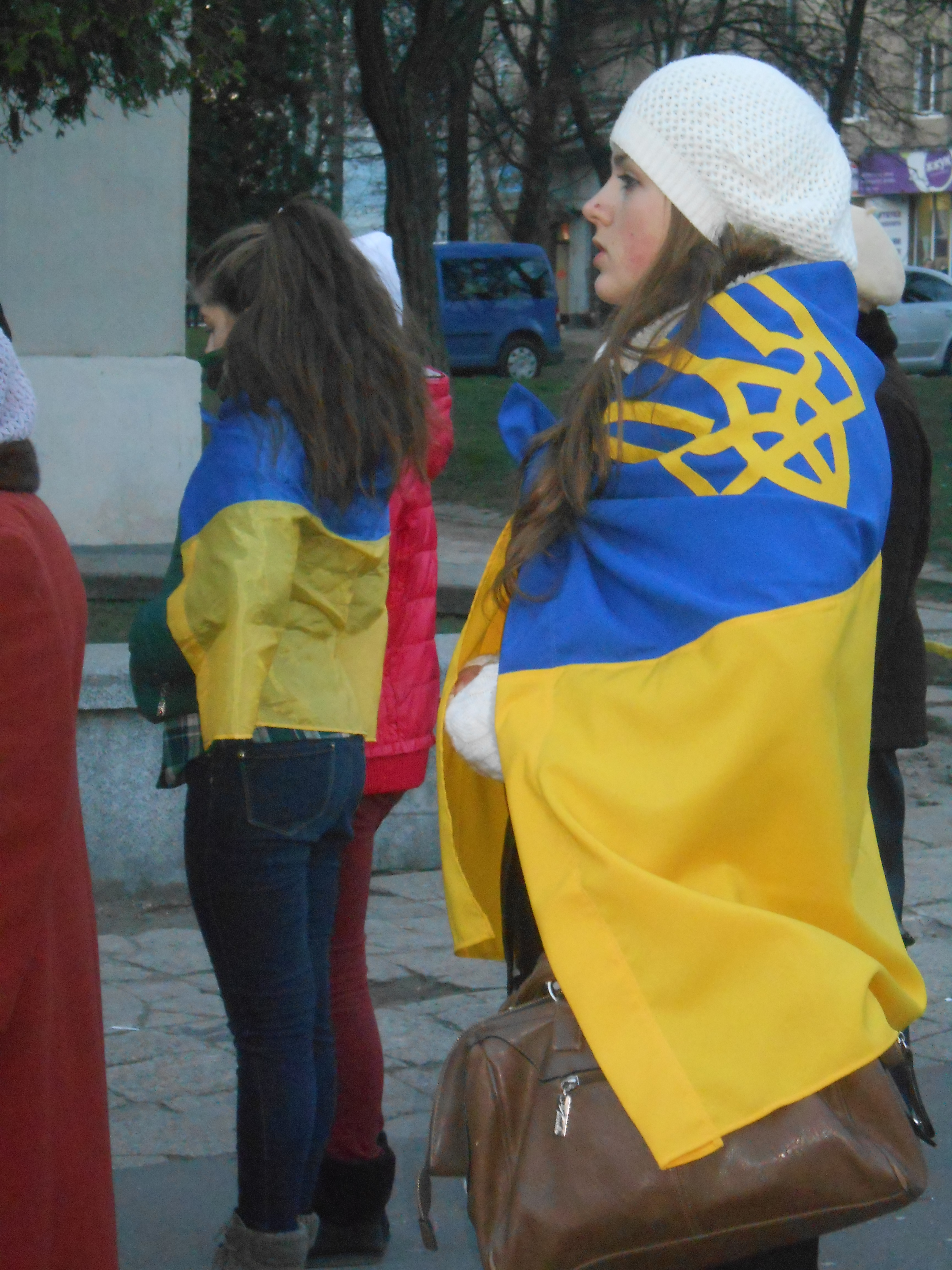
Дівчата з національними прапорами. Мітинг на підтримку Євромайдану 3.12.2013 року.
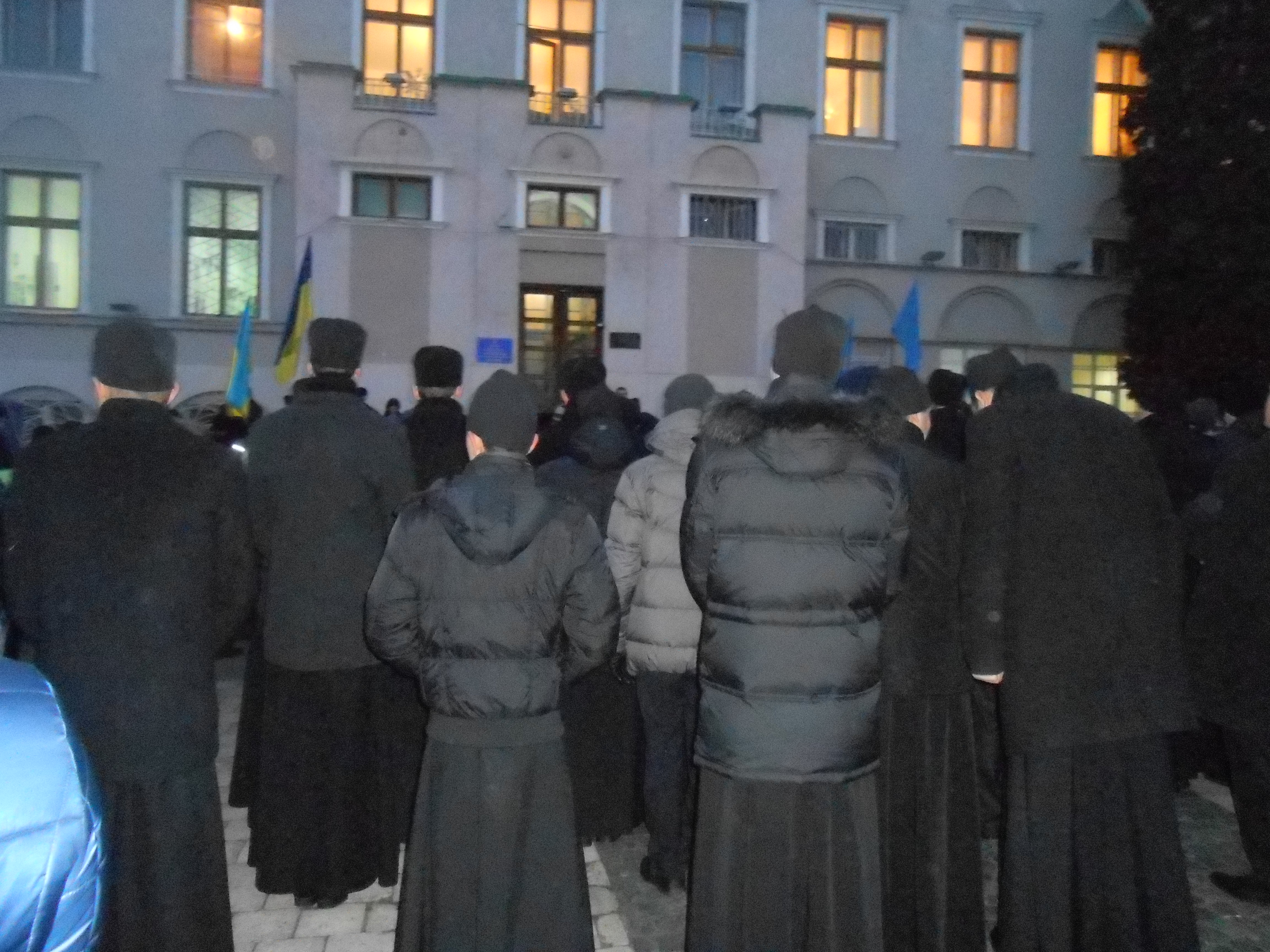
Семінаристи Дрогобицької духовної семінарії блаженних священномучеників Северина, Віталія та Якима УГКЦ на мітингу 27 листопада 2013 року в Дрогобичі на підтримку Євромайдану.
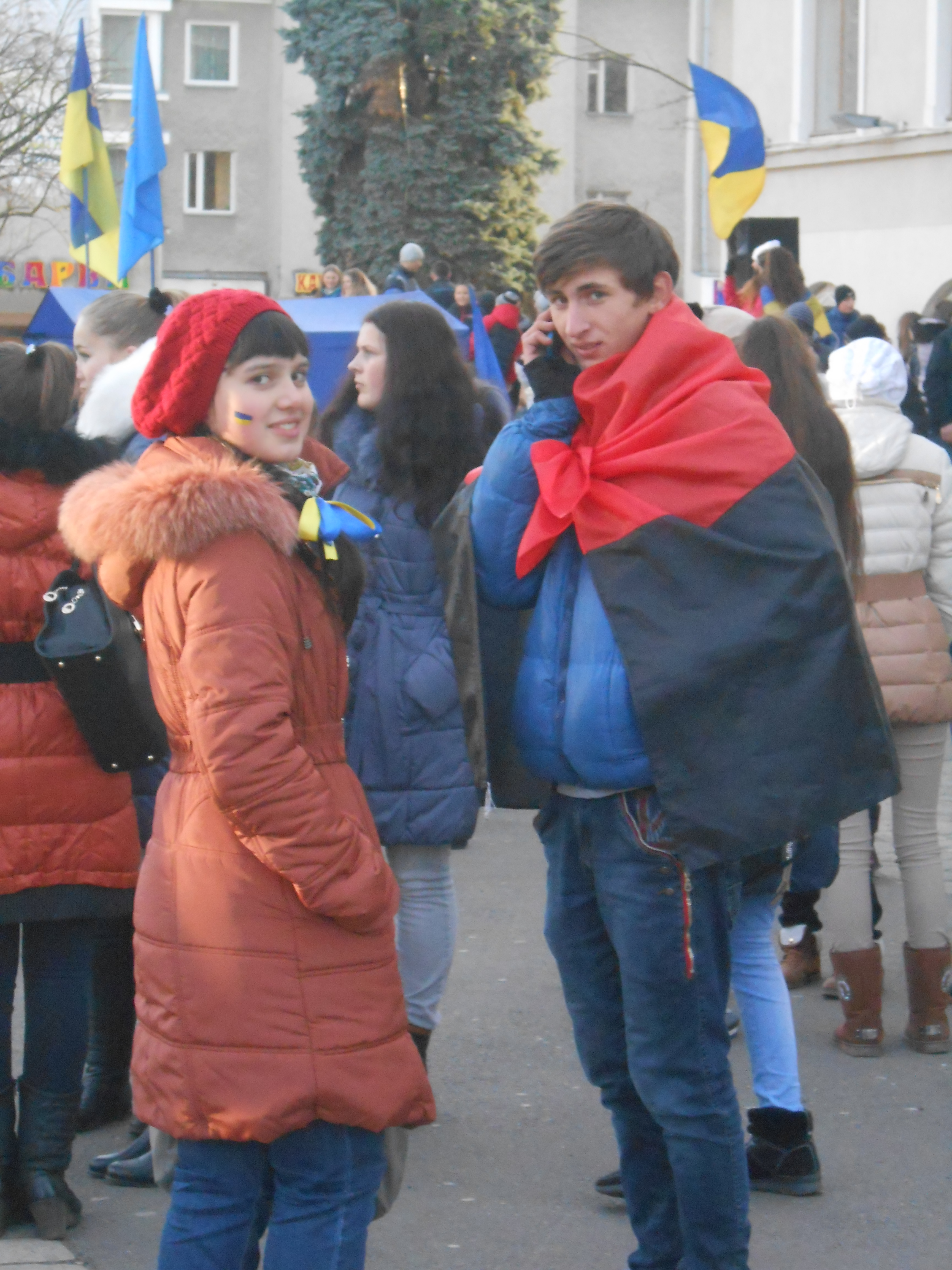
Учасники Євромайдану в Дрогобичі.
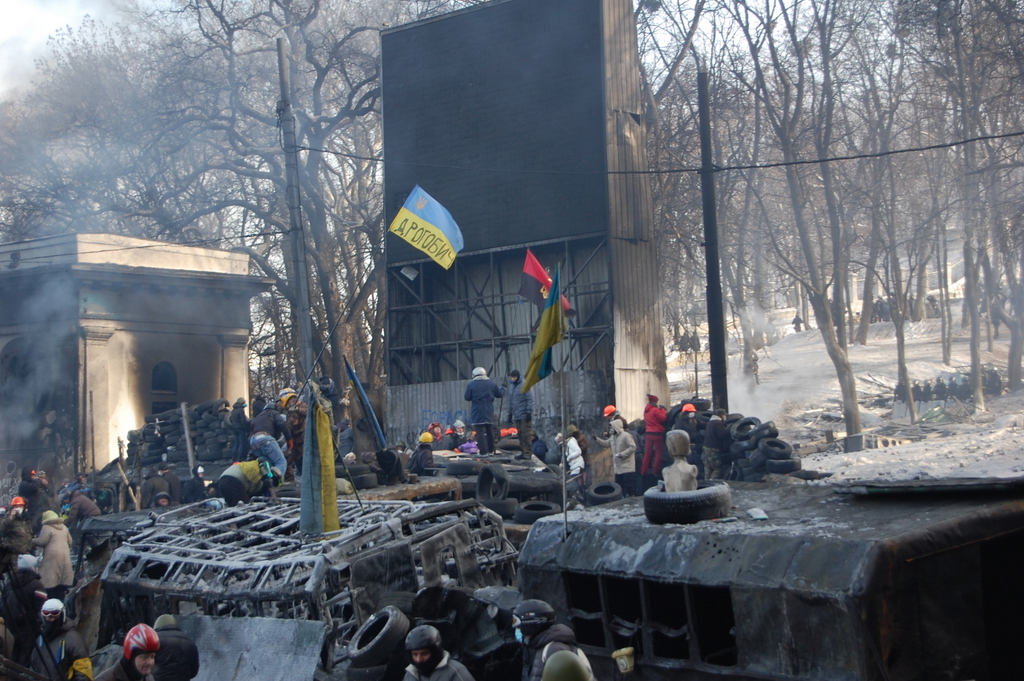
Прапор України з написом «Дрогобич» на барикаді протестувальників біля стадіону «Динамо» в Києві. 26.01.2014
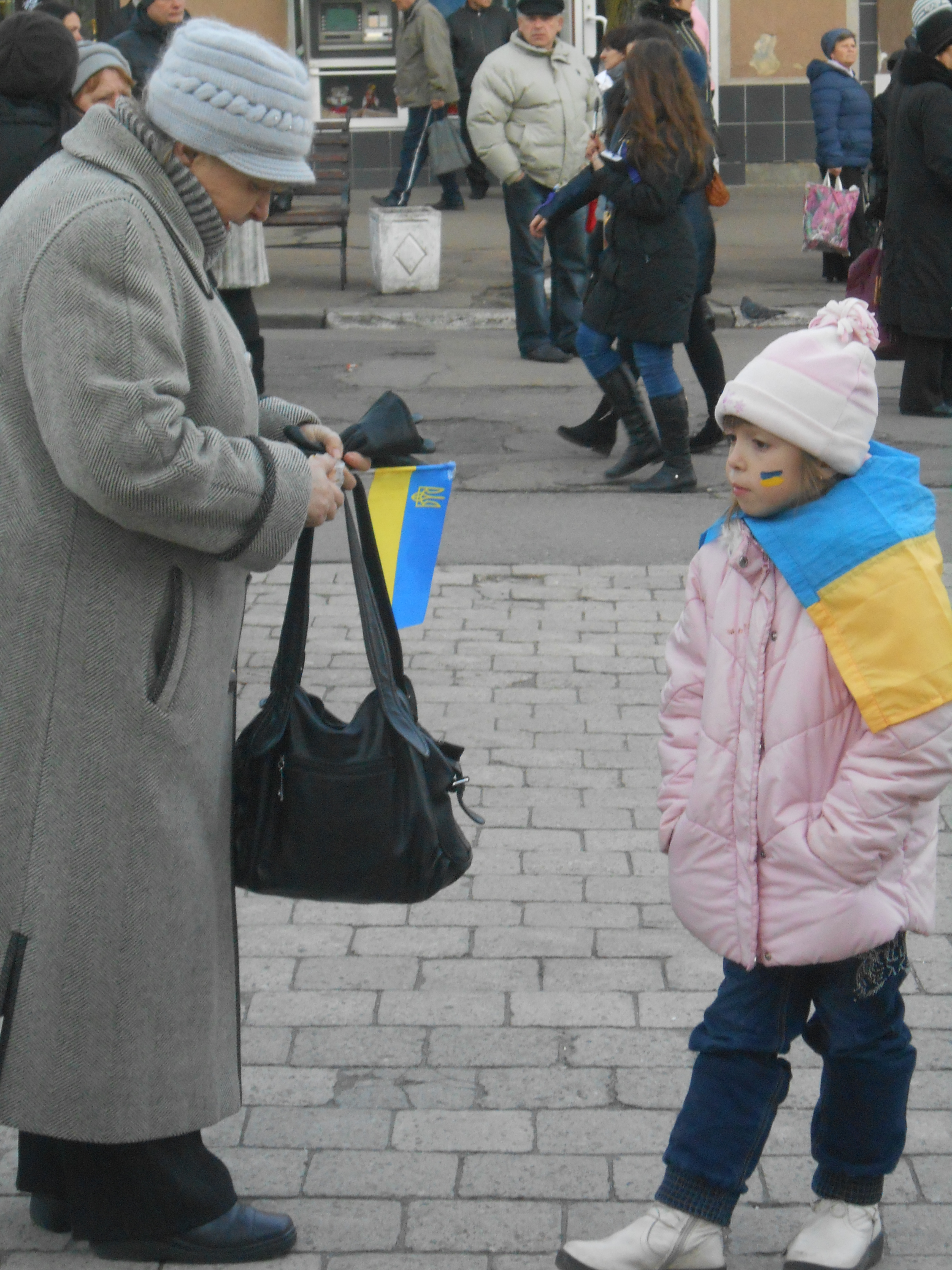
Учасники Дрогобицького Євромайдану. Від малих дітей і по пенсіонерів включно.
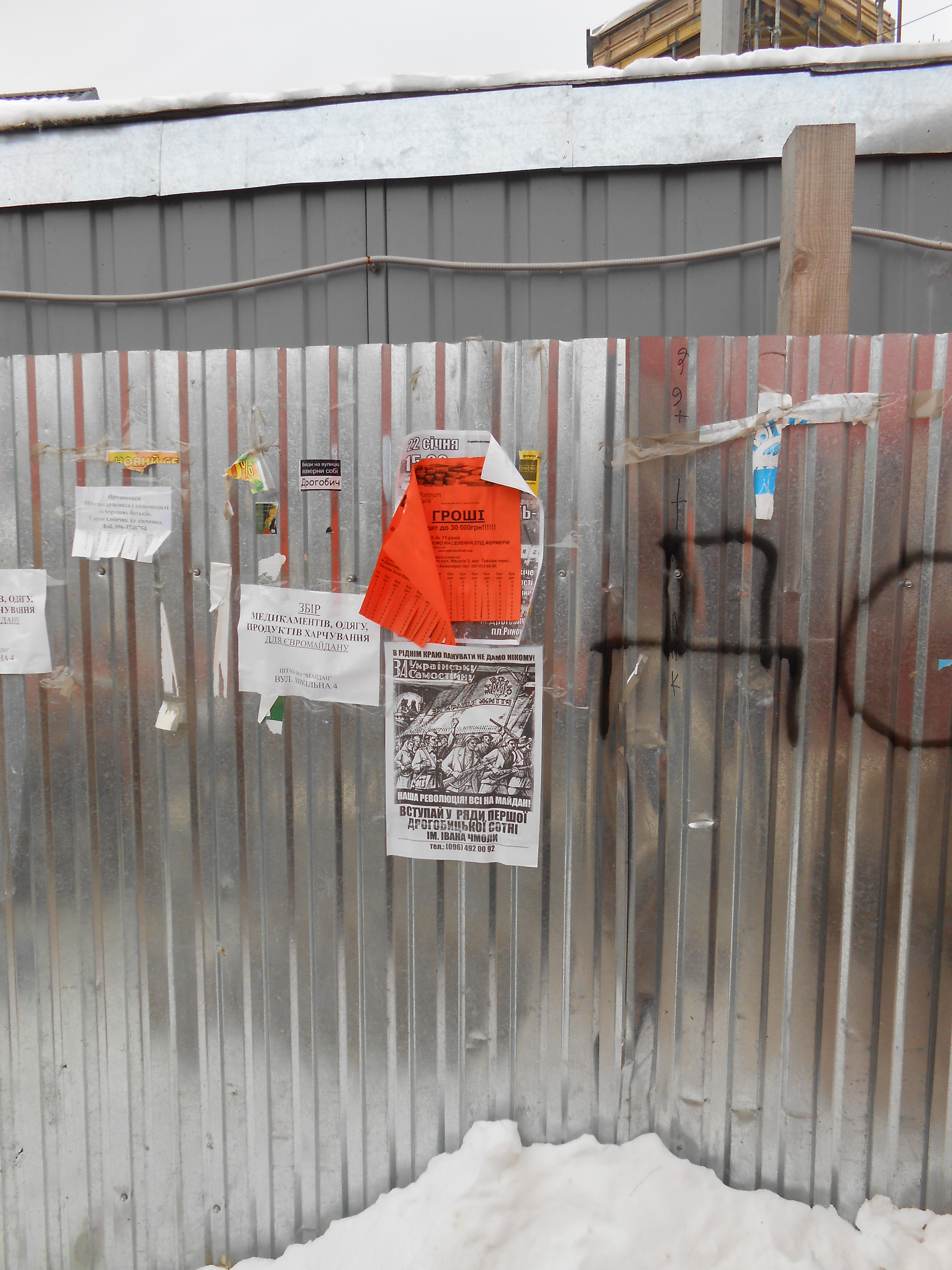
Листівка з закликом вступати до Першої Дрогобицької сотні імені Івана Чмоли самооборони Майдану. Вулиця Ковальська.
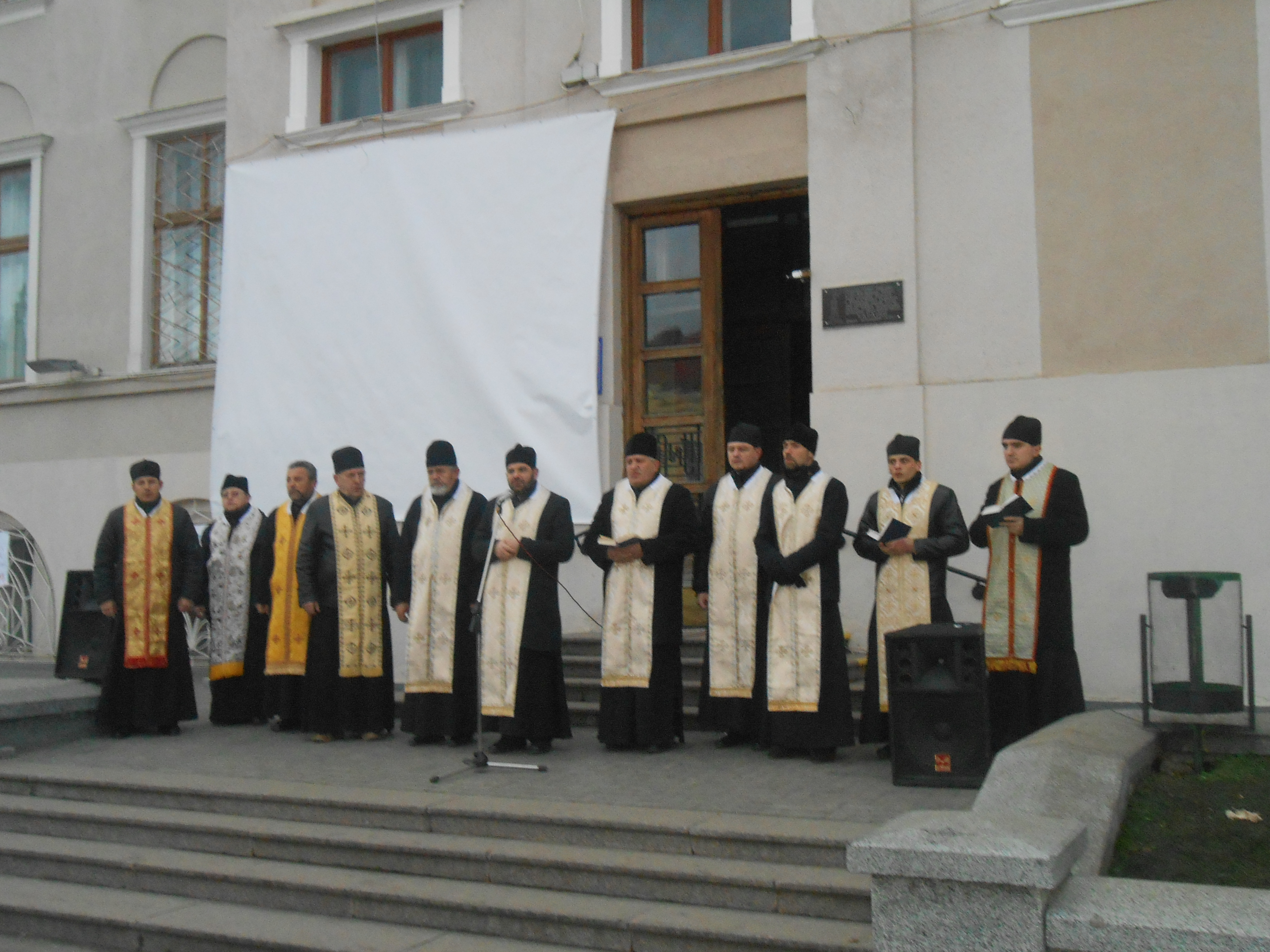
Молебень за Україну 30 листопада 2013 року священників УГКЦ в Дрогобичі перед Дрогобицькою ратушею на міському віче, яке засудило силовий розгін Євромайдану в Києві
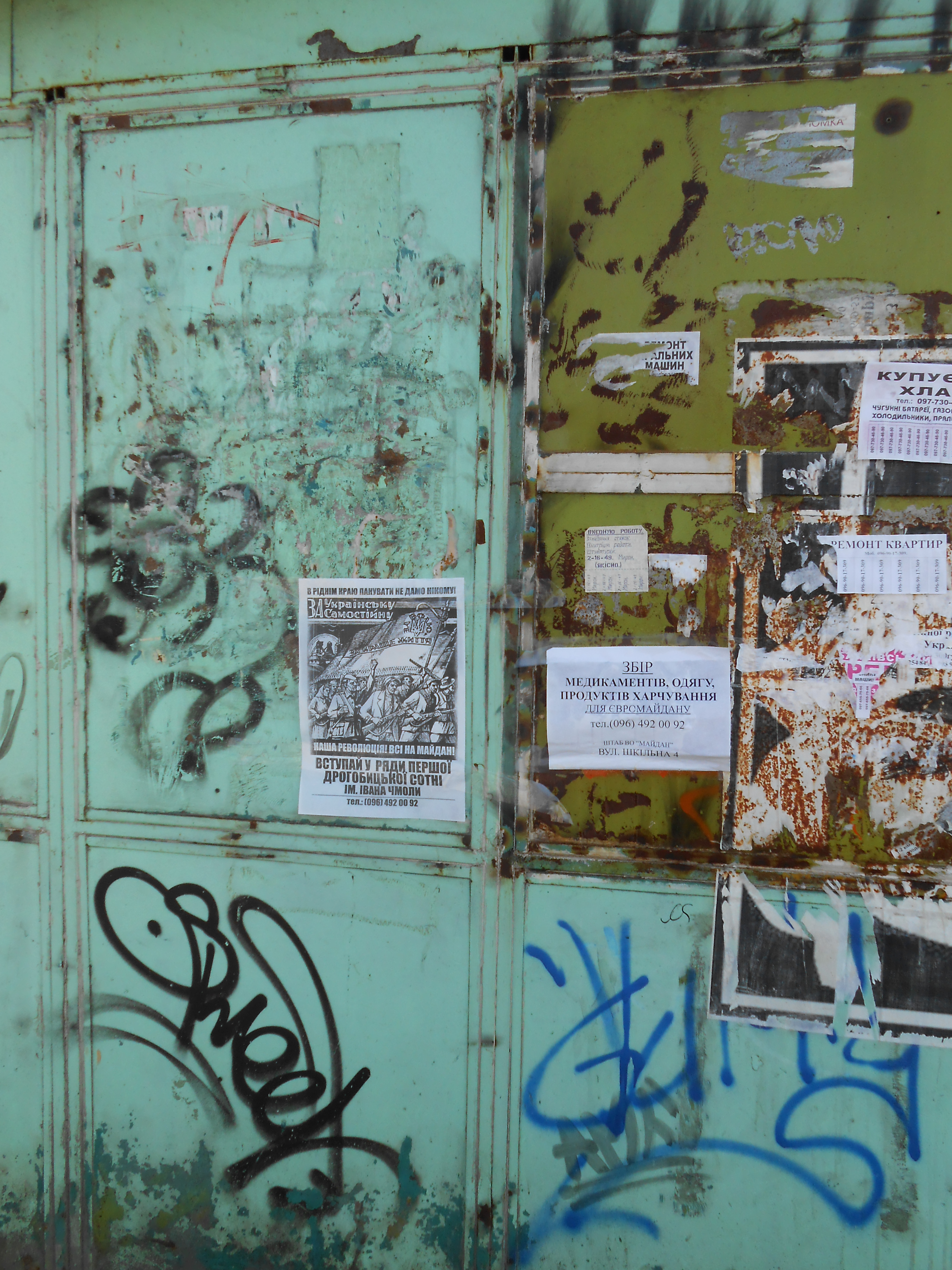
Листівки в Дрогобичі з закликами вступати до Першої Дрогобицької сотні імені Івана Чмоли самооборони Євромайдану та про збір медикаментів, одягу та продуктів харчування для Євромайдану. Дрогобич, вулиця Пилипа Орлика, навпроти хоральної синагоги.

Віче на підтримку євроінтеграції проходили в місті починаючи з 22 листопада 2013 року України.
24 листопада мітинг на площі Ринок на підтримку Євромайдану нараховував близько 4000 мешканців. Під час мітингу колона людей з незареєстрованого релігійного угруповання УПГКЦ (так звана «секта Догнала») з вигуками і транспарантами проти Євросоюзу намагалась спровокувати на площі Ринок біля ратуші сутичку з учасниками віче на підтримку «Євромайдану». Коли прихильники євроінтеграції витіснили опонентів з головної площі міста, останні здійснили спробу зірвати Богослужіння у храмі Петра і Павла УГКЦ, але були й звідти вигнані парафіянами та учасниками мітингу, до яких приєдналось чимало небайдужих дрогобичан.
2 грудня у Дрогобичі стартували широкомасштабні страйкові акції.
Як повідомила 3 грудня Інформаційна Агенція ZIK з посиланням на міську Координаційну раду «Дрогобицький Євромайдан» «У Дрогобичі щодня збирають 10-15 тисяч гривень на підтримку акції у Києві».

### Дніпропетровськ
У Дніпропетровську євромайдан збирався на Європейській площі у центрі міста. За різними даними на ньому одночасно збирались від 500 до 2 000 мешканців та гостей міста.
- 22 листопада Дніпропетровськ приєднався до протестної акції, яка отримала назву «Євромайдан». Близько 50 осіб спонтанно зібралися на Європейській площі в центрі міста, де провели короткий мітинг. Ініціатори акції, почувши рішення Азарова припинити євроінтеграцію і побачивши активність у Києві напередодні вночі, обдзвонили своїх знайомих і запропонували їм прийти. Також до акції приєдналися перехожі. Після мітингу маніфестанти під державними прапорами, прапорами ЄС, ВО «Свобода» та УПА вирушили пікетувати Облдержадміністрацію. Наступні дні дніпропетровчани також збиралися на Європейській площі аби висловити свою незгоду з діями влади та закликати до підписання Угоди про Асоціацію з ЄС.
- 24 листопада о 12 годині розпочалася перша велелюдна акція Євромайдан у Дніпропетровську, яка солідаризувалася з великою акцією в Києві. На мітинг прийшло кількасот осіб (по різним оцінкам до однієї тисячі), серед яких були відомі митці, актори, поети Дніпропетровська.
- Ввечері 25 листопада, на тій самій Європейській площі, під час зачитування судовими виконавцями постанови про заборону акції на Європейській площі Дніпропетровська, на людей, що зібралися на черговий мітинг, набігло багато т.званих «тітушок», молодиків міцної статури, які вщент розтрощили наметове містечко і жорстоко побили маніфестантів. У момент побиття мирних маніфестантів нікого з правоохоронців поруч не виявилося.Згодом з'явилася інформація про причетність до розгону мітингувальників віце-прем'єр-міністра України Олександра Вілкула і його креатури — секретаря міськради Максима Романенка.[295]
- У наступні дні акція продовжувалася на Європейській площі та в місцевому центральному парку ім. Глоби. У будні дні акція збирає близько 200 осіб, у неділю, коли відбувається центральна акція, кількість зростає до кількох тисяч.
- 26 листопада — близько 22:00 на активістів євромайдану було скоєно напад, у наслідок якого було повністю знищего наметове містечко, а деякі з мітингувальників зазнали фізичних пошкоджень[296].
- 28 листопада — Дніпропетровський майдан відновив свою активність не зважаючи на заборону суду щодо проведення будь-яких акцій та мітингів на Європейскій площі[297].
- 2 грудня на міському залізничному вокзалі знову відбулася надзвичайна подія. Молодики міцної статури сильно побили дніпропетровців, які збиралися їхати в Київ на Євромайдан.
- З грудня на дніпропетровському Євромайдані постійно збирають речі (теплий одяг, серветки, одноразовий посуд тощо) для людей, що знаходяться на київському майдані. Також з 6 грудня розпочато збір коштів для допомоги редактору місцевої газети «Лица» Валерію Гарагуцу, якого було затримано в Києві за підозрою в побитті міліціонерів на вул. Банкова 1 грудня.
- 7 грудня активісти Майдану пікетували будівлю обласної державної телерадіокомпанії (51 телеканал), вимагаючи об'єктивності й незаангажованості в телевізійних новинах і авторських програмах. Вони вважають, що дніпропетровське державне телебачення, яке утримується на кошти платників податків, репрезентує тільки одну точку зору на події, які відбуваються в регіоні, — провладну. Ефір телеканалу не доступний представникам жодної політичної сили чи громадської організації, окрім Партії регіонів та її прибічників. Учасники акції передали генеральному директорові телекомпанії відкритого листа з вимогами «забезпечити однакове представництво всіх політичних сил в ефірі». З будівлі телекомпанії до протестувальників, окрім охорони, ніхто не вийшов[298].
- 26 січня в результаті протистояння учасників народного віче, міліції та «тітушок» біля стін Дніпропетровської обласної державної адміністрації постраждали 10 осіб, четверо госпіталізовані. З 10 постраждалих — 8 співробітників міліції і два учасники акції.

У Кіровський райвідділ міліції були доставлені 14 затриманих активістів, зокрема координатор руху «Третя Українська Республіка», екс-депутат обласної ради Вадим Шебанов. Міліція відкрила три кримінальні провадження за ч. 1 ст. 294, ст. 2 ст. 342, ст. 348 Кримінального кодексу України.
- 19 лютого навпроти ОДА відбувся мітинг «Траурний набат» на честь загиблих 18 та 19 лютого. Ввечері відбувся мітинг на Європейській площі та навпроти ОДА.

### Дніпродзержинськ
- 1 грудня — в місті Дніпродзержинськ (Кам'янське) розпочалася безстрокова акція на підтримку євроінтеграції України. Періодично акція переростає у страйк біля Дніпродзержинської міської ради. Кількість мітингувальників на площах Дніпродзержинська коливається від 70-ти до 400-сот учасників. Ініціатором акції виступив місцевий осередок партії ВО «Свобода», в дніпродзержинському майдані також беруть участь представники партій і організацій таких як ВО «Батьківщина», УДАР, ВО «Тризуб» імені С. Бандери. Також на майдані присутні дисиденти, міська інтелігенція, діячі культури і письменники. Кожен може висловити свою думку і приєднатись до народного віче. Прості громадяни міста беруть участь у народних голосуваннях, пікетах, ухвалюють резолюції і колективні звернення, читають власні вірші та діляться своїми думками з приводу євроітенраційних подій в Україні, всіляко підтримують протестувальників Києва. Мешканці виступають за антикорупційні проєкти опозиції, виступають проти свавілля місцевою влади та її бездіяльність, також активно обговорюють питання законної ліквідації пам'ятника Леніну в місті і перейменування міста з Дніпродзержинська на Кам'янське. Іноді дніпродзержинці самоорганізовуються і прямо з майдану вирушають до Києва. За порядком і охороною майдану від тітушок і провокаторів стежить Кам'янська козацька сотня українського козацтва та міська свідома спортивна молодь.

### Кривий Ріг
1 грудня 2013 року на 11 ранку біля будівлі міської ради зібралось близько 800 людей. Вийшли представники політичних партій, громадських організацій, студентських спільнот та просто звичайні люди. Останніх, до речі, була переважна більшість. Натовп скандував революційні гасла та закликали до повалення влади. Пересічні могли почути з натовпу такі лозунги, як «Януковича на нари», «Януковича на йолку», «В новий рік без зека», «Банду геть» тощо. На мітингу міг виступити кожен охочий.
Приблизно о 14 годині мітингувальники рушили на кільце 95 кварталу, і, оточивши його з усіх сторін, були там до сутінок. В цей час на кільці постійно було чутно клаксони автомобілів, котрі висловлювали свою підтримку і людям, і євроінтеграції в цілому. Там загальна кількість незадоволених зросла і стала рівною близько 1000 осіб.

### Івано-Франківськ
25 листопада студенти пікетували Івано-Франківську ОДА, оголосивши вимоги до влади. Студентський революційний комітет оголосив про безстроковий страйк. За словами організаторів Євромайдану, наступного дня студенти також організують страйковий комітет та обиратимуть голів страйкових комітетів університетів і факультетів.

### Одеса

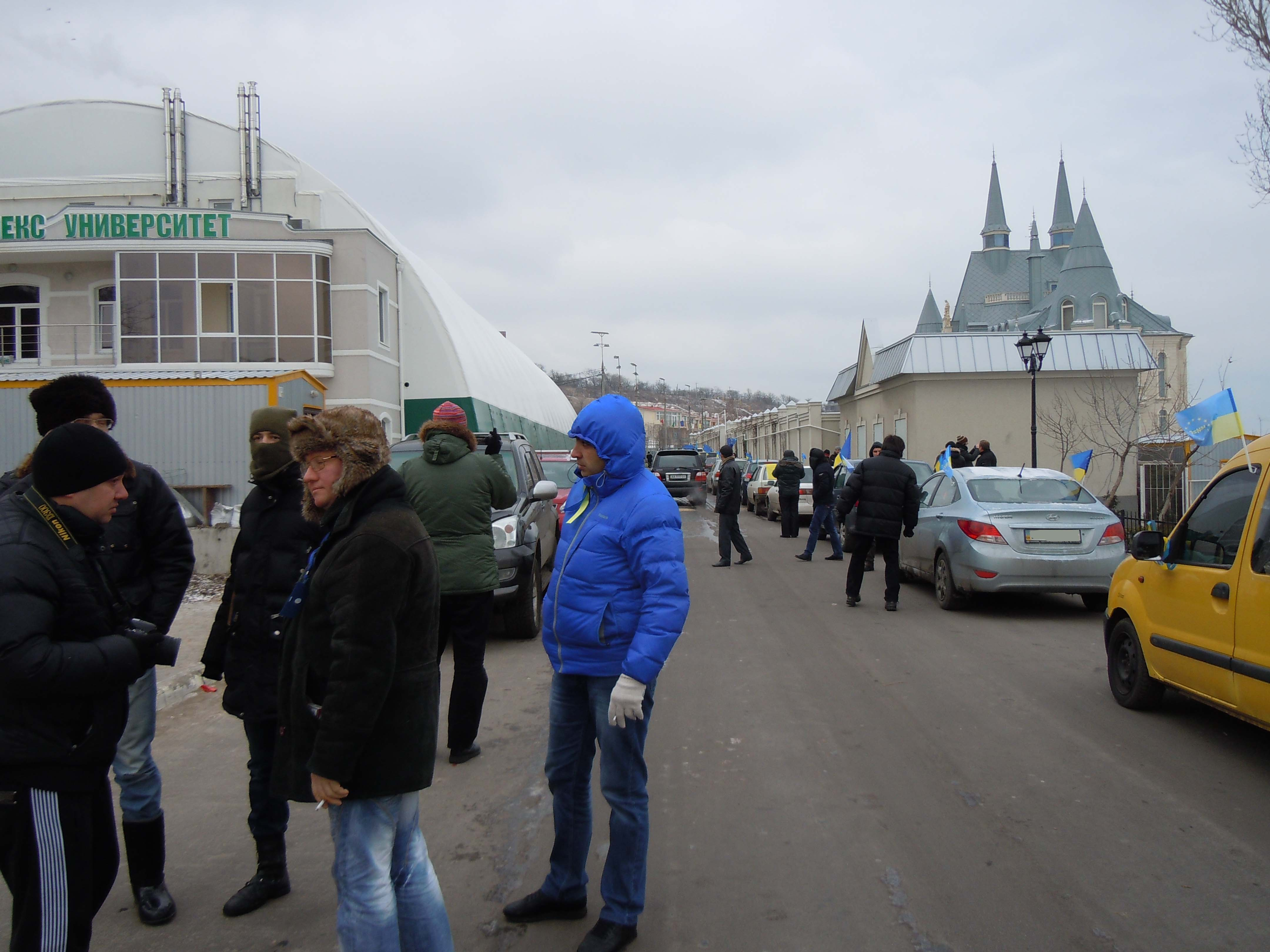
Акція одеського Автомайдану біля будинку Ківалова на 11 ст. Великого Фонтану

Акція за ЄС в Одесі проходить без політичної символіки — суто під прапорами України, Євросоюзу та Одеси. Одесити вимагають відставки уряду Азарова повністю підтримують вимоги «Київського Майдану». Безстрокову акцію протесту вирішено проводити до 29 листопада — до підписання Угоди про асоціацію України з ЄС. Здебільшого активісти збираються на Приморському бульварі біля Дюка. До речі, саме на пам'ятник герцогу де Рішельє місцеві жителі прикріпили прапор Європи. Серед гасел одеського євромайдану окрім звичних можна також почути типовий одеський гумор:
|  | Виктор Фёдорович, мы поняли ваш тонкий намек, поэтому, батя, мы стараемся. |

Серед одеситів, що бажали поїхати до Києва та підтримати тамтешніх однодумців майже усі дісталися до столиці. Єдиний інцидент пройшов у місті Котовськ, де автобус, на якому їхали активісти у Київ невідомі закидали камінням, про що заявив голова одеського Фронту Змін та депутат Одеської міської ради, Олександр Остапенко.
- 24 листопада — на одеський «Євромайдан» зібралося близько трьох сотень людей. На цей час люди розбили 11 наметів і розвісили малюнки на підтримку асоціації та демотиватори на главу держави Віктора Януковича. Крім того, в ході акції організатори заходу активісти партії «Демократичний альянс» зібрали пожертвування в розмірі 7864 гривень на продовження безстрокової акції біля Дюка. Як заявили активісти, на ці гроші будуть куплені намети та спальники, щоб активісти не мерзли ночами.
- 25 листопада — близько 2-ї години ночі Одеський окружний адміністративний суд задовольнив позов виконавчого комітету Одеської міської ради і заборонив проведення будь-яких масових заходів у місті до 31 грудня 2013 року. Заборона суду поширилася на центральні вулиці міста: Дерибасівську, Маразліївську, Приморський бульвар, Пушкінську та Рішельєвську, а також на площі: Думську, Соборну, Театральну, Катерининську і на великі ділянки центра міста: Міський сад, Потьомкінські сходи та декілька інших місць, зокрема ділянки біля будівель державних структур. Позивач, Олександр Іщенко, що працює начальником юридичного департаменту міської ради, заявив, що «заборона будь-яких акцій в Одесі є єдиною можливістю забезпечити добробут і розвиток міста». Підставою для звернення до суду став той факт, що відразу кілька організацій подали в мерію заявки на проведення масових заходів в один і той самий час.[305]

У ранці 25 листопада, близько сотні міліціонерів оточили одеський «Євромайдан», після чого, не пропускаючи журналістів та помічників народних депутатів України, силовики пропустили у коло протестуючих близько 30-ти невідомих людей «спортивного вигляду». Невідомі силою розгромили наметове містечко та заштовхали намети у вантажівку. Перед цим депутат Одеської міської ради, Георгій Селянин, попросив міліцію дізнатися хто ці люди. У відповідь міліціянти заявили, що це туристи. Також відомо, що невідомі люди розмовляли болгарською мовою. Щоправда, ще до цих подій наметове містечко було вже майже згорнуто самими протестуючими, а вони самі не чинили опір міліції. Відомо також, що перед цим міліціянти, що чергували біля наметового містечка запевняли мітингуючих, що ніякого погрому не буде, це ж говорив і начальник юридичного департаменту міської ради, Олександр Іщенко. Однак, все ж, міліція відвезла трьох активістів у Портофранківський РВВС. Серед затриманих: голова одеської обласної організації партії «Демократичний альянс», Олексій Чорний та ще два активісти. Згодом з'явилася інформація, що політика у РВВС побили, а також труїли газом, до того ж міліція порушила процедури, не записавши у журналі затриманого. Після цього інциденту Чорний закликав місцевих жителів продовжити мітинг того ж дня.
- 26 листопада — місцеві громадські організації заявили, що в Одесі порушують права людини і вирішили скликати круглий стіл. У прес-релізі громадських діячів йшлося[309]:

|  | В Одесі осінь 2013 року видалася на рідкість складна і небезпечна для людей з активною громадянською позицією: розгін демонстрацій, арешти, побиття. Дійшло до того, що одеситам заборонили мирні зібрання. Так одеський суд вже вдруге забороняє в місті проводити мирні зібрання демонстрації і будь-які масові заходи. А це суперечить Конституції України, перший раз заборону був оголошений на 10 днів, а тепер-на півтора місяці. |

- 27 листопада — наступного дня з міліції поступила інформація, що одеський «Євромайдан» рознесли комунальні служби. Відреагувавши на цю заяву, прес-секретар міської ради, Наталія Мальцева, спростувала заяву міліції.[310]
- 28 листопада — на Євромайдан прийшло близько сотні людей, здебільшого молодь. Того ж дня студенти Одеського Національного Університету імені І. Мечникова виступили у підтримку Асоціації з ЄС також студенти цього закладу освіти організували мирний страйк.[311][312]
- 29 листопада — в одному з найбільших торгових центрів центра Одеси «Афіни» громадські активісти провели флешмоб на підтримку євроінтеграції. Активісти в один момент завісили перила маленькими прапорами Європи, зайнявши при цьому чотири поверхи торгового центру. Однак охоронці заборонили журналітам знімати процес флешмобу.[313]
- 30 листопада — наступного дня з Євромайдану Одеси до Києва, на чолі з одним з організаторів місцевого євромайдану, Олексієм Чорним, поїхало близько 50-ти активістів підтримати тамтешніх українців. За словами Олексія, до цього з Одеси на київський Євромайдан вже приїхало кілька сотень людей, яким не байдуже майбутнє України.[314] Того ж дня одеські активісти прийшли до Головного управління МВС, що знаходиться на вулиці Єврейській, на знак протесту проти побиття на Майдані Незалежності. До будівлі міліції, біля якої збираються силовики, завезли протигази. Поруч з будівлею вишикувалися понад 30 міліціонерів, інші правоохоронці перекрили проїжджу частину. Окрім того, до мирних мітингувальників приїхали священики Римо-Католицької та Української Лютеранської церков прочитати молитву та морально підтримати людей. Учасники акції висловили свої вимоги — розслідувати кримінальний злочин, а саме ті події, що сталися на майдані Незалежності у ніч на 30 листопада, а також відставки міністра внутрішніх справ України Віталія Захарченка. Також стало відомо, що виконувач обов'язків міського голови Одеси, Олег Бриндак, заявив, що силу проти мітингувальників застосовувати не будуть.[315]
- 2 грудня — в зв'язку з тим, що одеські організатори євромайдану поїхали організовувати єврореволюцію до Києва, владу на одеському євромайдані намагалися захопити радикально налаштовані провокатори, проте надалі це їм не вдалося, і майдан продовжив жити своїм звичним життям.[316] Заходи в Одесі в тому форматі, що і був раніше відбуваються кожного дня. Біля пам'ятника Дюку встановлений мікрофон, до якого підходять люди і висловлюються на підтримку учасників акції протесту в Києві.
- 5 грудня — одесити пікетували консульство КНР з вимогою не підписувати жодної угоди із Януковичем, оскільки народ України йому повноважень на такі перемовини не давав.[317]
- 7 грудня — рано вранці на автобуси, які везли одеситів на Народне Віче в Київ невідомі особи закидали камінням. «Попри те, що сьогодні два автобуси вивели з ладу, їх пасажири встигли на рейсові автобуси, інші добиралися автостопом. Крім того, на Київ пішло 3 великих автобуси по 120 осіб», — сказала представник прес-служби «Євромайдан-Одеса» Альона Балаба.[318]
- 9 грудня — в зв'язку з тим, що міліція відмовлялася розслідувати інцидент з побиттям скла автобусів, які вирушали в Київ, аргументуючи це тим, що ніяких заяв про побиття до них не надходило та нібито не має підтвердження від очевидців, активісти євромайдану принесли під будівлю облдержадміністрації два лобових скла мікроавтобусів, які були розбиті невідомими під час перевезення людей на мітинг до Києва.[319]
- 12 грудня — близько 500 одеситів підписали «Меморандум трьох поколінь», що засуджує силові дії по відношенню до демонстрантів на євроінтеграційних акціях по всій країні.[320][321] На Тещиному мосту студенти-активісти євромайдану провели «Мовчазний протест» — проти законопроєкту з протидії екстремізму (№ 3718 від Партії регіонів). Автором проєкту закону є народний депутат від ПР Вадим Колесніченко, який раніше заявив, що злочинцям місце за ґратами, а на організаторах Євромайдана і «злочинного путчу» лежить відповідальність за травми і збитки, що відбулися в ході мітингів.[322]

- 14 грудня — пізнього вечора в Мережі опубліковано «Гімн одеського Євромайдану». Актори, журналісти, вчені, люди мистецтва й інші представники «креативного класу» Південної Пальміри самих різних національностей вирішили висловити своє ставлення до подій в країні.[323]
- 16 грудня — одеські євромайданівці перехопили ініціативу «Демократичного альянсу», який в Києві зустрічав потяги, що прибули на антимайдан з плакатами та запрошенням відвідати євромайдан[324]. Одесити зустріли потяг зі студентами, які поверталися з антимайдану з гаслами «За п'ятірку став шестіркою!» та пропонуючи їм воду «для рабів».[325]
- 17 грудня — в Одесі ялинку на Думській площі прикрасили плакатами подібно до ялинки в Києві, також на євромайдані в Одесі з'явився Святий Миколай та іронічно привітали Миколу Азарова з днем народження.[326]
- 19 грудня — в Одесі з'являються нові графіті в підтримку євромайдану.[327]
- 21 грудня — ввечері в половині дев'ятого в Арцизі Одеської області підпалили машину активіста Євромайдану.[328] У ніч на 21 грудня одесити пов'язали понад 500 синьо-жовтих стрічок на металеві конструкції Тещиного мосту в Одесі.[329]
- 22 грудня — на народному віче в Одесі вирішили не розходитися на свята.[330]
- 23 грудня — Одеський апеляційний адміністративний суд відмовився скасувати рішення суду першої інстанції про заборону проведення в Одесі масових вуличних акцій до 31 грудня.[331]
- 24 грудня — в Одесі біля будівлі Одеської облдержадміністрації розірвали на три частини портрет секретаря Ради національної безпеки і оборони України Андрія Клюєва на знак демонстрації того, що буде з людьми, які заявляють про розділ України.[332]
- 25 грудня — одесити виступили проти репресій нинішньої влади та привітали українців з Новим Роком з побажанням «Нового Президента в Новому році».[333] Також на євромайдані в Одесі розпочався міжнародний фестиваль документального кіно про права людини.[334]
- 26 грудня — Одеські журналісти виступили з вимогою відставки міністра МВС Захарченка та уряду Азарова у всьому складі, а також відставки Генерального прокурора України Пшонки.[335] В Одесі була представлена революційно-інтелектуальна гра «Майданія».[336] Одесити провели перфоманс на Потьомкінських сходах: близько сотні людей вишикувалися на сходинках так, щоб можна було прочитати напис «Ми Є!», під написом розтягнули величезний 12-метровий прапор України.[337]

### Миколаїв

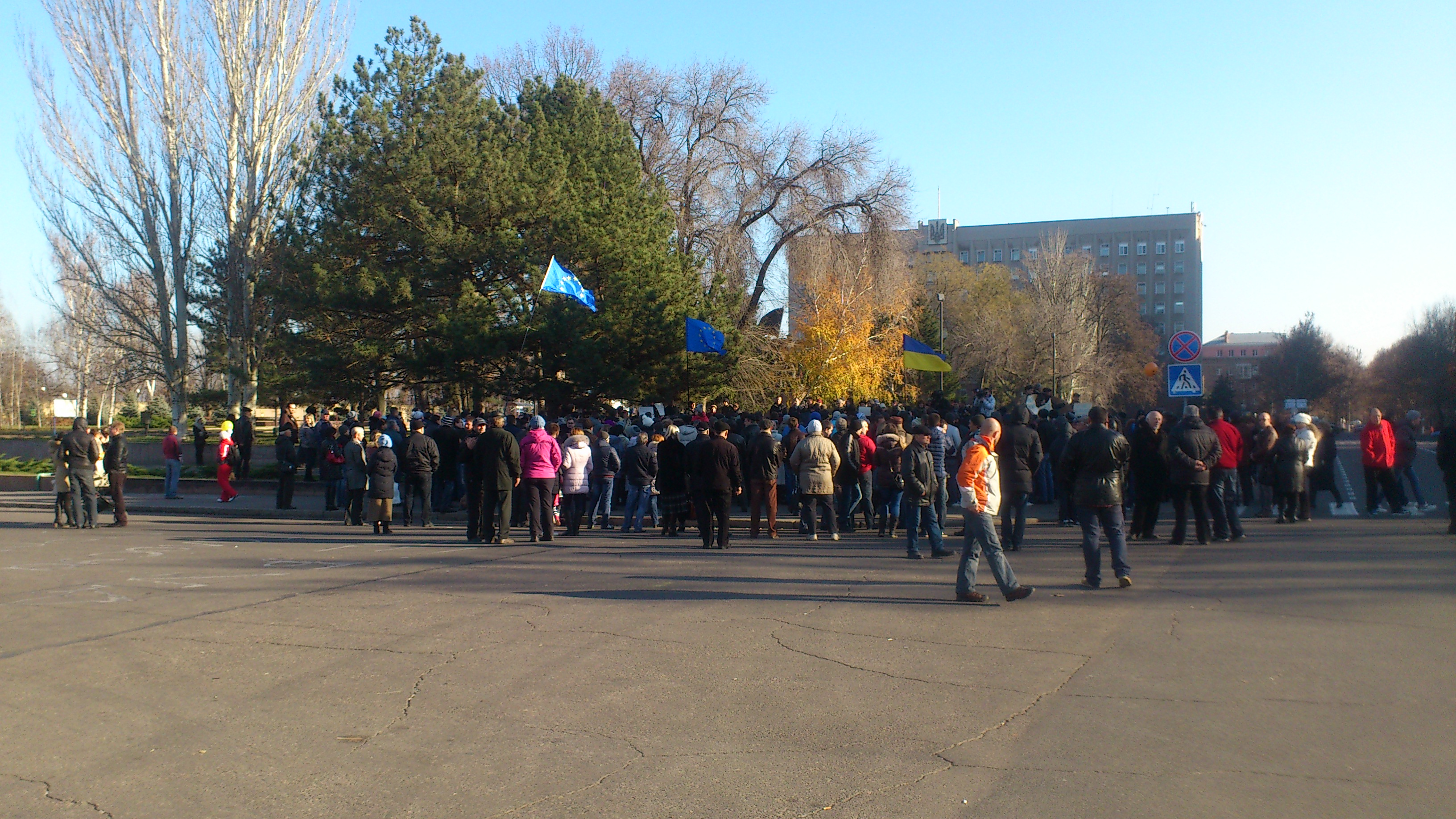
Євромайдан 1 грудня 2013 у Миколаєві
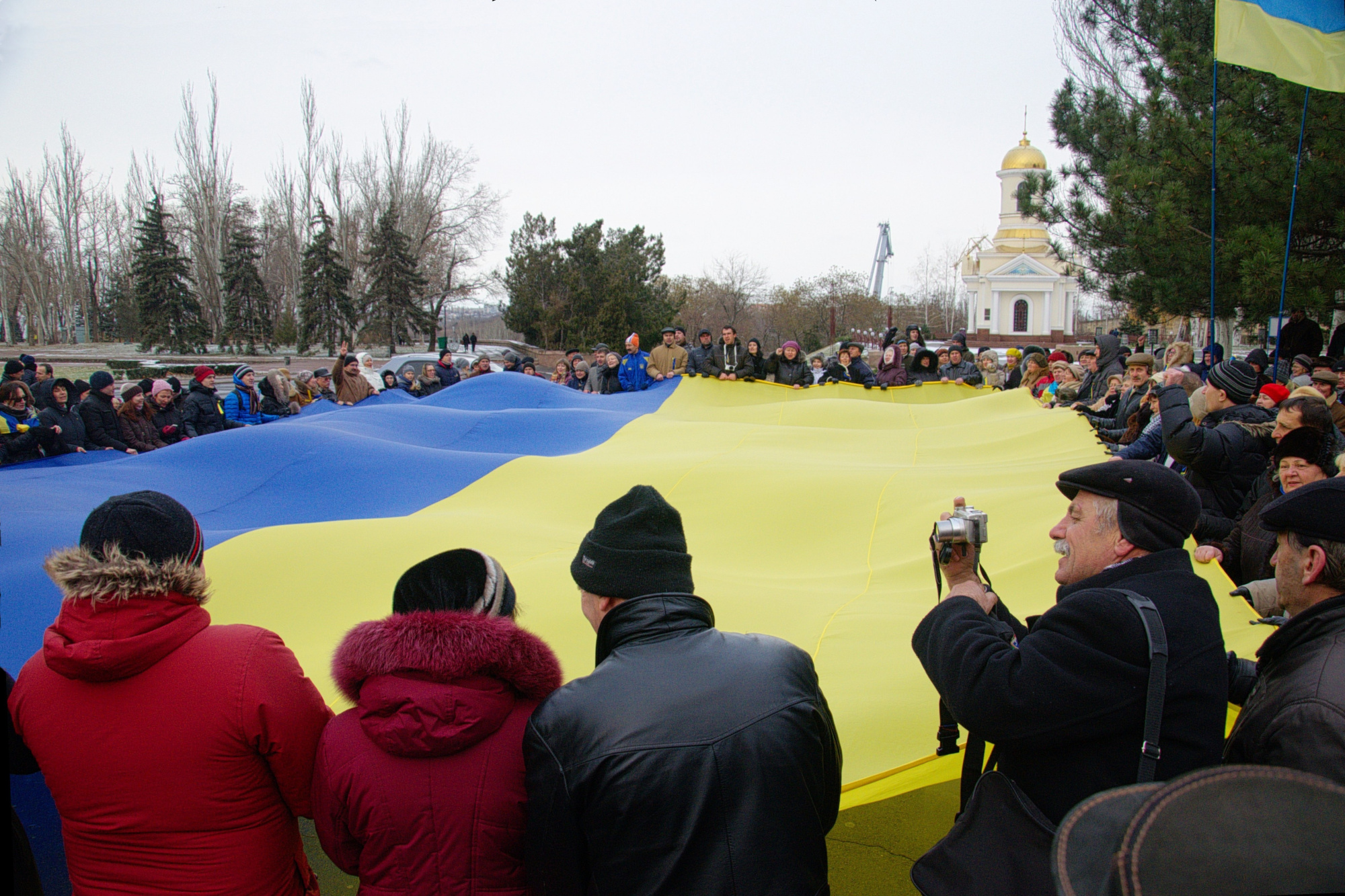
Миколаївський «Майдан», 8 грудня 2013
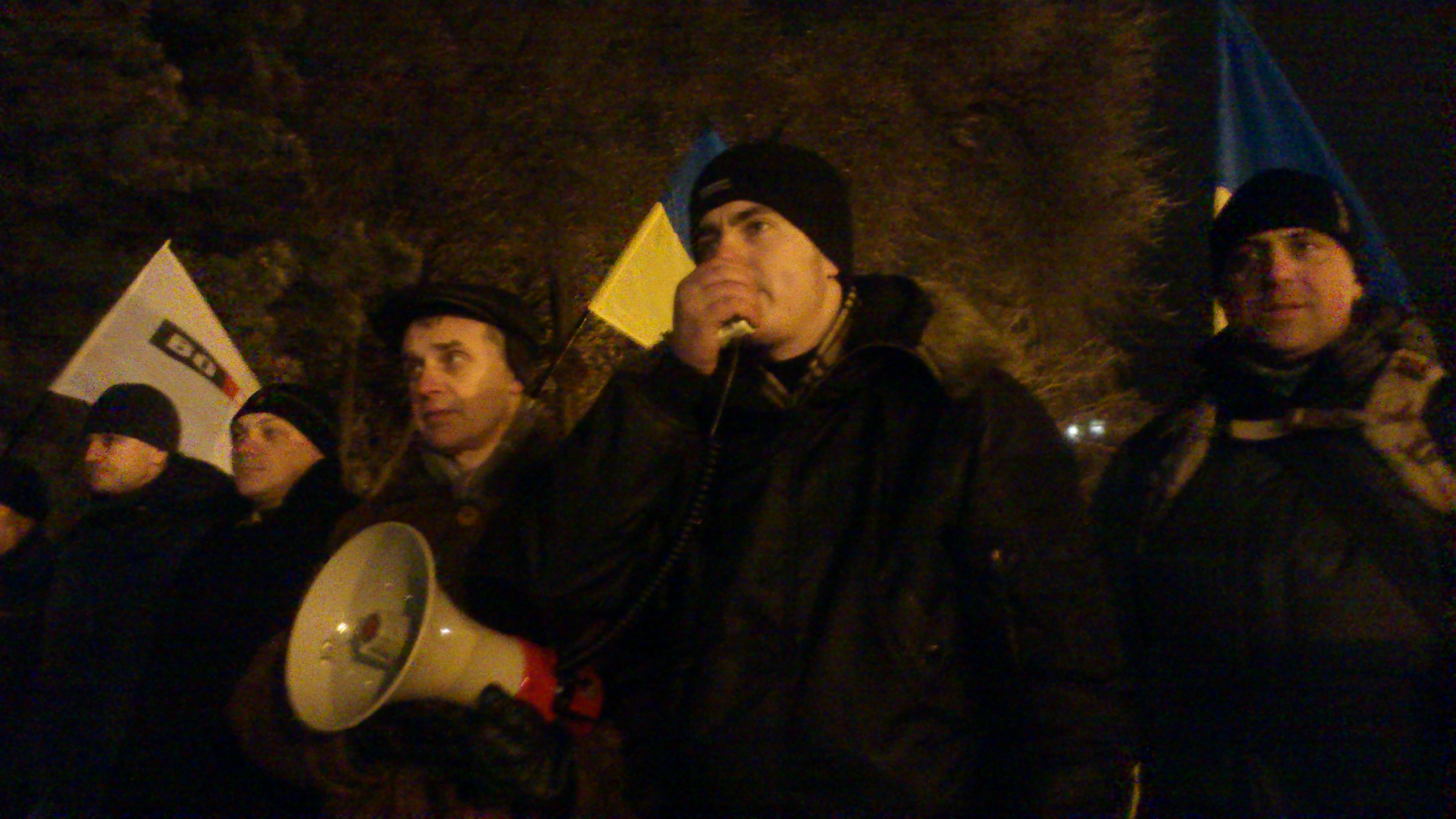
Виступи на День Соборності України в Миколаєві 22 січня 2014
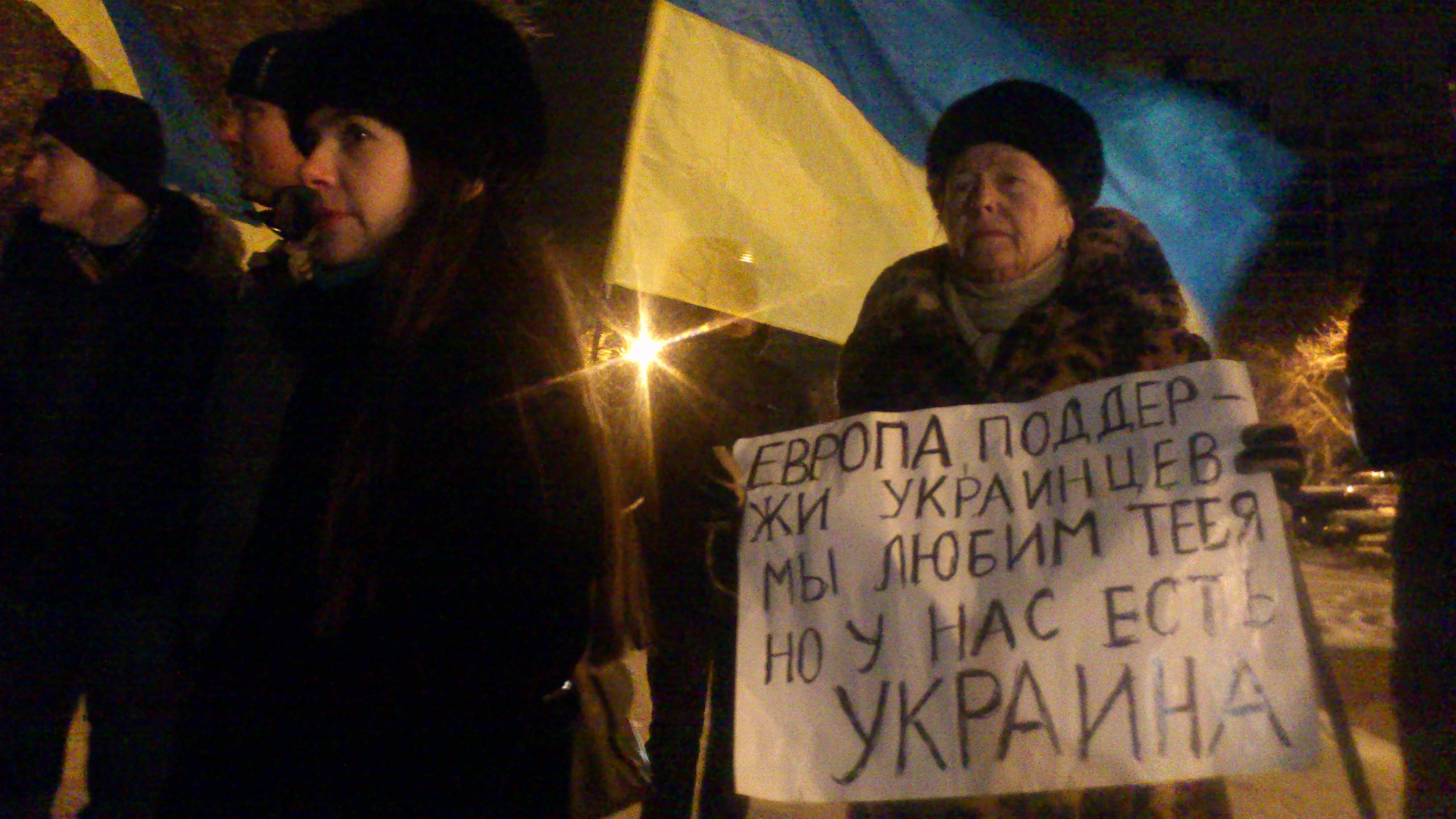
Євромайдан у Миколаєві 22 січня 2014
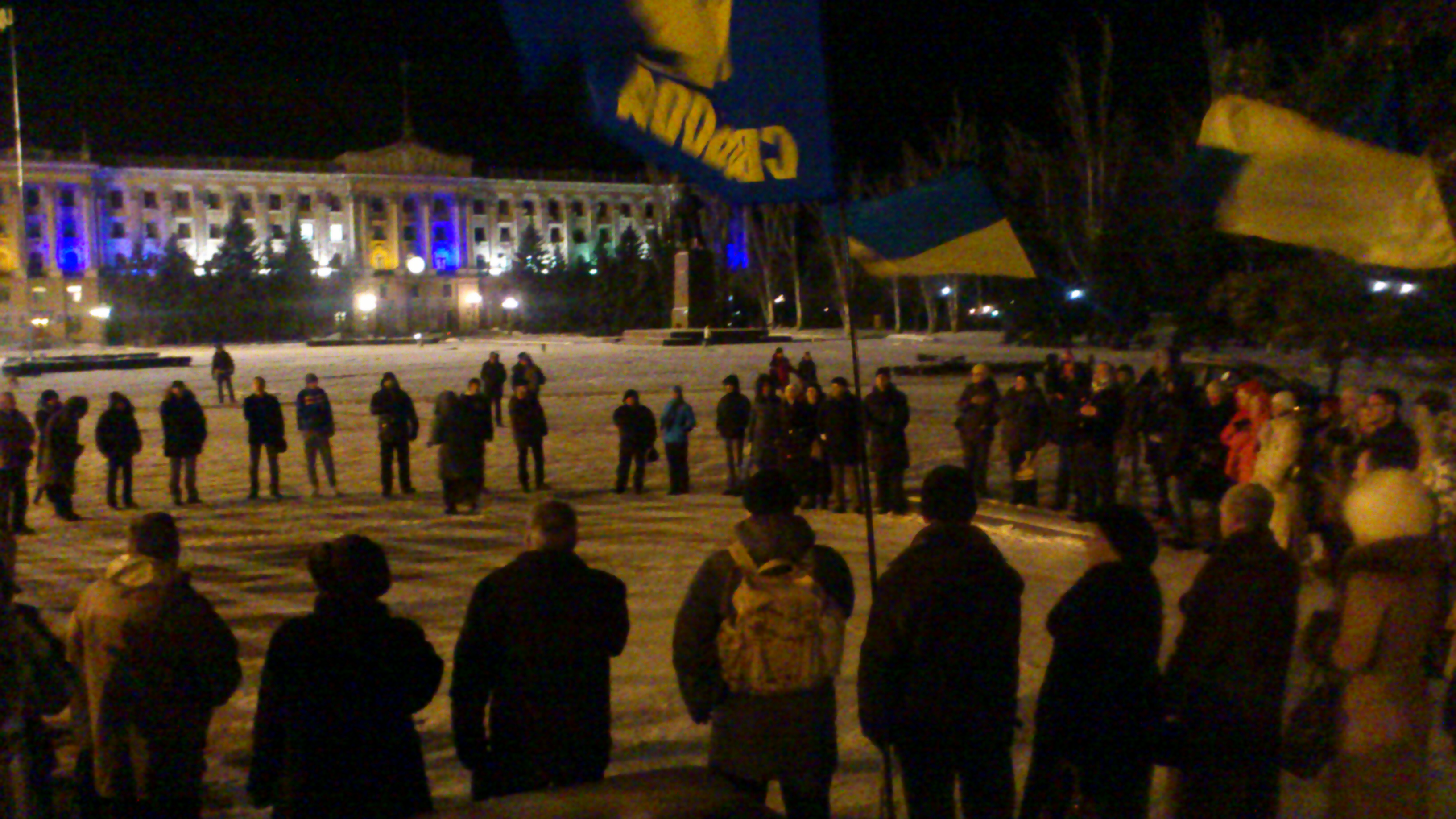
Євромайданівці Миколаєва традиційно завершують свій мітинг виконанням Гімну України, розташувавшись колом

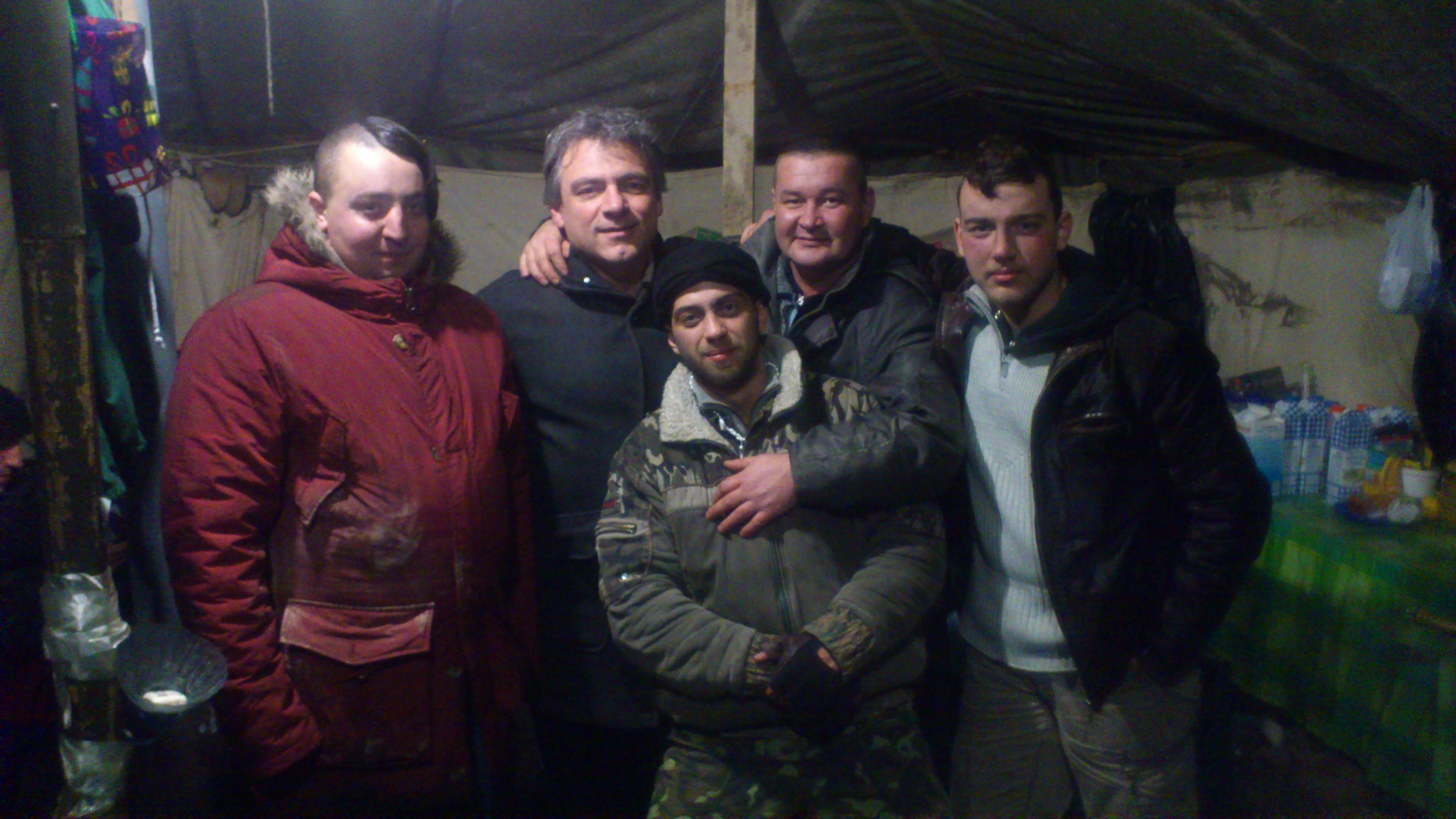
Миколаївці із Самооборони Майдану на Майдані Незалежності в ніч з 19 на 20 лютого 2014

Перша акція Євромайдану відбулася 22 листопада, почавшись о 17:00 на площі Леніна. Після мітингу купка активістів пройшлася головною вулицею міста Радянська, з транспарантом «Народ, нас кинули!», скандуючи гасла «Україна — це Європа», «Зека геть», співаючи гімн та закликаючи мешканців міста долучитися до акції. Також активісти вирішили встановити цілодобове чергування на площі. Незважаючи на руйнування міліцією наметів Євромайдану 22-23 листопада та заборону судом проведення масових акцій з 24 листопада 2013 року до 7 січня 2014 року, у Миколаєві сотні мешканців міста вийшли на Євромайдан 1 грудня 2013 року з плакатами «Зека на Йолку», «Янукович, геть» та іншими.
Ще на початку грудня 2013 близько тисячі активістів з Миколаєва приїхали до Києва на підтримку Євромайдану. Тоді ж на розі Хрещатика і Інститутської миколаївською обласною організацією партії ВО «Батьківщина» був встановлений великий намет «Миколаїв» для обігріву і харчування протестувальників. Він був спалений Беркутом під час штурму Євромайдану в ніч з 18 на 19 лютого 2014 року.

### Харків

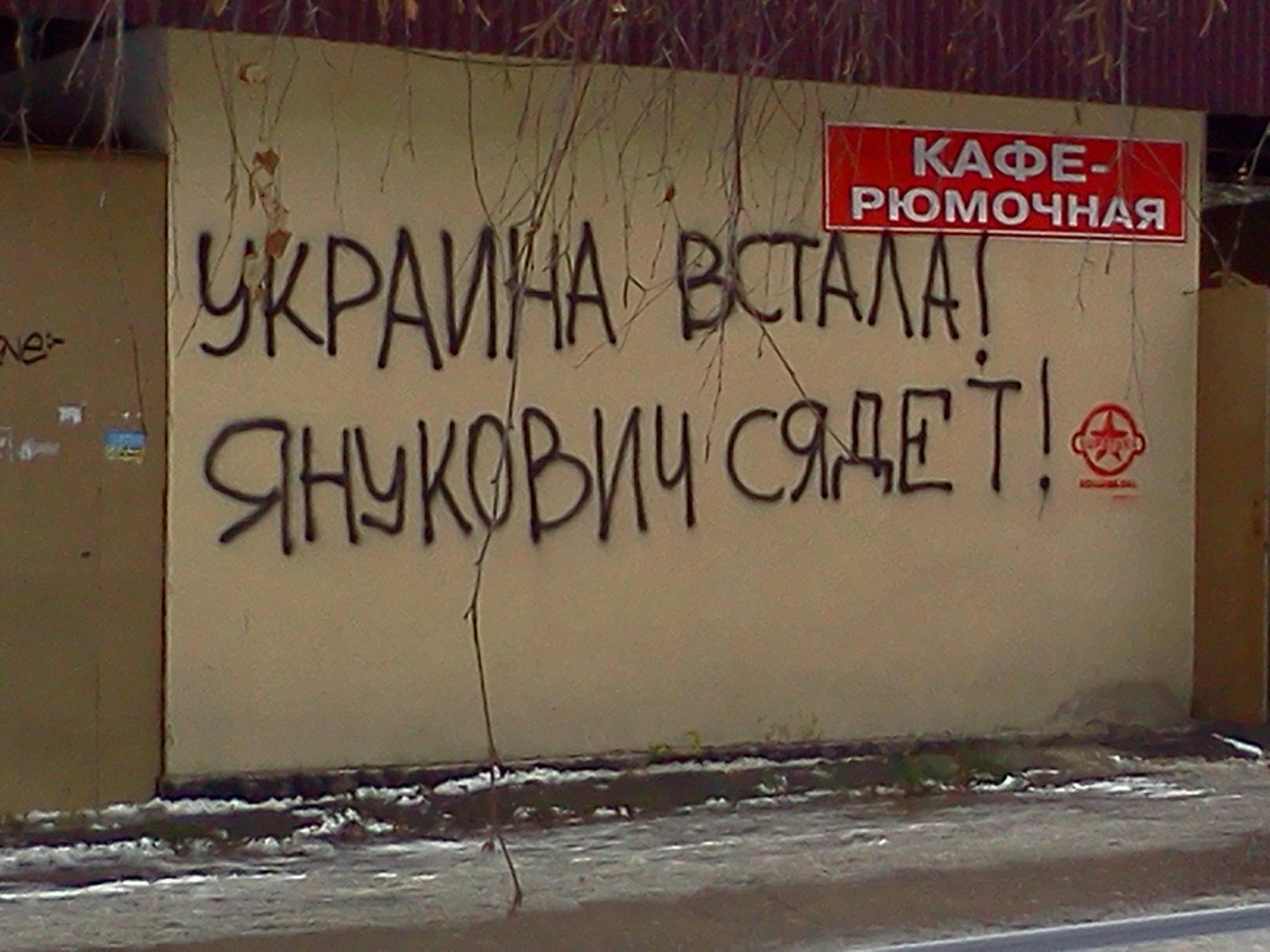
Графіті на Салтівці, Харків.

У Харкові євромайдан збирається щовечора у неробочий час. Кожної ночі з четверга на п'ятницю вчиняються напади на майно активістів-євромайданівців. Харківський євромайдан вважається найбільшим на південно-східній Україні.

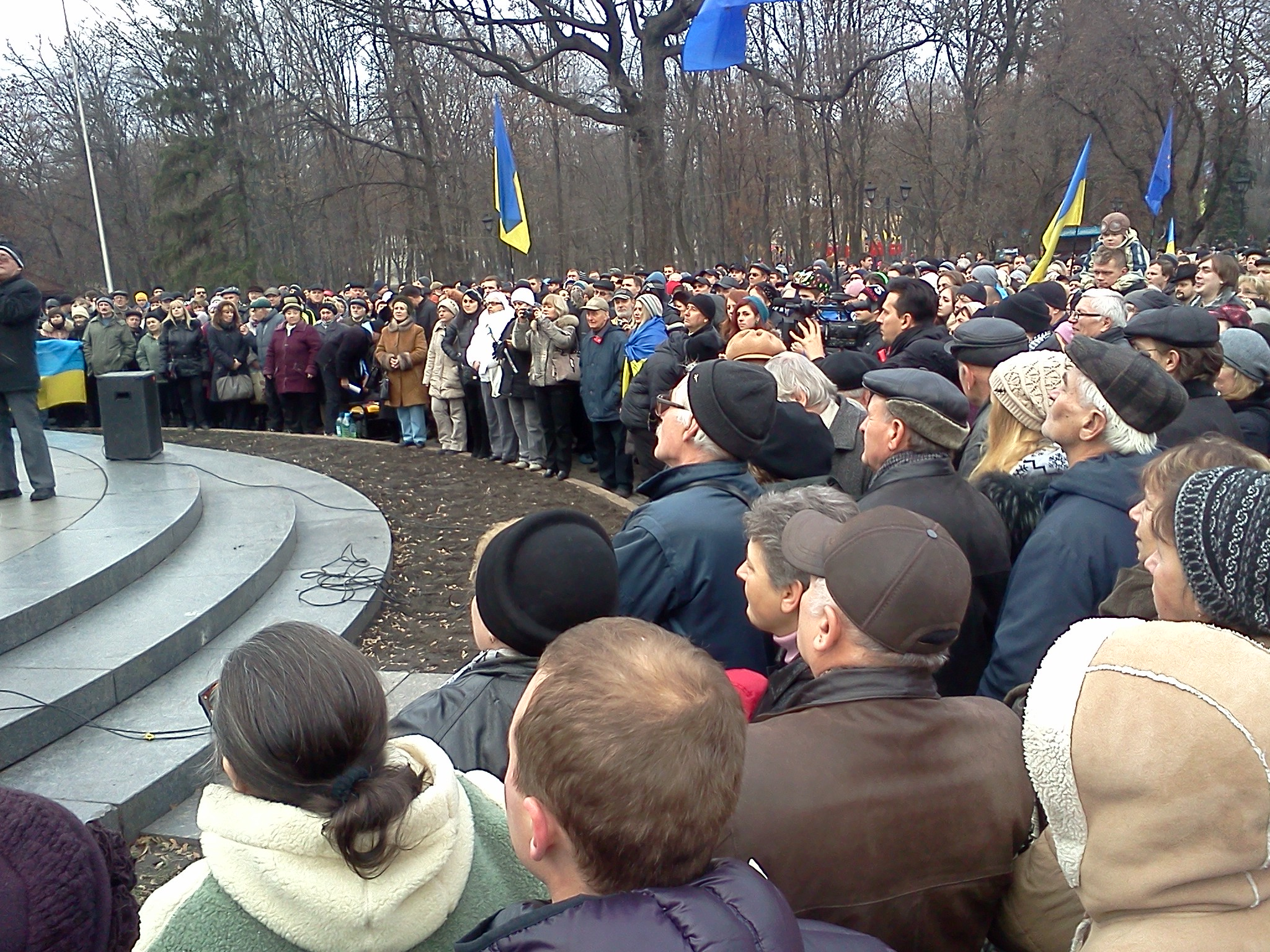
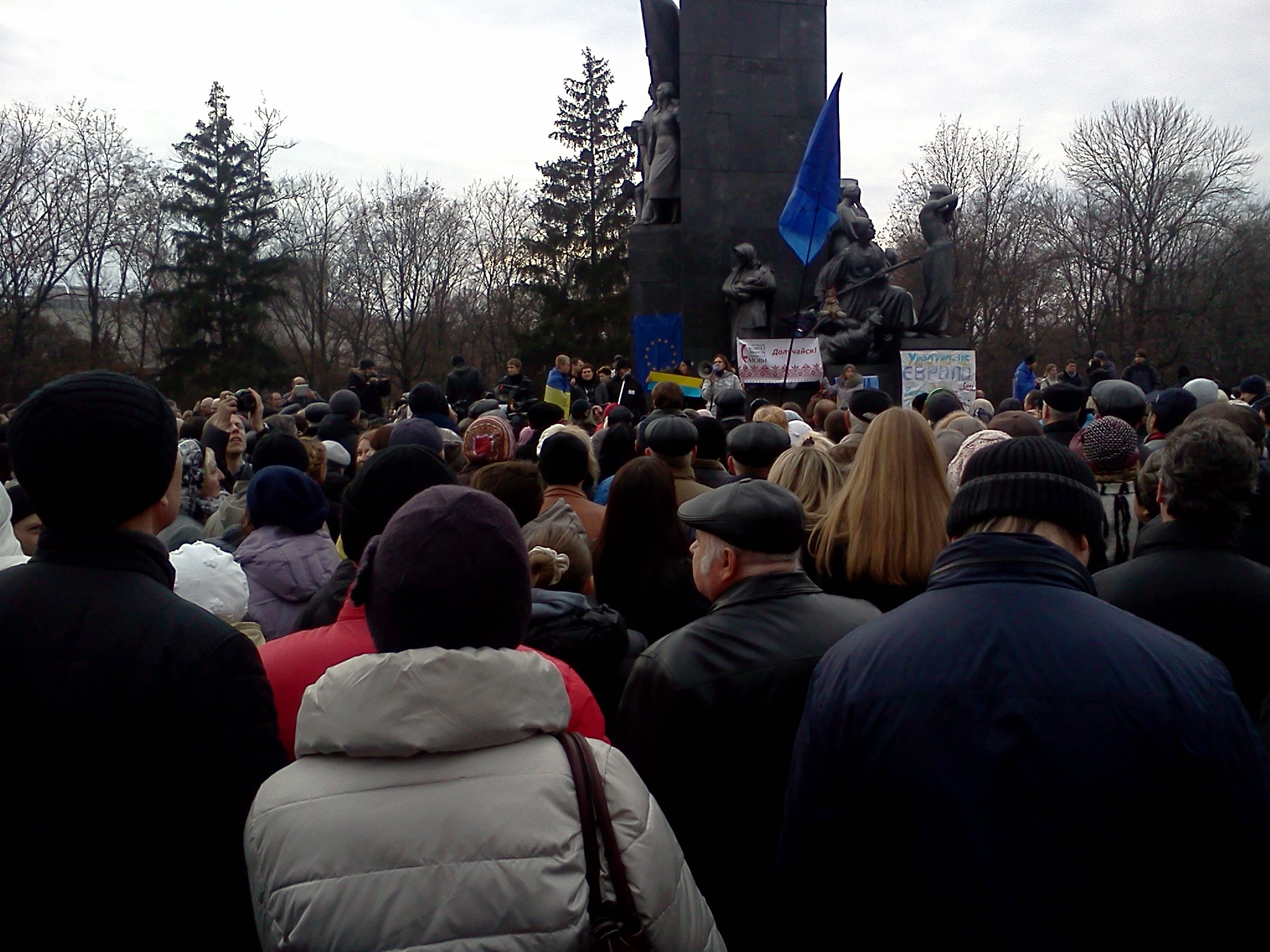
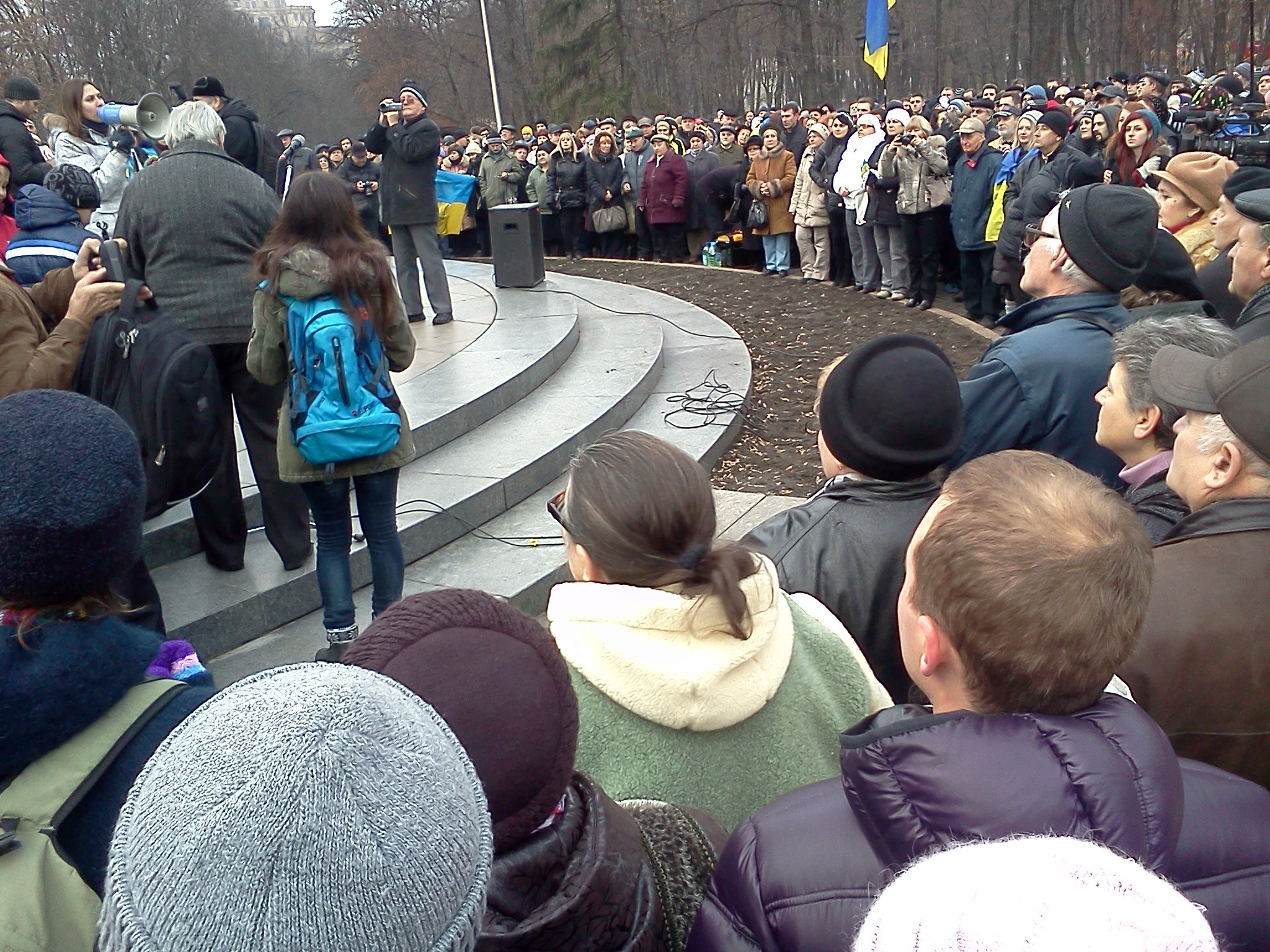
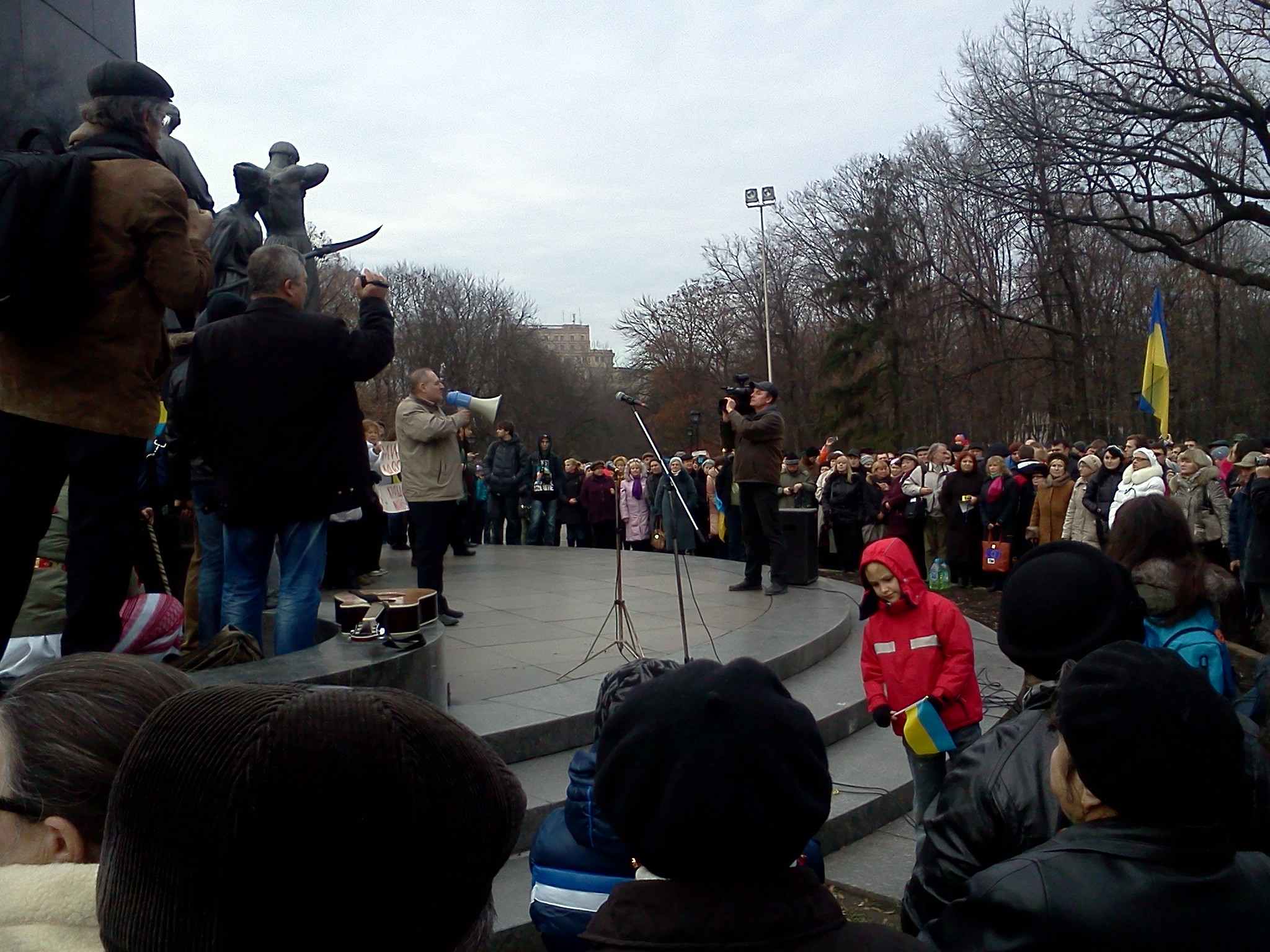
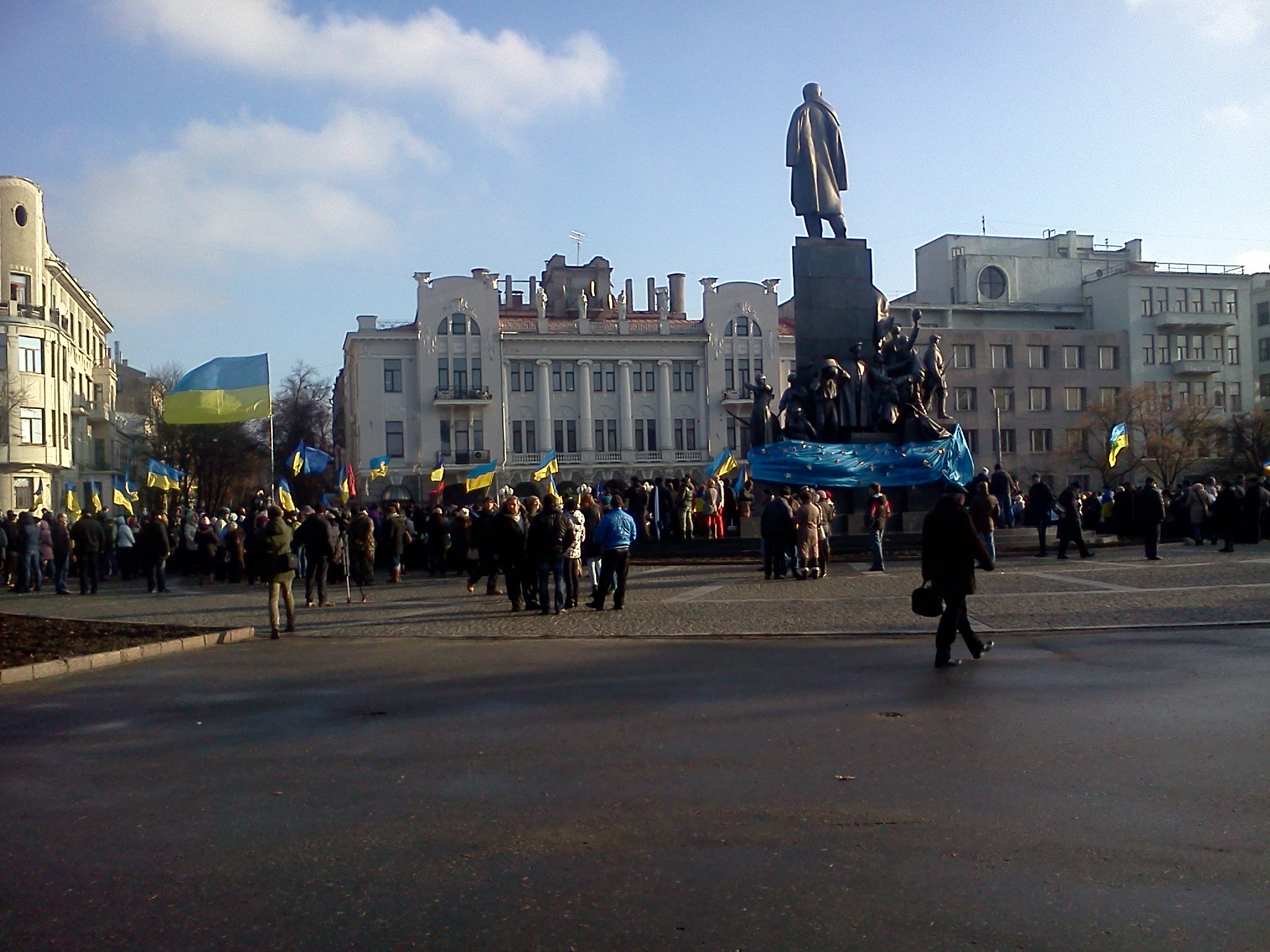
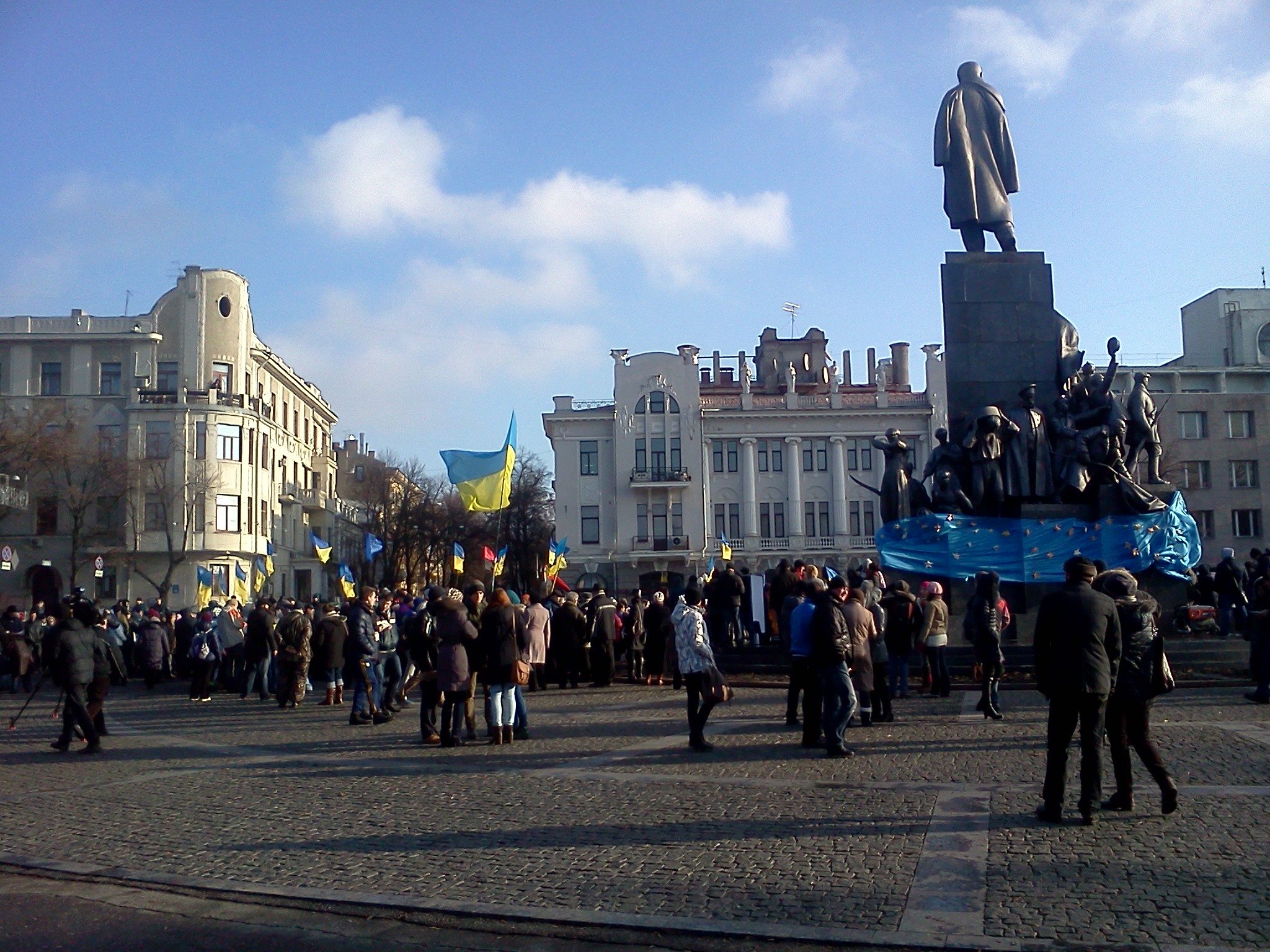
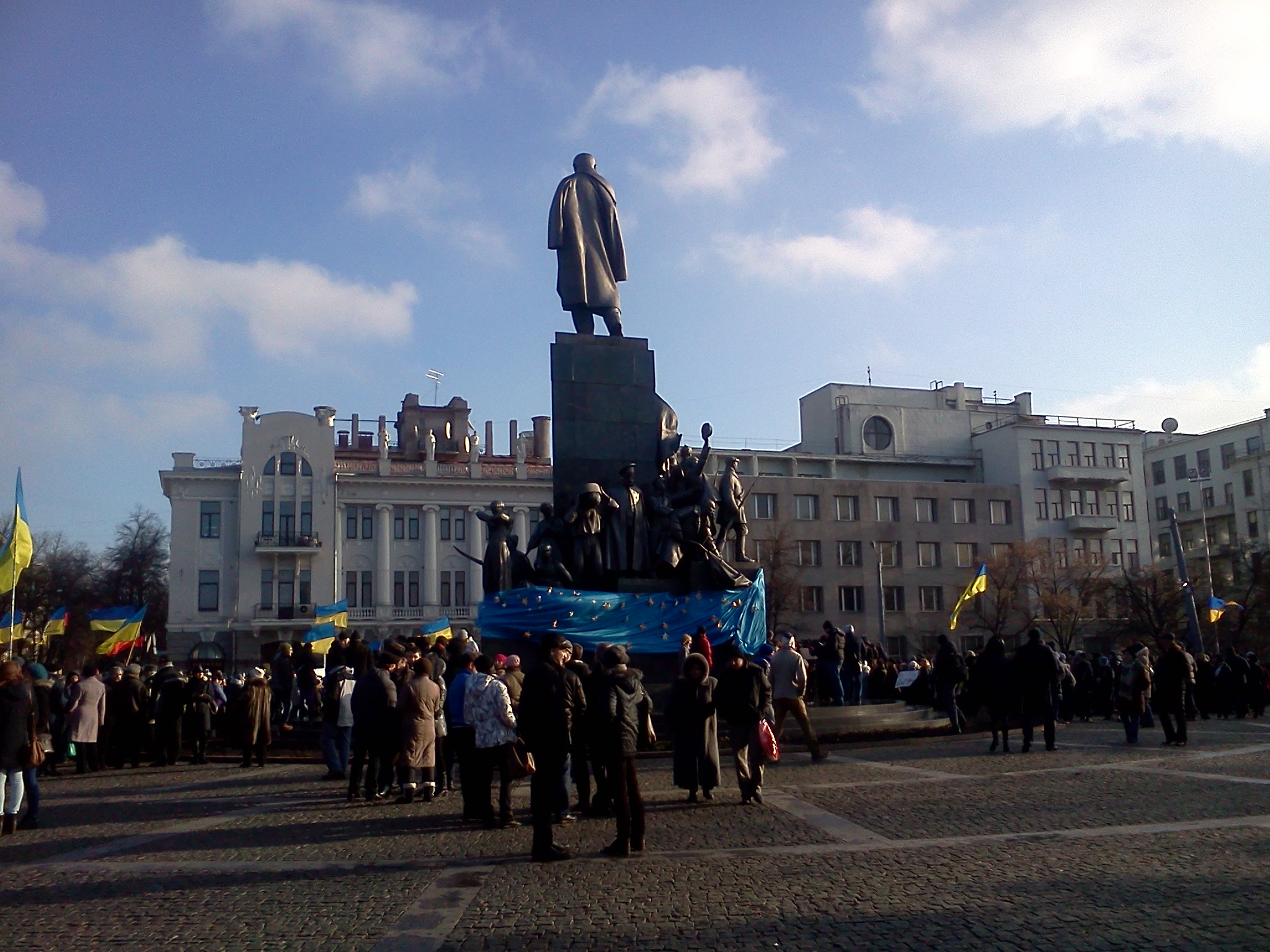
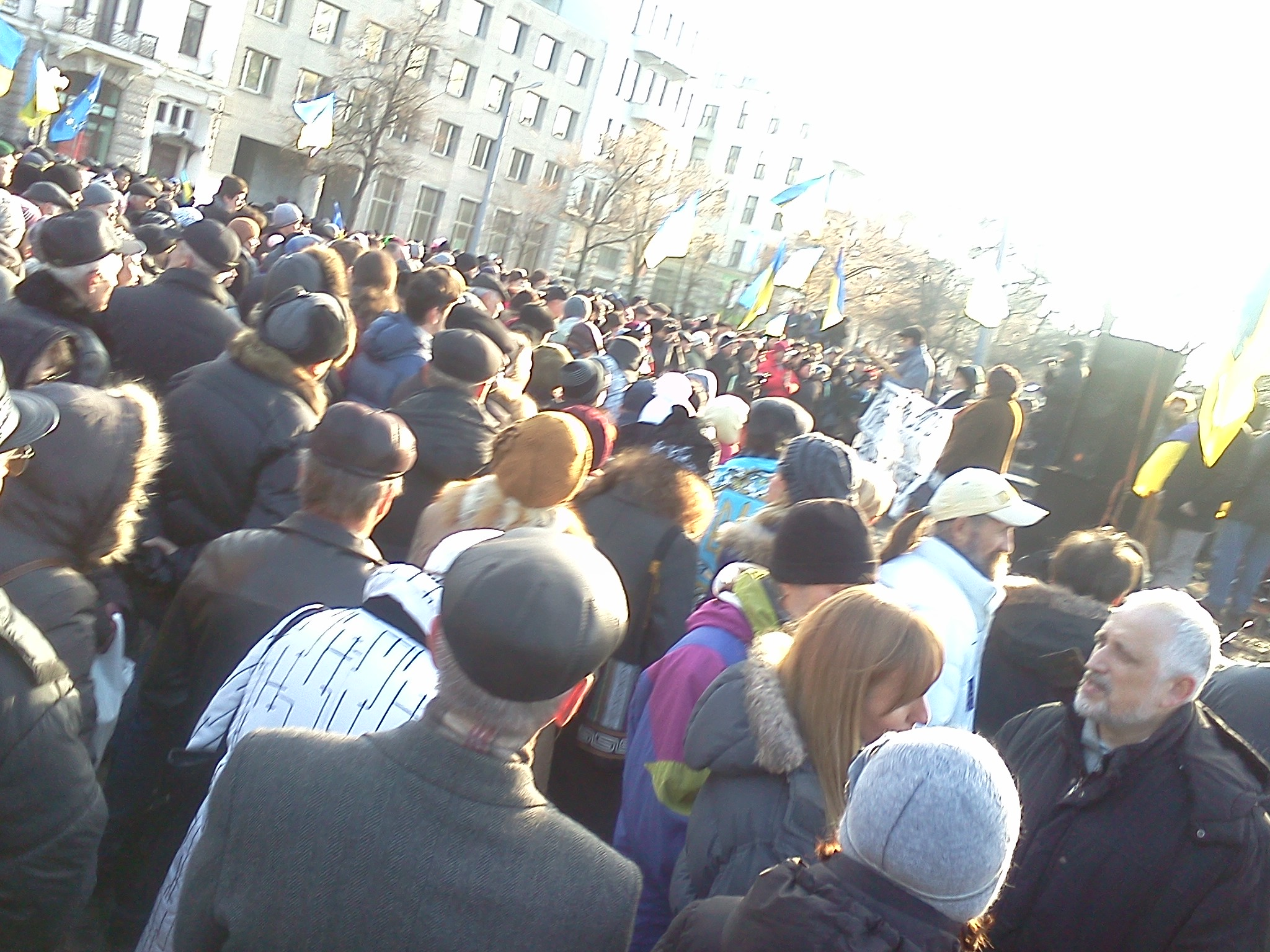
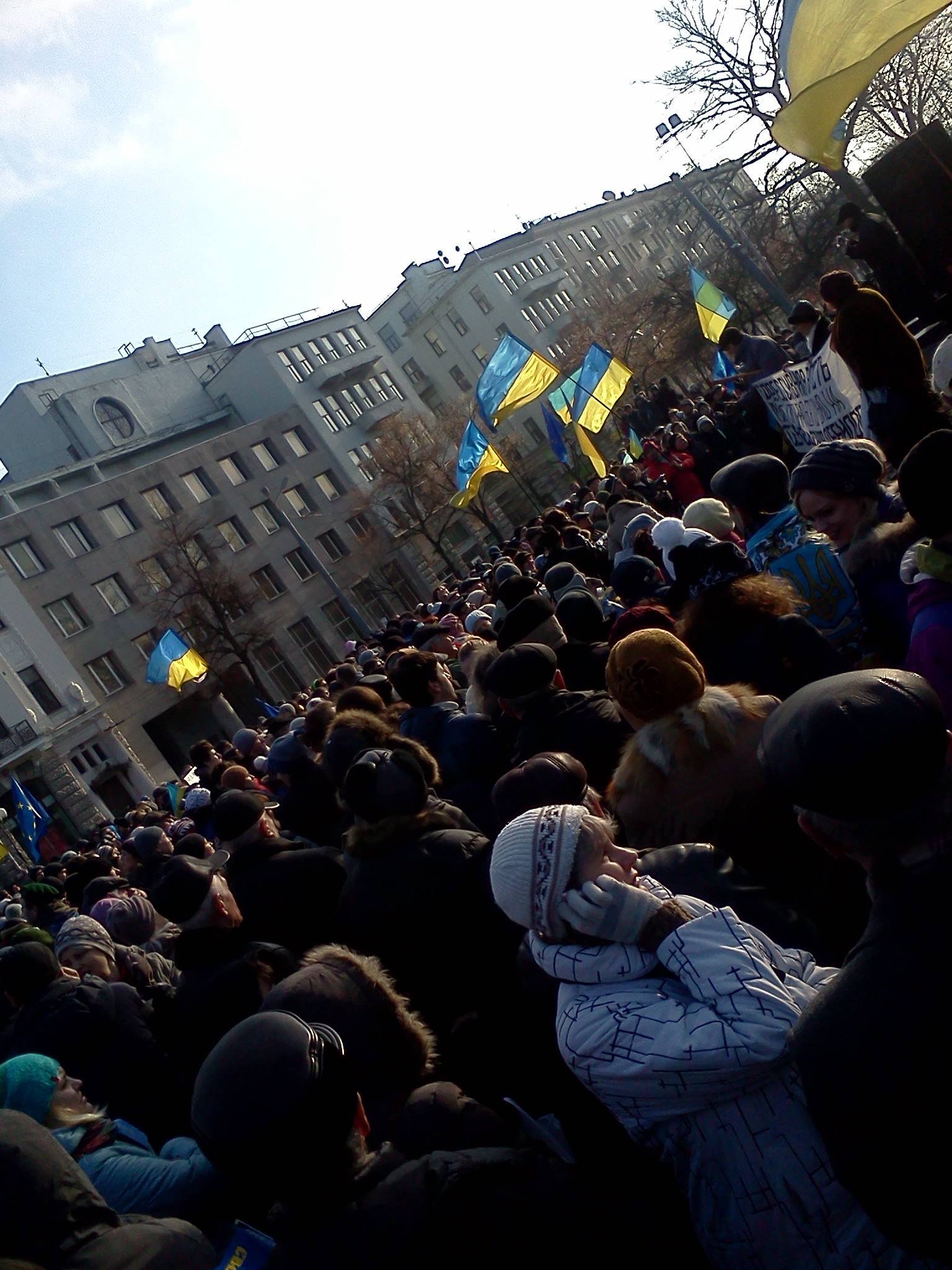
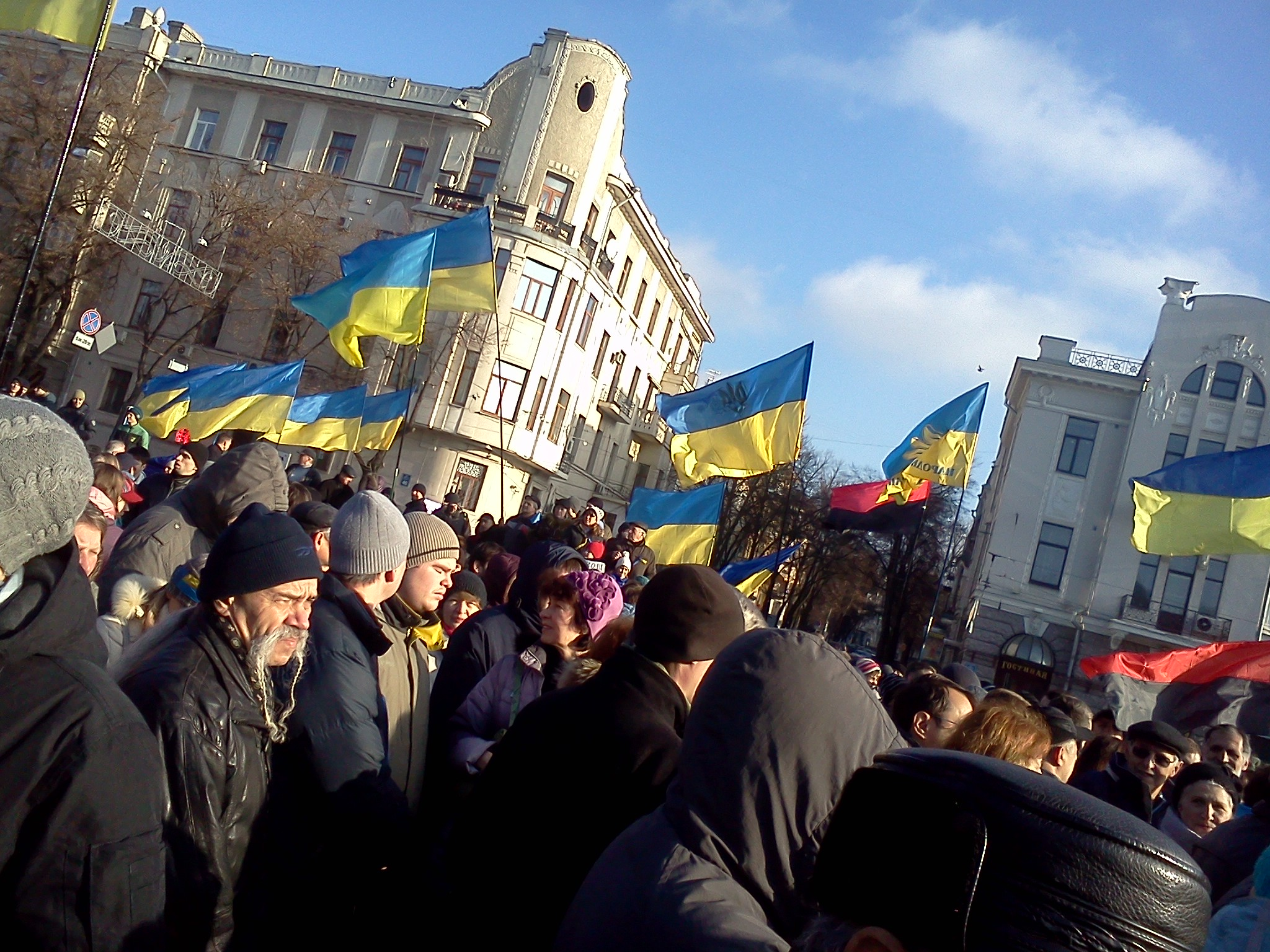
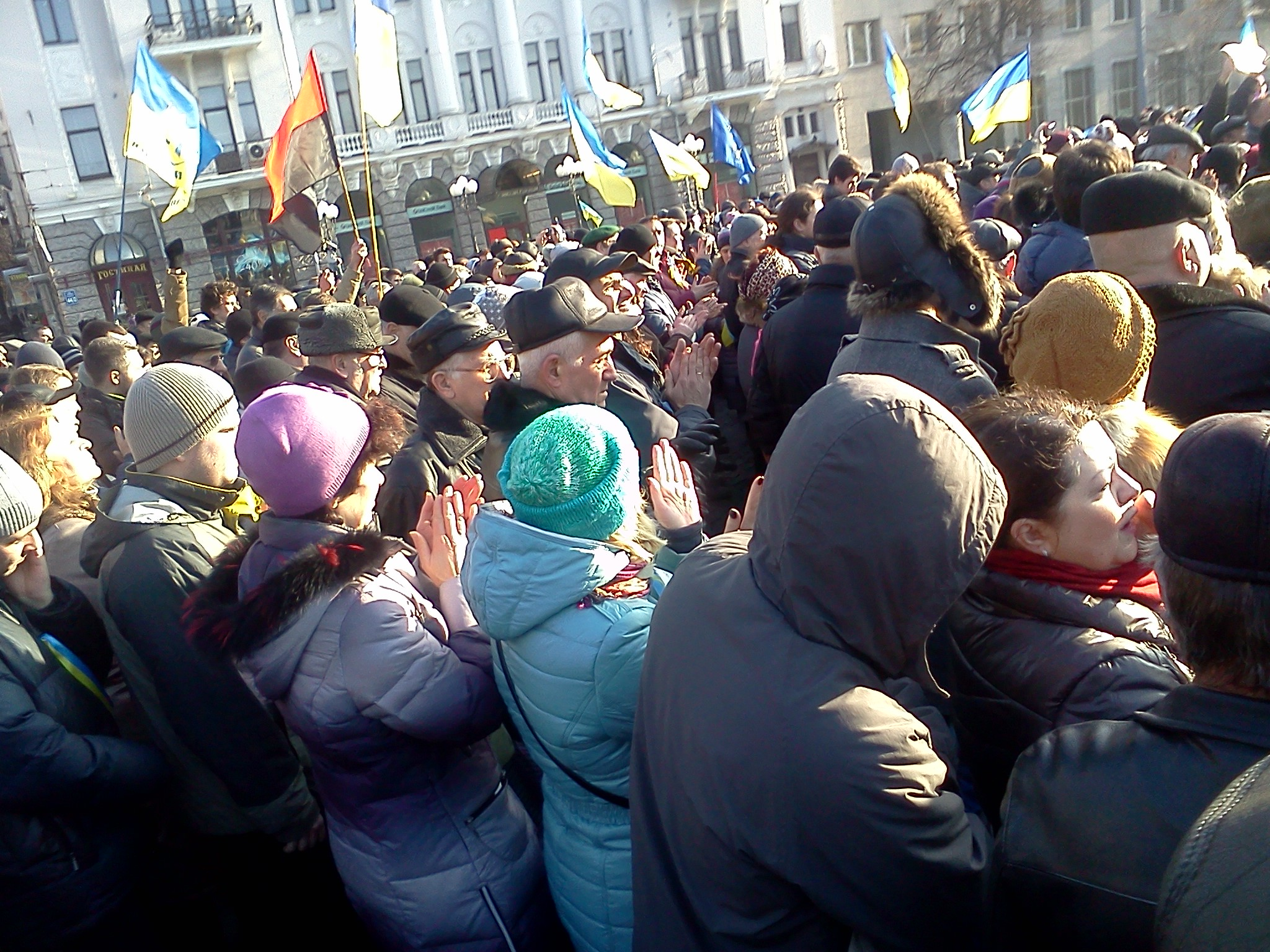
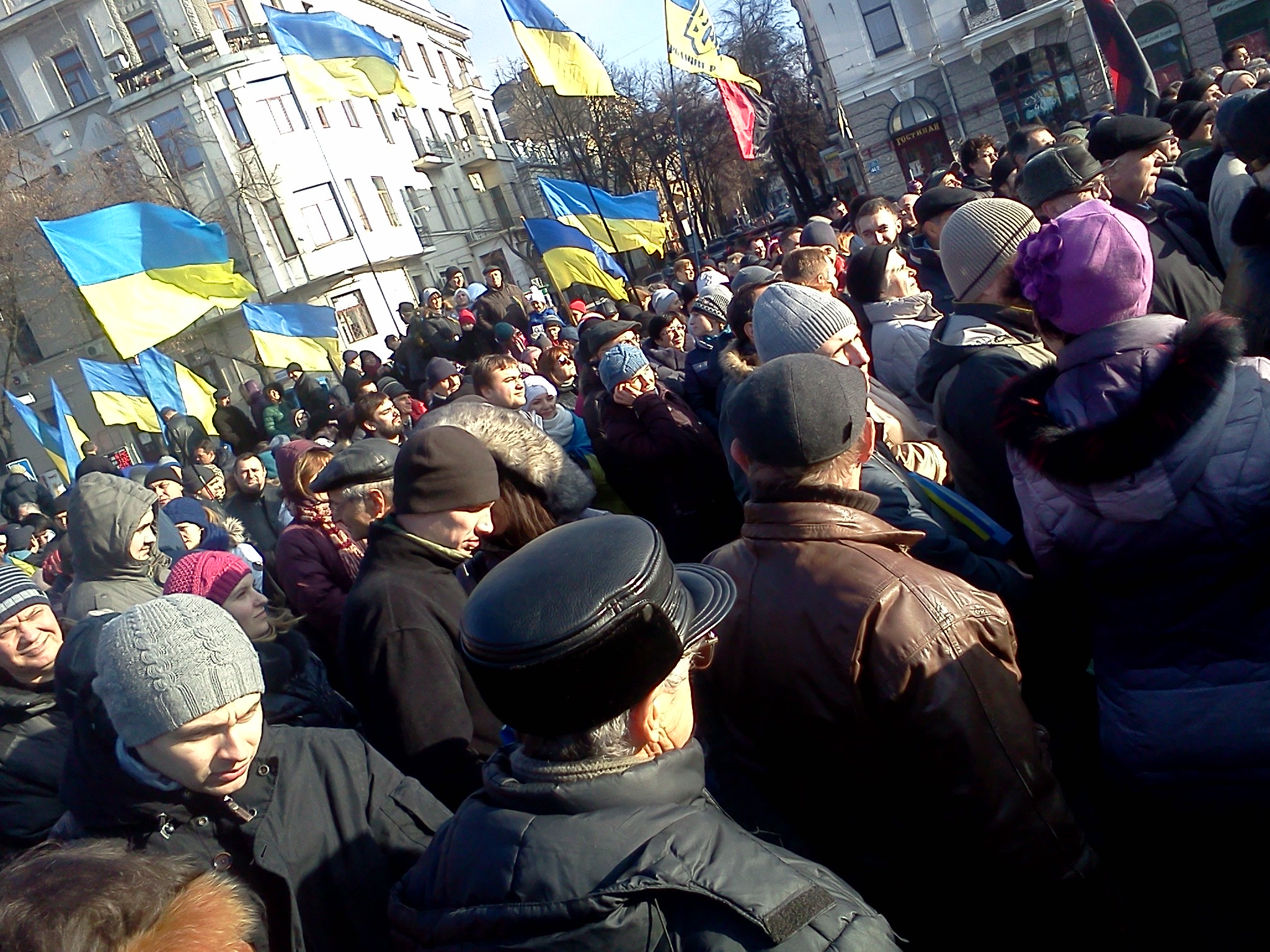
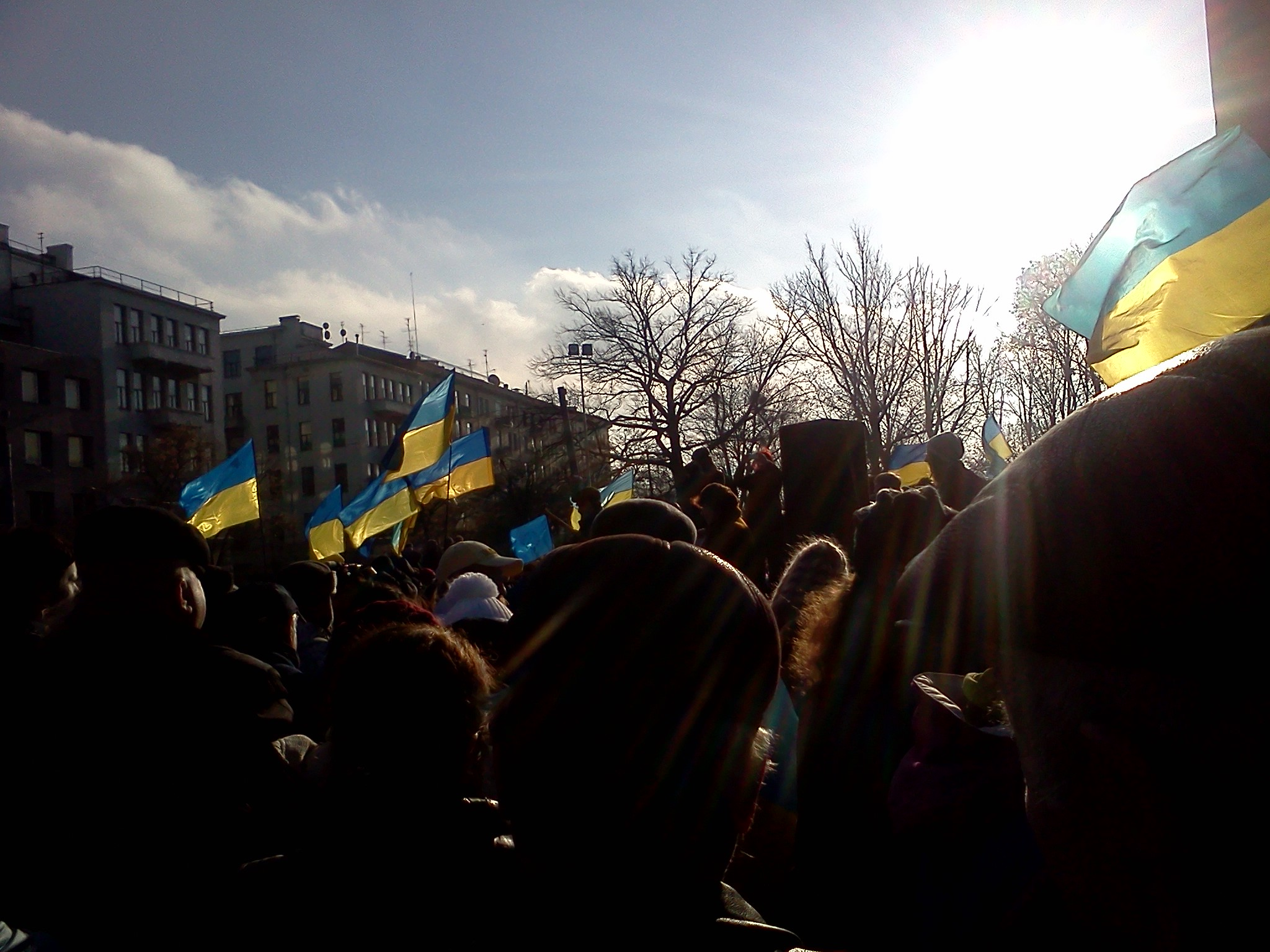
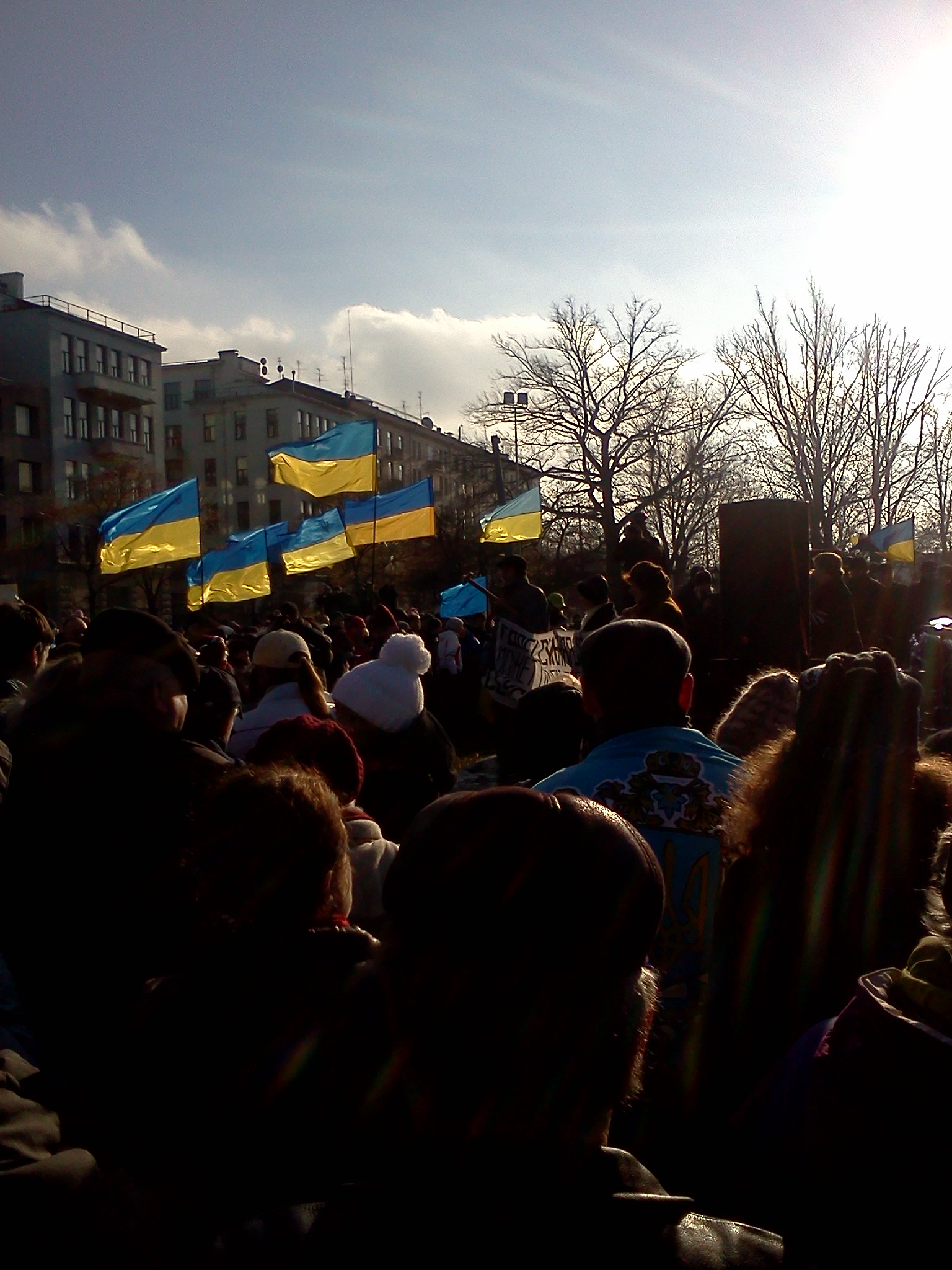

11-12 січня у Харкові відбувся перший всеукраїнський Форум Євромайданів. Таке рішення було ухвалено 27 грудня на всеукраїнській конференції Євромайданів 38-ма делегатами від 17-ти регіональних Євромайданів. Під час конференції було погоджено, що партійної символіки на всеукраїнському форумі не буде. На даний з'їзд будуть запрошені громадські організації, а також представники політичних партій як спостерігачі. Очікується, що в цьому з'їзді візьмуть участь близько 200 представників євромайданів. На Форумі буде відпрацьована схема координації між різними Майданами, розроблені подальша стратегія Євромайданів, план дій, а також питання консолідації євромайданівського руху.

### Тернопіль

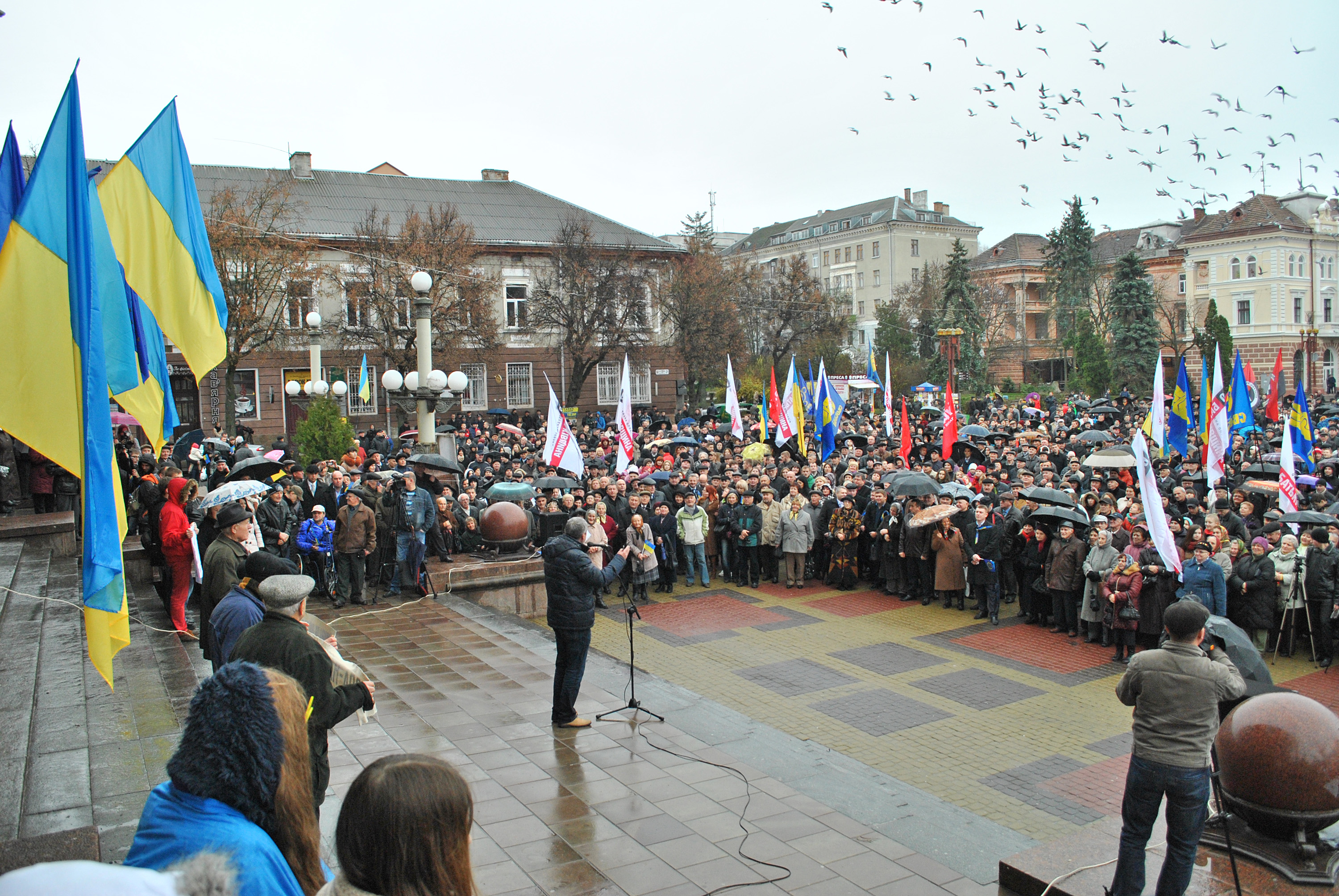
24 листопада 2013 року
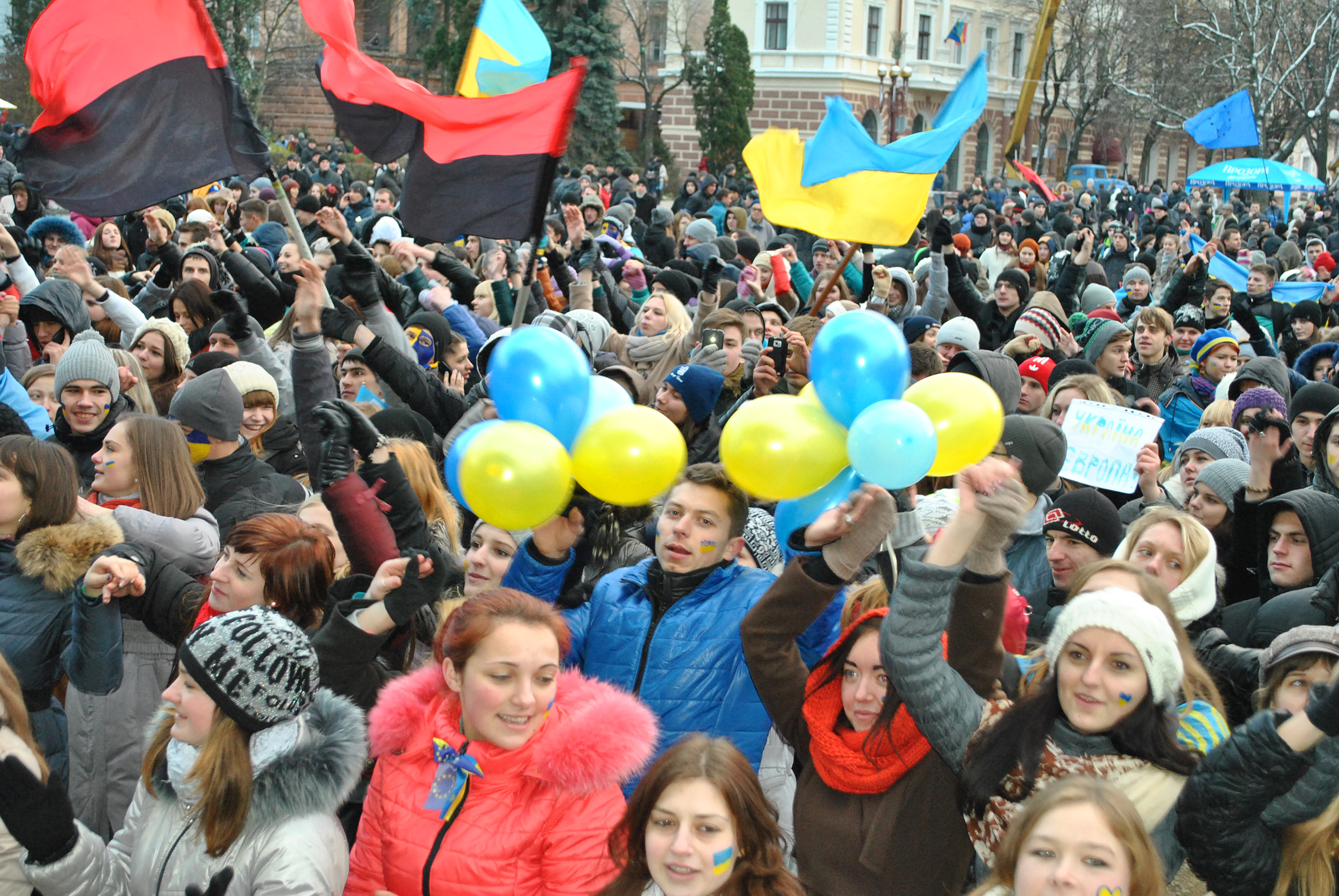
27 листопада 2013 року
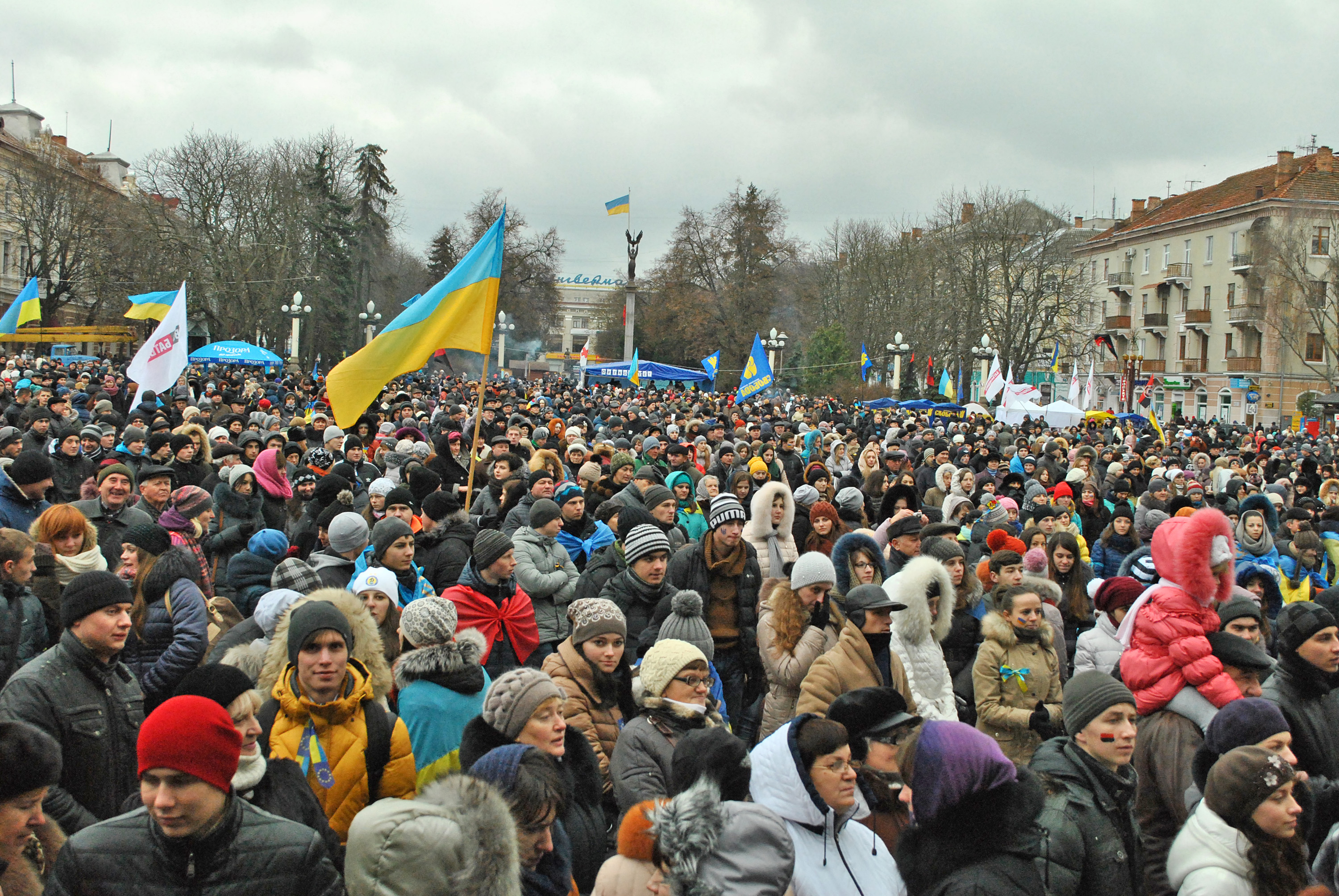
5 грудня 2013 року
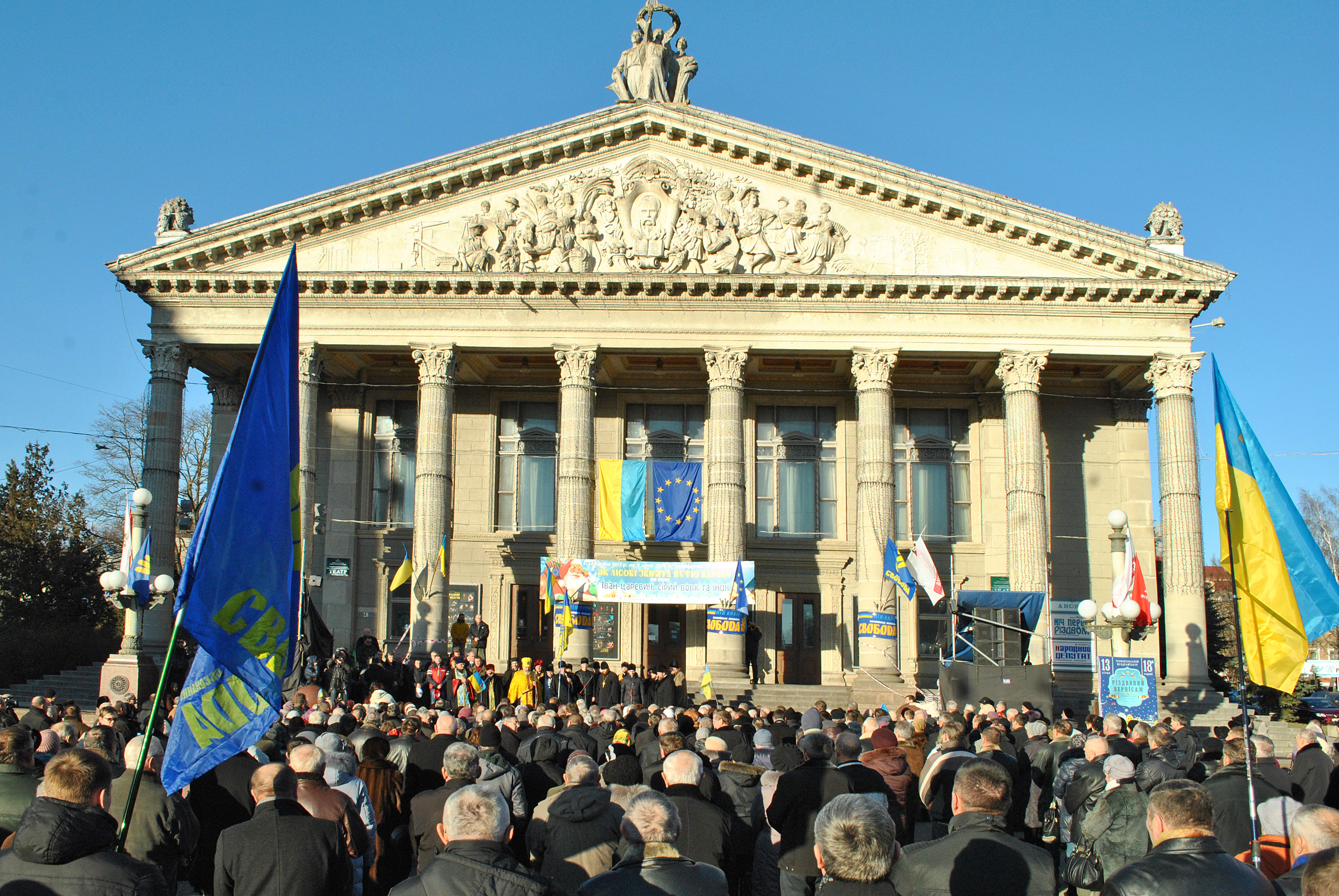
22 грудня 2013 року
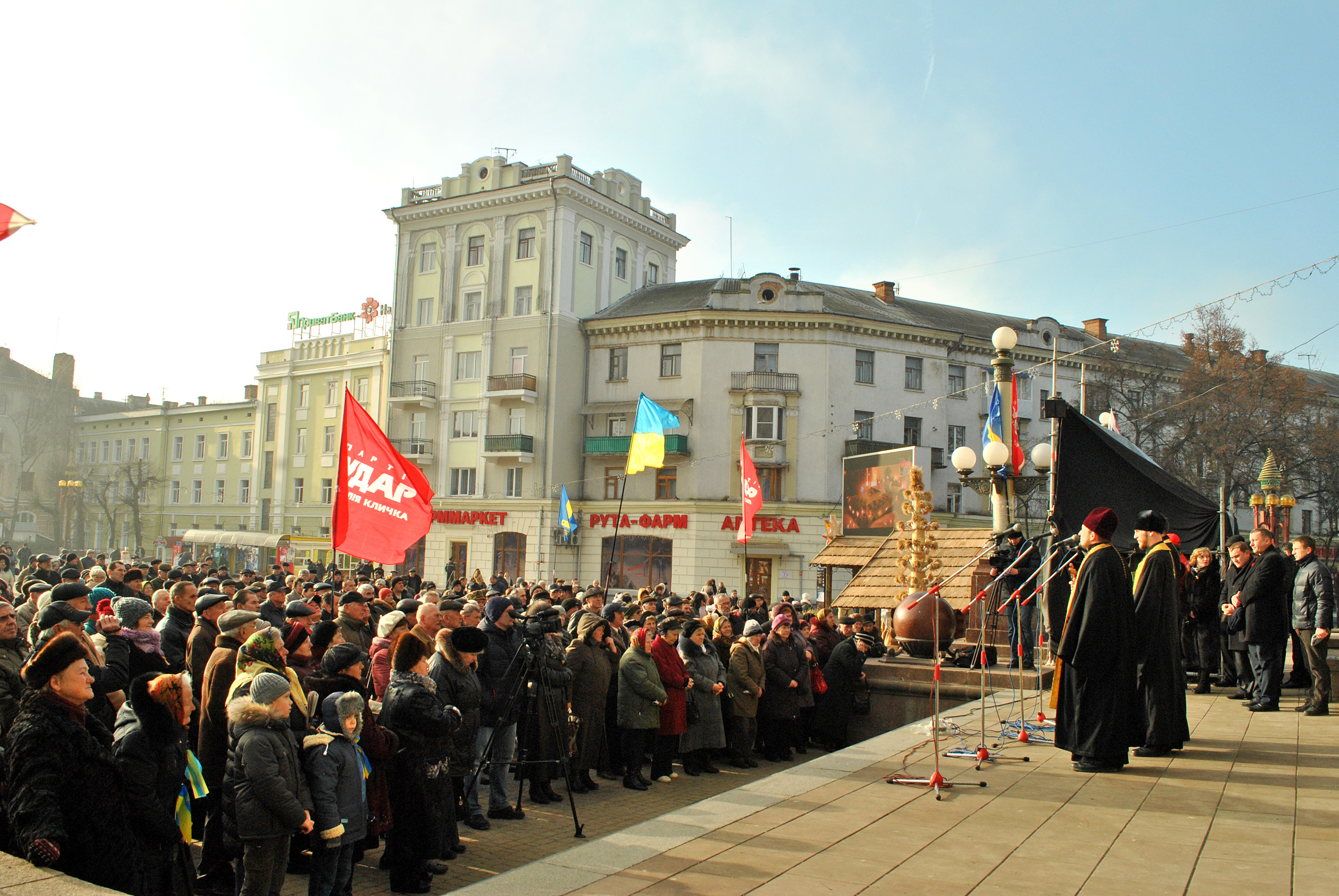
29 грудня 2013 року

### Запоріжжя
1 грудня в місті організовано протестний майдан як реакція на Силовий розгін Євромайдану в Києві.
26 січня відбувся силовий розгін, почалися масові арешти, того ж дня за оцінками було затримано до 100 осіб У розгоні, як тітушки, брали участь паламарі УПЦ МП з кийками.
Станом на 2014-01-27 21:41 знаходяться під вартою:
- співорганізатор ГО «Майдан» Артюшенко Ігор Андрійович[354]
- голова Запорізької Свободи Віталія Подлобнікова

2 лютого, за даними Ігора Артюшенко в мітингу на пл. Поляка узяло участь приблизно 2000 осіб на стороні Євромайдану, «Ополчение» антимайдану виставило 100 осіб.

### Черкаси

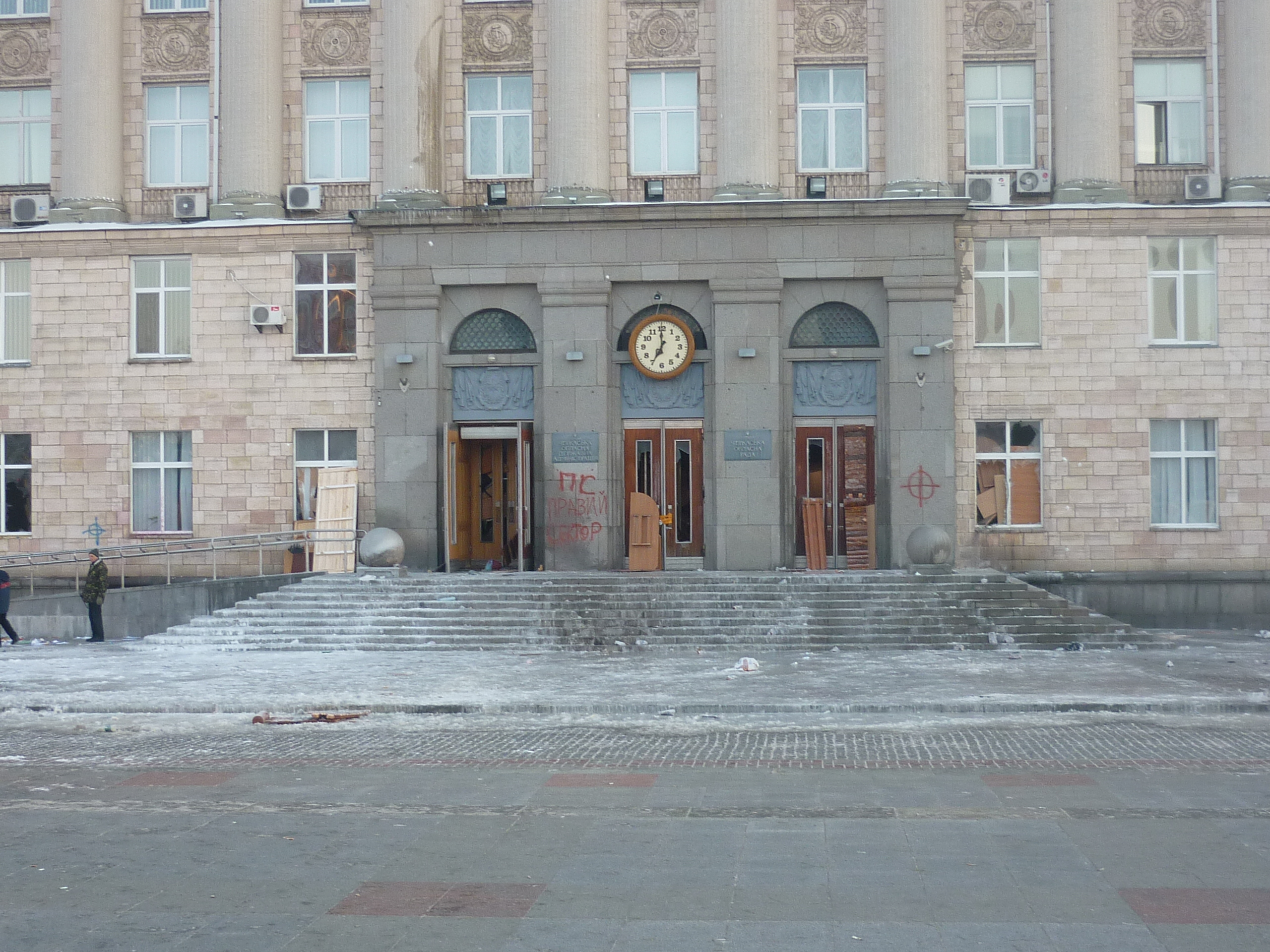
Черкаська облрада після ночі 23.01.2014

Ввечері 22 та 23 листопада на Соборній площі перед будівлею Черкаської облдержадміністрації пройшли акції підтримки української євроінтеграції. 23 листопада члени партії «Демократичний Альянс» та громада міста намагались встановити намет для підтримки Євромайдану в Києві, але загін міліції не дозволив цього зробити, тим самим тиснув на людей і фізично. Пізніше до них приєдналися міський депутат Микола Булатецький (партія «Батьківщина»), заступники виконувача обов'язків міського голови та інші діячі. Однак, намет було зламано, інший встановити перешкодили працівники міліції. Взагалі Євромайдан у Черкасах зібрав понад 1000 осіб.
22 січня правоохоронці перекрили рух автобуса із провіантом для майданівців у Києві, жителі спромоглись відстояти його і він рушив на столицю. Це спонукувало жителів міста до рішучих дій. Пообіді активісти місцевого автомайдану та місцеві ЗМІ почали закликати людей до мітингу наступного дня. 23 січня о 18:00 біля облради був організований народний мітинг, який охопив близько 20 тисяч містян. А пізно ввечері близько 300 активістів Євромайдану захопили будівлю Черкаської облдержажміністрації. Але не надовго, бо підрозділи «Беркуту» о 23:00 силою витіснили їх із будівлі. Заарештовано було 58 осіб, одна дівчина отримала серйозні травми голови. Зранку 24 січня було повідомлено про можливий штурм мерії, всі працівників жіночої статті було терміново евакуйовано.

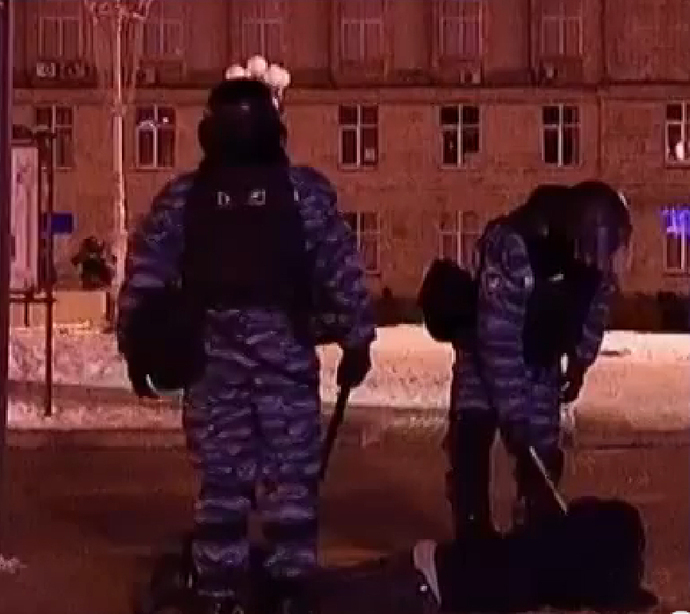
Нічний штурм Черкаської ОДА 27 ciчня 2014

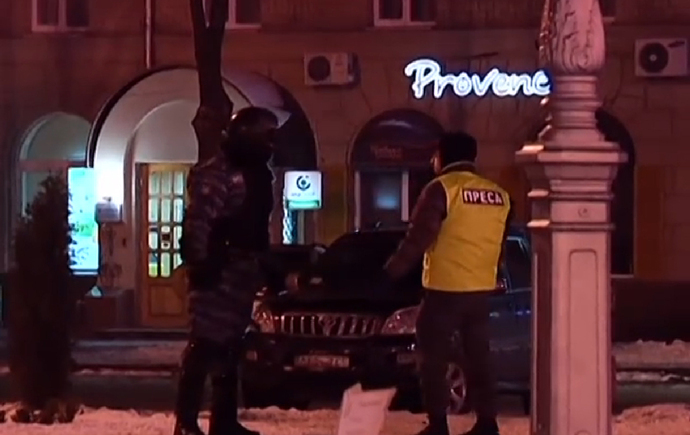
Беркутівець i оператор телеканалу «ВІККА» Сергій Ефімов

26 січня, у Черкасах пройшло Народне Віче; протестувальники вимагали звільнення голови Черкаської обласної державної адміністрації Сергія Тулуба та голови Черкаської обласної ради Валерія Черняка. Представники опозиції народний депутат Леонід Даценко, голова обласної організації ВО «Свобода» Юрій Ботнар, депутат облради з «Батьківщини» Валентина Коваленко, голова обласного «УДАРу» Віталій Іляшенко вступили у перемовини з головою Черкаської облради Валерієм Черняком, його заступником Володимиром Вовченком та заступником голови ОДА Едуардом Івакіним про припинення масового затримання активістів, відставку голови Черкаської обласної державної адміністрації Тулуба, виведення роти «Беркуту» з Черкас і звільнення всіх затриманих. Сторони не дійшли згоди.
В ніч на 27 січня відбувся другий штурм Черкаської ОДА із використанням коктейлів Молотова, який був відбитий «Беркутом». Бійці «Беркуту» зачистили вулиці навколо ОДА, 12 осіб було затримано.  Постраждали також журналісти — зокрема, кореспондент телеканалу «Інтер» в Черкаській області Станіслав Кухарчук. Станом на 12 лютого, з 70 заарештованих 23 i 27 січня під вартою залишалося близько 10 осіб, останніх перевели на домашній арешт.
20 лютого активістами було влаштовано блокпост біля Черкас на початку дамби через Дніпро з метою унеможливлення проїзду тітушок. Пізно ввечері «Беркут» силою розігнав блокпост. По активістах стріляли із помпової зброї та автоматів Калашникова. Постраждав фотокореспондент газети «Вечірні Черкаси» Ігор Єфімов.

### Уманський район
19 лютого мешканці смт Маньківки та м. Умані на трасі Одеса-Київ біля села Подібна встановили блокпост на дорозі, щоб перешкодити проїзду «тітушок» та спецпризначенців до столиці. У результаті наїзду невстановленого автомобілю, який пробивав дорогу внутрішнім військам, загинув Віктор Чернець.
20 лютого на цьому ж блокпості біля Умані близько сотні місцевих мешканців зупинили мікроавтобус із близько 10-ма міліціонерами, які їхали з Умані на Київ а також автобус, в якому їхало близько 40-ка так званих «тітушок». Тітушок було роззброєно, автобус спалено.

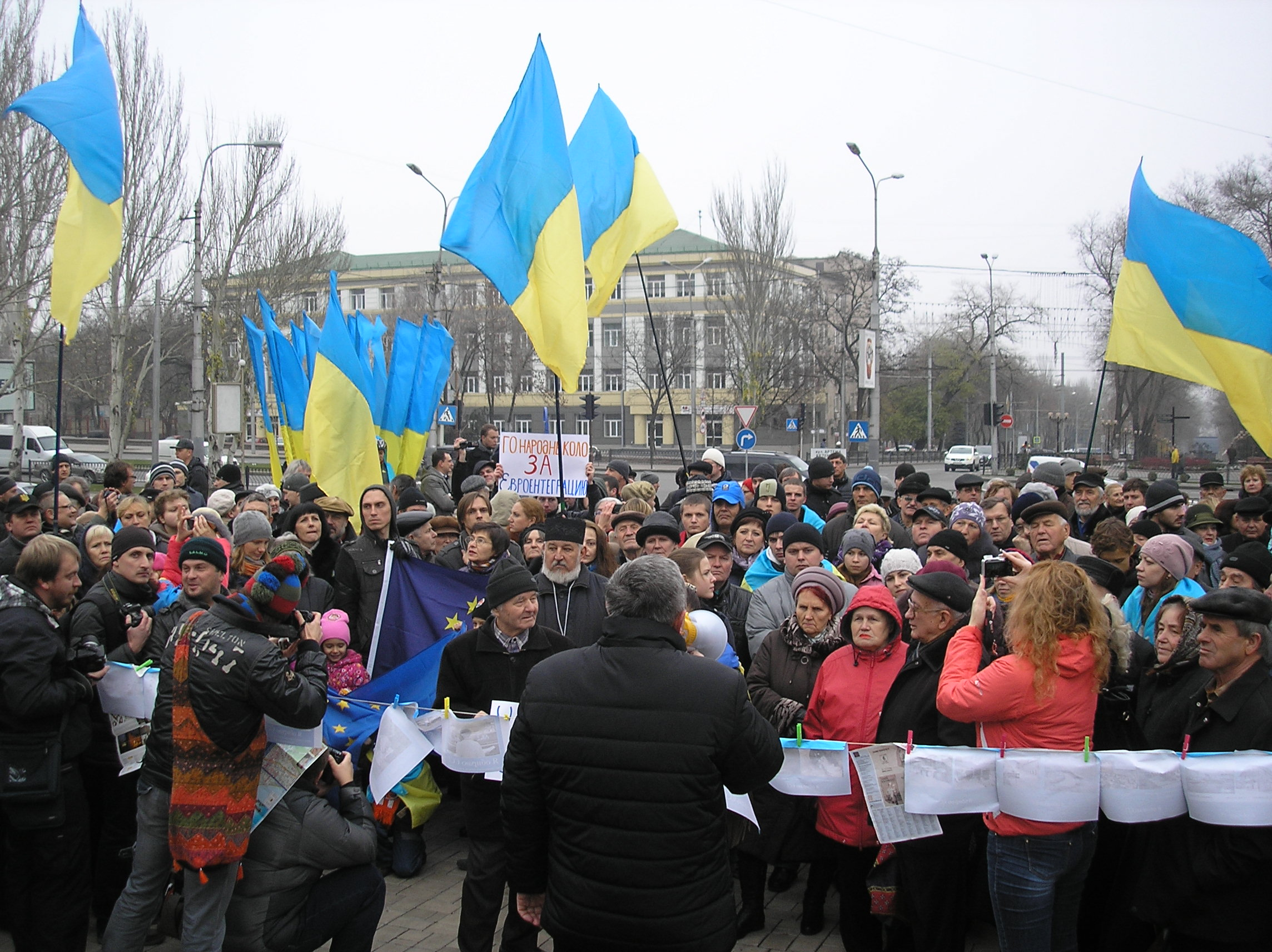
Мітинг в Донецьку, 24 листопада

### Донецьк
- 22 листопада о 18-00 близько 100 учасників зібрались на мітинг із вимогою підписання Угоди про асоціацію із ЄС.
- 24 листопада о 12-00 біля будівлі Донецької обласної державної адміністрації та пам'ятника Тарасові Шевченку понад 200 осіб зібралися на акцію протесту.[369]

### Маріуполь
- 1 грудня біля пам'ятника Леніну зібрались близько 50 чоловік на акцію протесту проти силового розгону «Беркутом» Євромайдану[370].
- 7 грудня біля пам'ятника Леніну зібралися близько двох сотень незадоволених політикою уряду і президента. Мітингувальники засудили дії «Беркута» на київському Євромайдані, і зажадали прискорення процесу підписання угоди про асоціацію з ЄС. Акція проходила без партійної символіки. Мітинги планується проводити щодня о 12:00 та 17:00[298].

### Луганськ

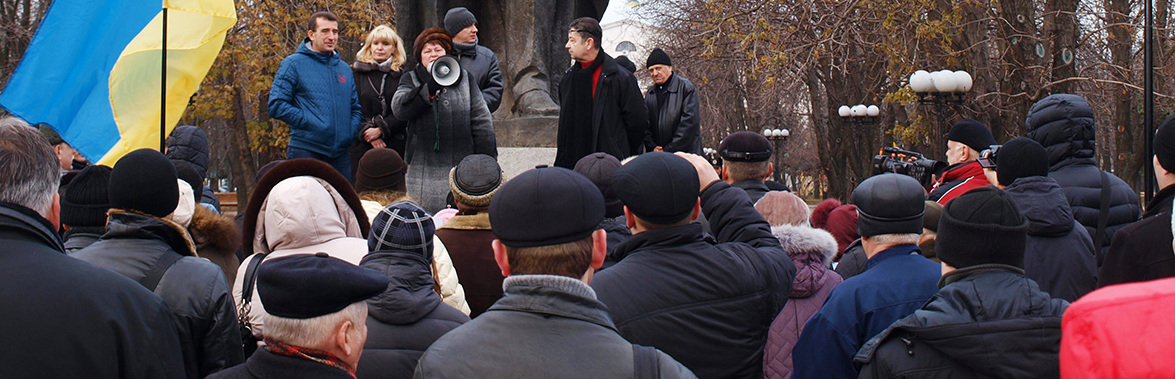
Протестувальники на Євромайдані в Луганську, 2 грудня

24 листопада в центрі Луганська, на площі біля пам'ятника Тарасу Шевченку близько 100 осіб висловили свою підтримку євроінтеграції. Перешкодити акції намагались донські козаки, які виступали проти зближення України з ЄС.
Щоб унеможливити проведення зібрань протестувальників різних таборів на центральній площі почався монтаж ялинки, хоча на початку листопада було ухвалене рішення про її встановлення на Ярмарковій площі (вул. Газети «Луганської правди»).
26 листопада міськвиконком заборонив проведення масових акцій з 26 листопада 2013 р. до 14 січня 2014 р.
1 грудня в Луганську протести в центрі міста відновились. Мітинг проходив під гаслом: «Януковича у відставку!».

### Чернігів
25 листопада в Чернігові відбувся мітинг, який, однак, було розігнано.
7 грудня з 13-00 до 15-00 був мітинг, на якому було до 1000 чоловік. На 10 грудня біля Красної площі стоїть кілька білих агітаційних палаток «Батьківщини» і 2 палатки, в яких розміщуються мітингувальники. Міліції — 2 чоловіки на відстані 100 метрів від палатки. Кількість мітингувальників — близько 10 чоловік. Роздають газету «Слово Батьківщини». У ній заклик Юлії Тимощенко «брати владу у свої руки».

### Суми
7 грудня у Сумах на площі Незалежності відбувся мітинг на підтримку київському Майдану, на який, незважаючи на сніг і мороз, у центрі міста зібралися близько 700 людей, які скандували «Суми з вами!».
Штаб протестного руху перемістився зі скверу біля пам'ятника Шевченку на площу Незалежності. Встановлено намети опозиційних партій, що працюватимуть як приймальні народних депутатів. Акція у неділю відбудеться о 12 годині. По буднях мітинги проводитимуться о 18:00.

### Хмельницький
Хмельничани долучилися до народного спротиву, який триває у столиці. Підприємці, депутати, студенти, викладачі, школярі та звичайні громадяни яким не байдужа подальша доля країни. На протести вийшли організації та установи. Але усі комунальні організації та установи, необхідні для життя міста — водоканал, теплокомуненерго, освітні заклади, заклади охорони здоров'я — будуть працювати. У перші дні страйку на Майдан вийшли студенти Хмельницького МАУПу, гуманітарно-педагогічної академії, музичного училища, політехнічного коледжу та ін. Студенти цих вузів організували страйккомітети.

### Кам'янець-Подільський
1 грудня 2013 року студенти Національного університету ім. Івана Огієнка, Подільського державного аграрно-технічного університету та інших навчальних закладів вийшли на протест у місті, пройшовши колоною по вулицям, вони зібрали віче на Майдані Відродження. Надалі багато мешканців міста збирались на віче під міськрадою, щоб виразити свої протести проти режиму та підтримати Євромайдан у Києві. Максимальна кількість протестуючих на Майдані Відродження понад 2 тисячі осіб.

### Рівне
- 6 грудня — вранці депутати Рівненської міської ради ухвалили звернення до земляків із закликом приєднатися до страйку українських міст з 9 грудня[381]
- 7 грудня із Рівного активісти вирушили на підтримку Майдану до Києва. Вони розраховують, що на Київській трасі до них приєднаються інші водії, також із інших областей

### Острог
26 листопада студенти Острозької академії приєднуються до студентського страйку.

### Євроланцюг

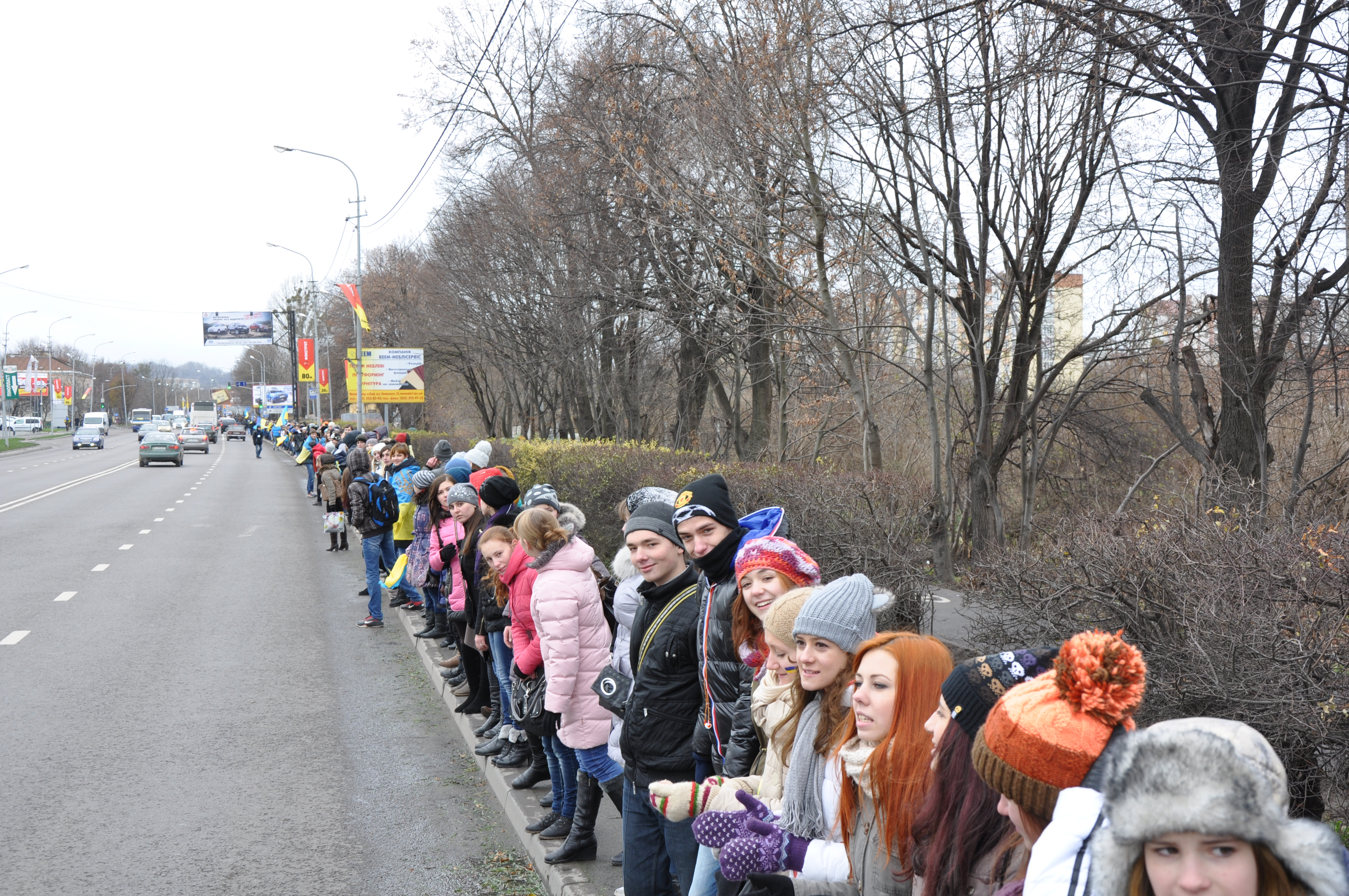
Живий ланцюг у Львові

«Євроланцюг» (також «Живий ланцюг до ЄС») — це подія, запланована львівськими студентами, метою якої є поєднання Києва та Євросоюзу через живий ланцюг. Активісти підрахували, що для живого маршруту Київ-Житомир-Рівне-Львів-Перемишль завдовжки 625 км знадобиться ~520 тисяч осіб. Подія відбулась 29 листопада 2013 року.

### Сімферополь
7 грудня учасники акції на підтримку євроінтеграції України провели мітинг під стінами Ради міністрів АРК, а потім пройшли центральними вулицями міста до приміщення Постійного представництва президента України в Криму. В акціях взяли участь до півтисячі осіб. Під час пікетування учасники акції ухвалили резолюцію з вимогою розпуску Верховної Ради АРК, яка минулого тижня закликала президента запровадити в Україні надзвичайний стан.

## Акції у світі
23-25 листопада у 20 країнах світу відбулися акції солідарності з українцями, які виступають проти рішення влади України призупинити процес підготовки до асоціації з Євросоюзом.
Наймасовішими євромайдани були у містах Канади, США, Німеччини, Польщі, Великої Британії, Італії та Франції. Менші акції відбулися у Австрії (Відень), Австралії (Мельбурн), Бельгії (Брюссель), Грузії (Тбілісі), Естонії (Таллінн) Ізраїлі (Тель-Авів), Ірландії (Дублін), Іспанії (Барселона), Литві (Вільнюс), Норвегії (Берґен, Осло), Португалії (Лісабон), Угорщині (Будапешт), Фінляндії (Турку), Тунісі (Туніс), Чехії (Брно, Прага), Швеції (Мальме, Стокгольм) Швейцарії (Базель, Женева) та інших країнах.
Акції відбувалися за участі українського студентства, діаспори, а також громадян, які підтримують прагнення України підписати асоціацію з ЄС.

### Бельгія
26 листопада біля ста представників українських організацій Бельгії та Франції проводять мітинг біля Європарламенту у Брюсселі з вимогою від Президента Віктора Януковича підписати Угоду про асоціацію України та ЄС.

### Бразилія
Товариства та організації української громади у Бразилії звернулися до бразилійського народу, за підтримкою мирних демонстрацій в Україні та прав на свободу вираження думки.
Звернення підписали:
- Українсько-бразилійська Центральна Репрезентація
- Українська Греко- Католицька Церква в Бразилії
- Українська Православна Церква в Бразилії
- Українське Товариство Бразилії SUBras
- Товариство друзів української культури
- Клуб Полтава
- Українсько-бразилійське товариство молоді AJUB;
- Товариство бразилійсько-українське об'єднання — Сан–Паулу;
- Український клуб Уніао да Віторія
- Товариство друзів музею тисячоліття — Прудентополіс[386]

По різних українських храмах та церквах пройшли богослужіння та молебни на підтримку Євромайдану. Святкові хори співали українські пісні та гімн.

### Велика Британія
У Лондоні 23-го та 24-го листопада пройшли акції солідарності з українським народом. В знак підтримки Євромайдану українці, які проживають в столиці Англії, вийшли до пам'ятника київському князю Володимиру Великому. У мітингу за європейську інтеграцію України взяли участь більше ста українців Великої Британії. Учасники мітингу тримали в руках прапори України та Європи і гасла: «Лондон підтримує Євромайдан!», «Україна і Європа — разом назавжди!», «UKRAINE GO TO WEST».

### Іспанія

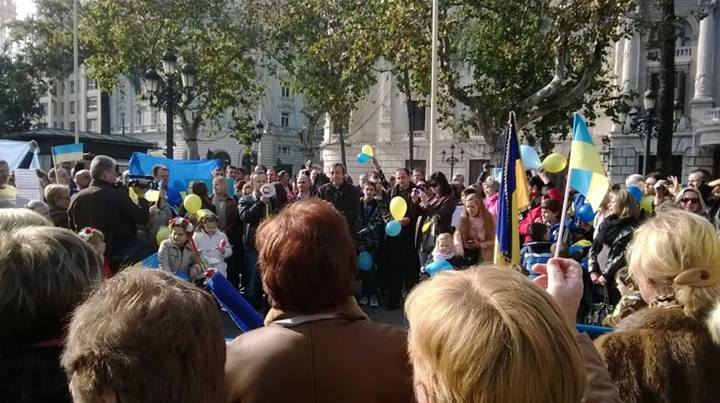
Демонстрація в Валенсії 9.12.2013
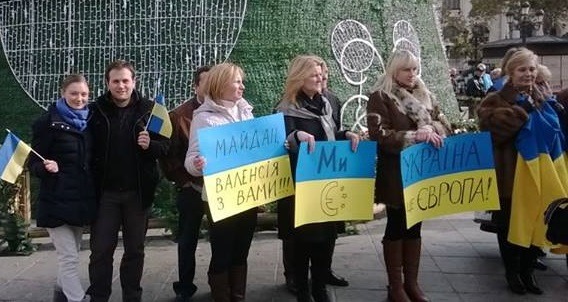
«Майдан, Валенсія з Вами!!!»

### Німеччина
24 листопада відбулась мирна демонстрація біля Бранденбурзьких воріт, в Берліні, щодо підтримки курсу євроінтеграції України. На цей євромайдан приїхали українці з багатьох міст Німеччини — з Лейпцига, Штутгарта, Гамбурга, Дрездена.
24 листопада відбувся також євромайдан біля Центрального Європейського Банку в Франкфурті-на-Майні. Цю зустріч організувало Українське Товариство у Франкфурті-на-Майні.
24 листопада небайдужі мешканці містечка Юліх (Північний Рейн — Вестфалія, Німеччина) розпочали акцію підтримки українських Євромайданів під назвою «Я європеєць й чекаю на Україну» (Ich bin europäer und warte auf die Ukraine). Місцева фотографиня українського походження Ірина Шумахер закликала всіх небайдужих сфотографуватися з українським прапором, аби таким чином висловити своє позитивне ставлення до України. Світлини поширюються соцмережами.

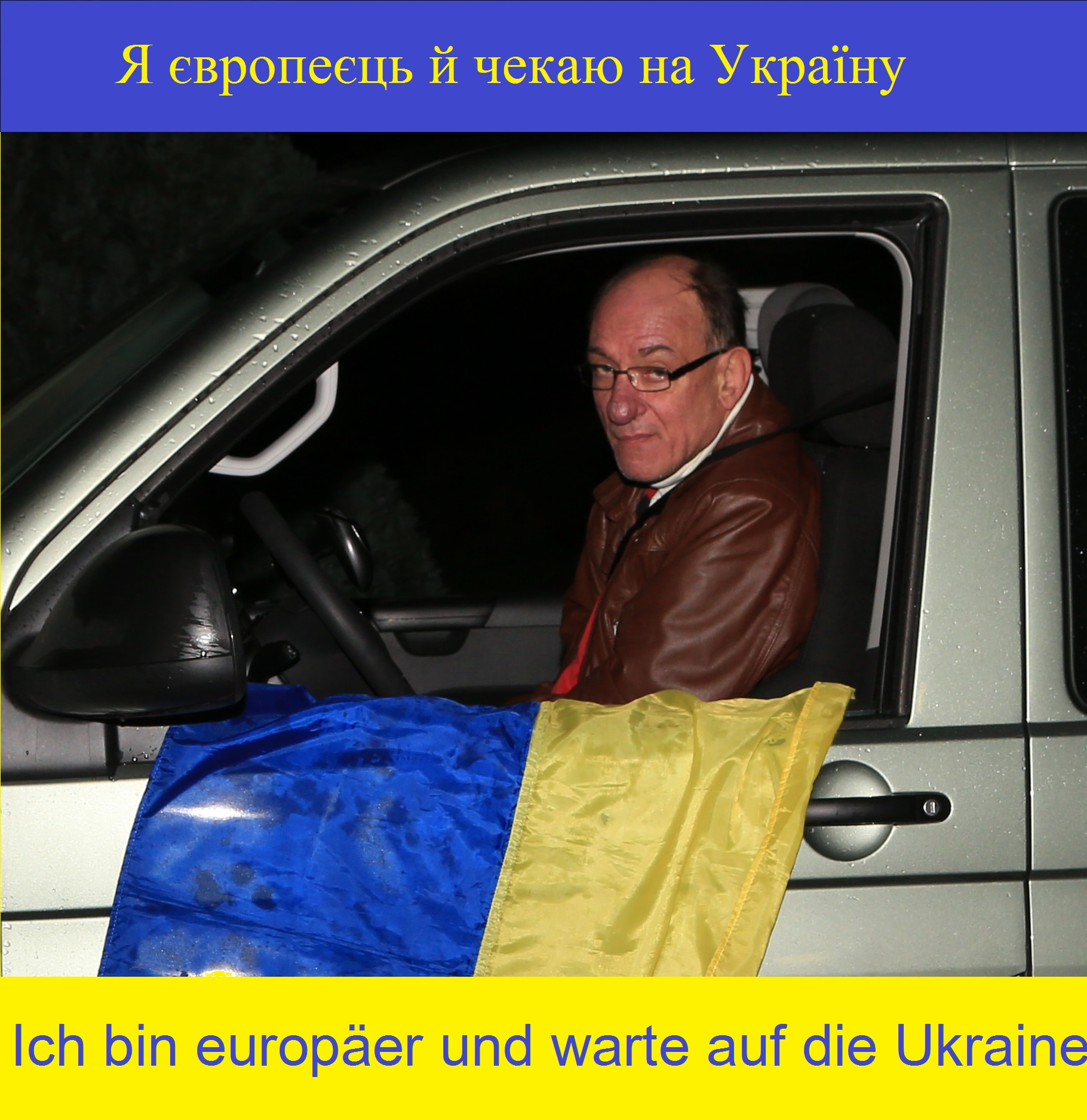
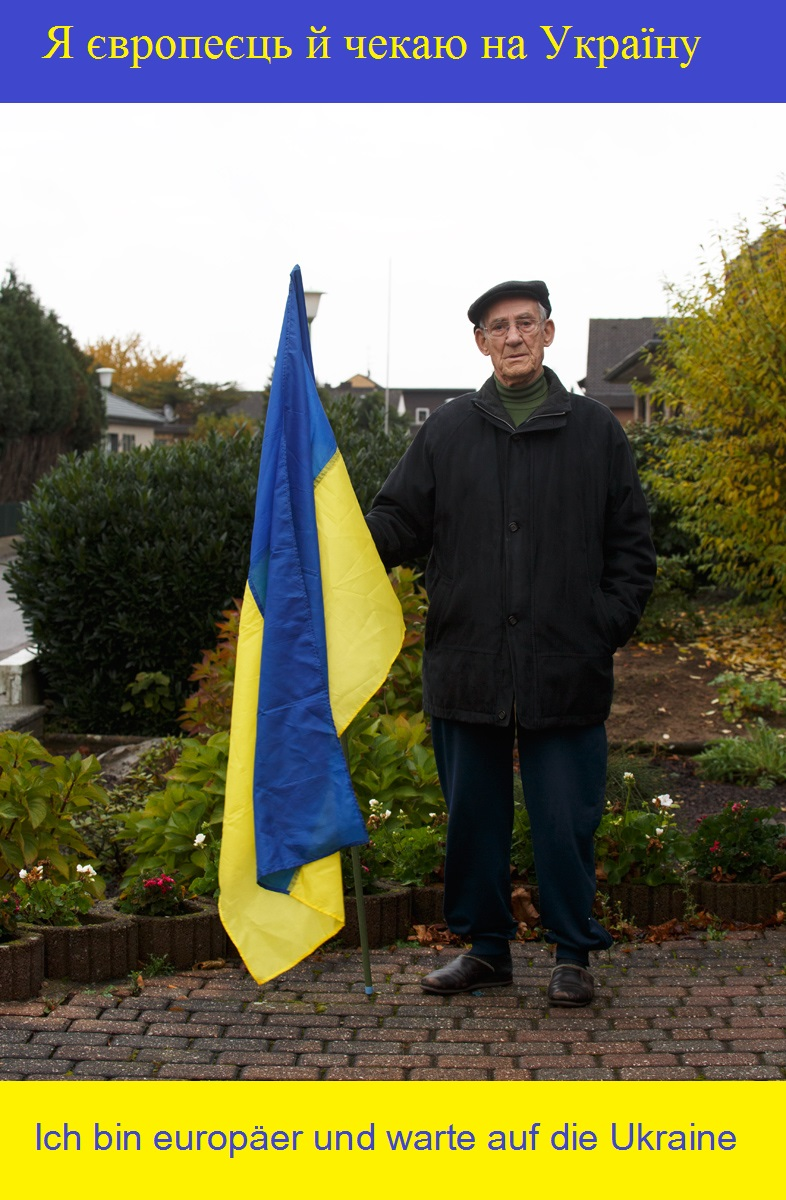
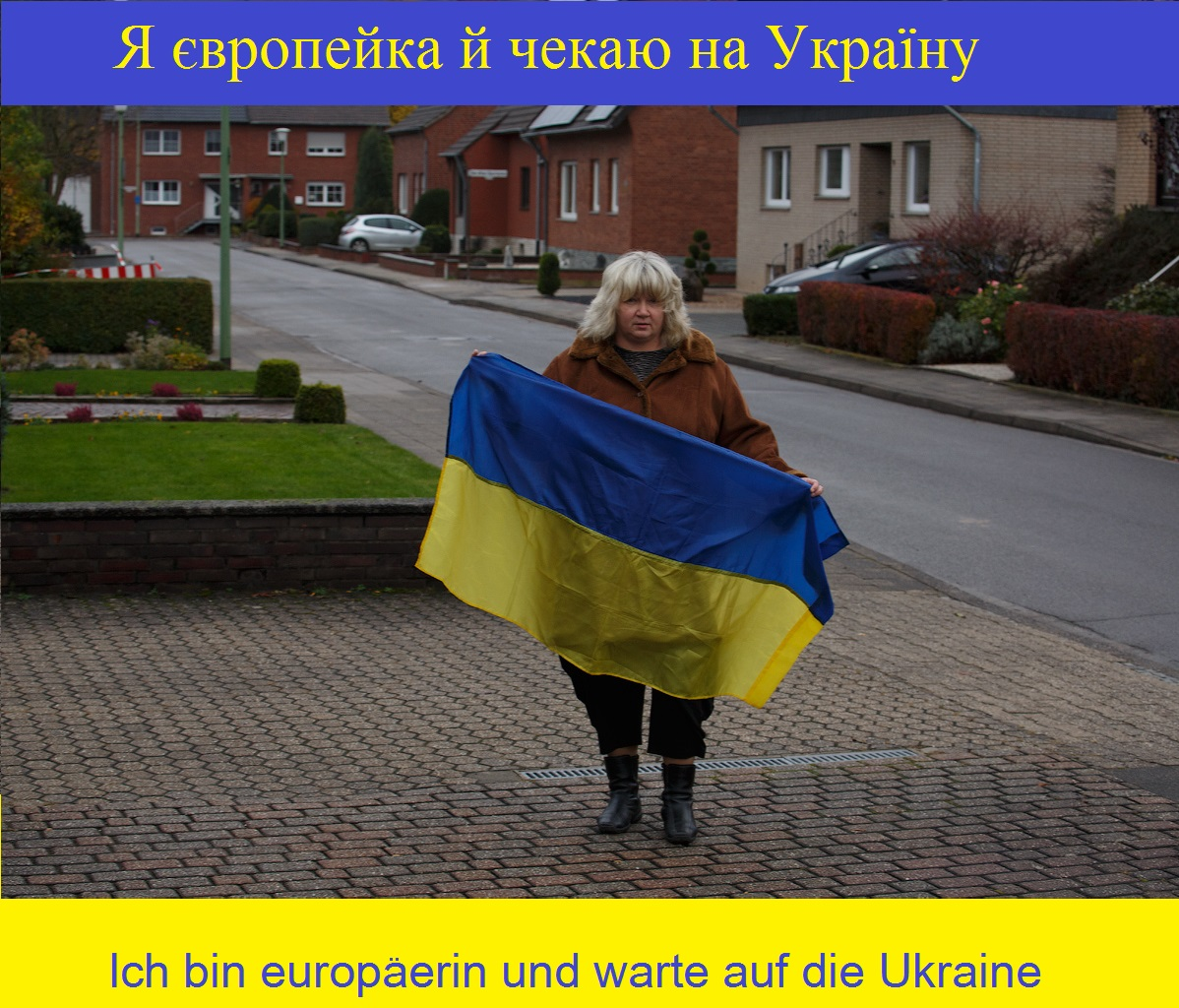
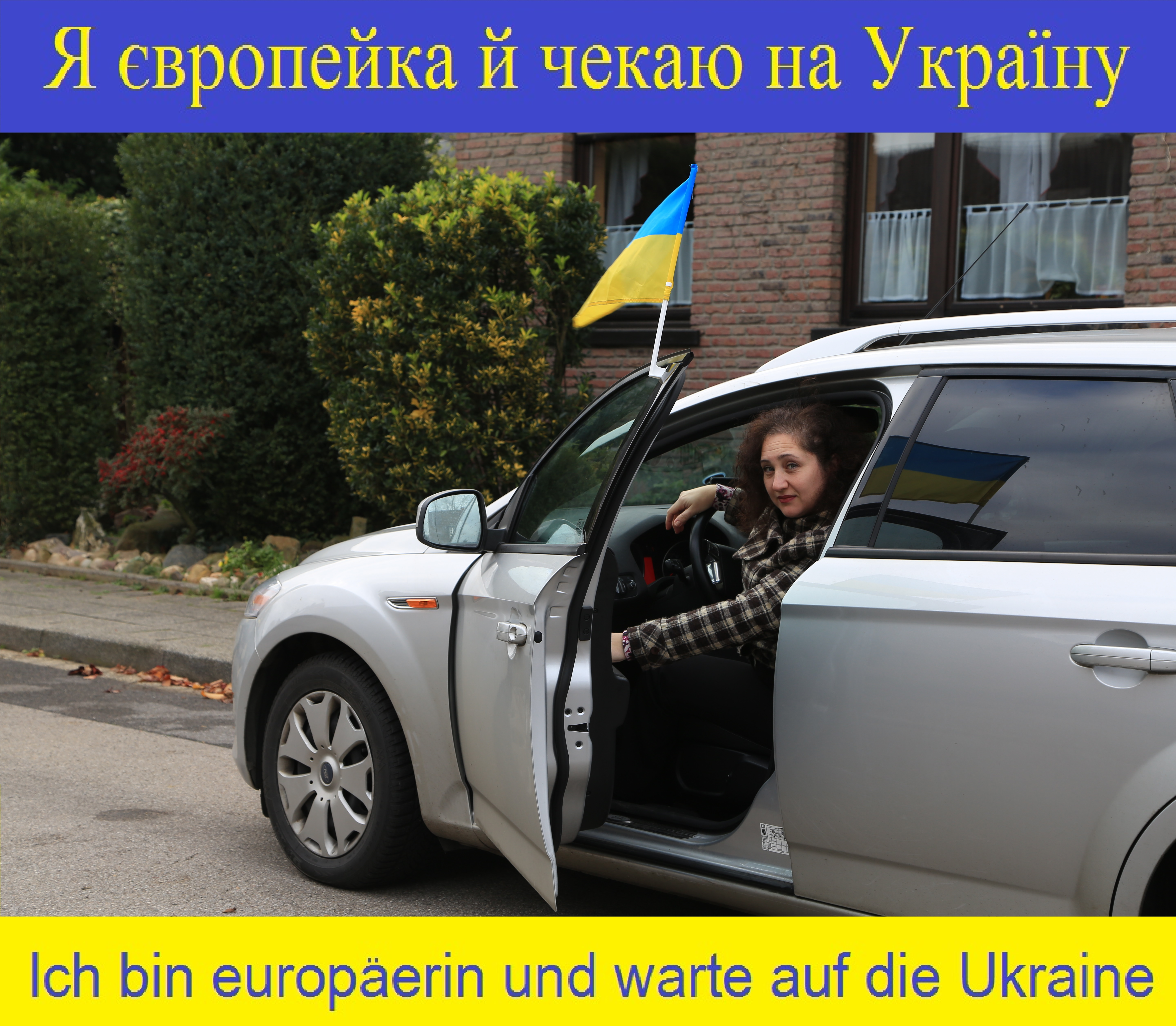
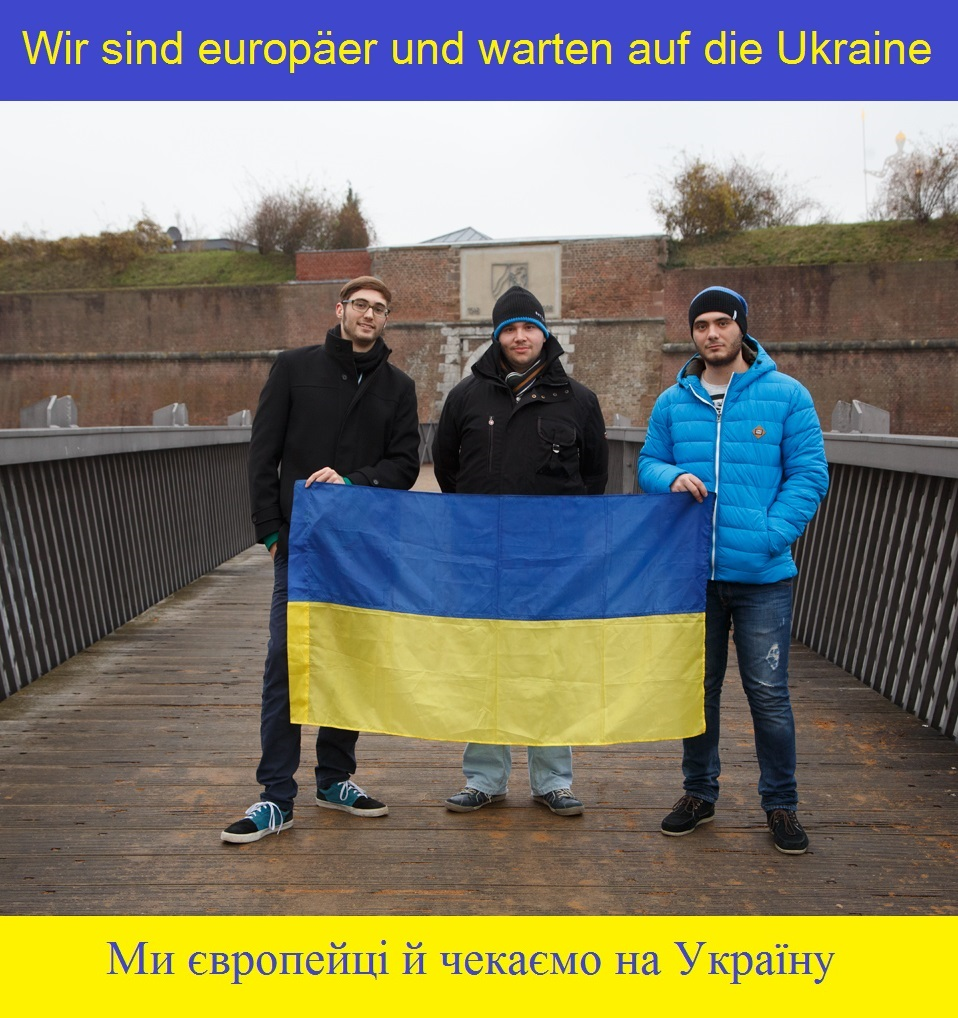
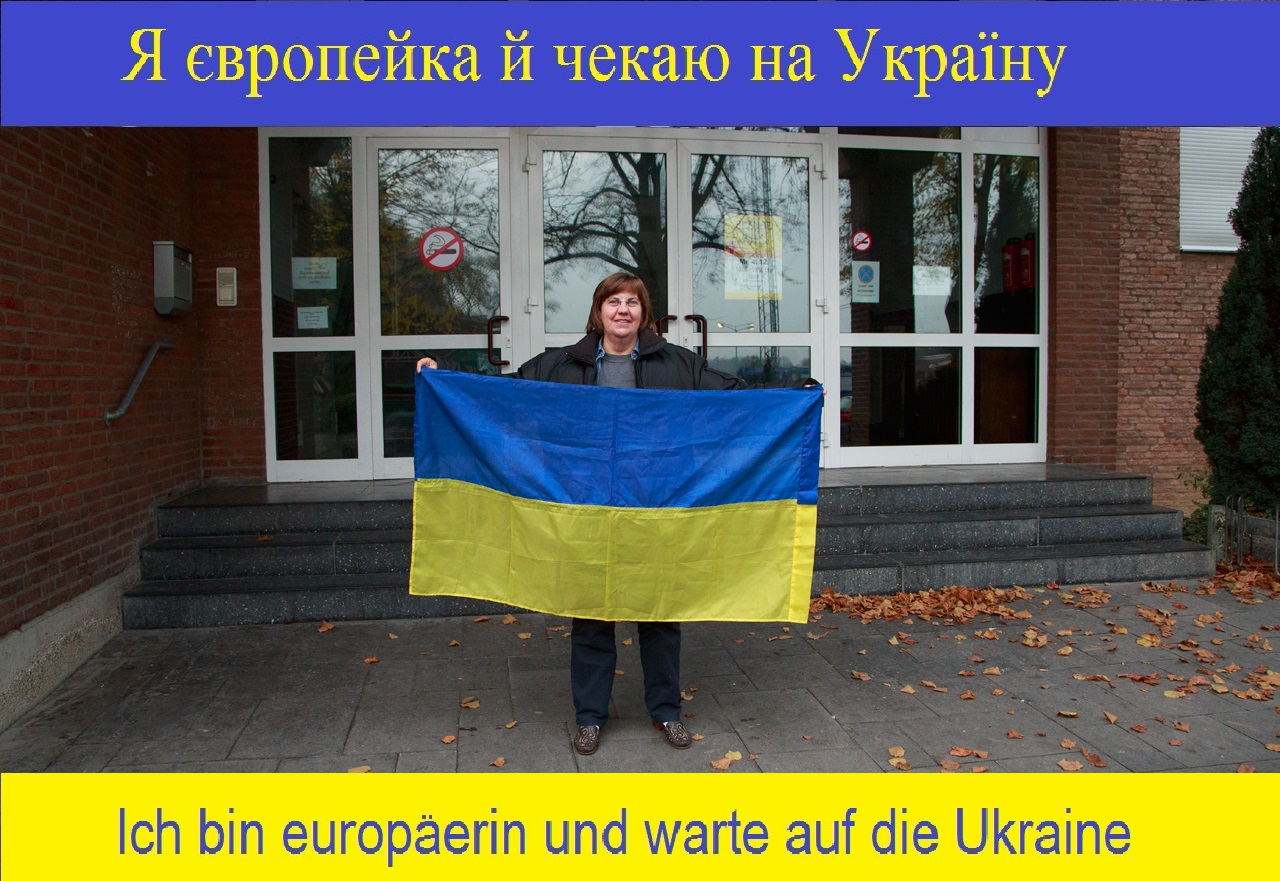
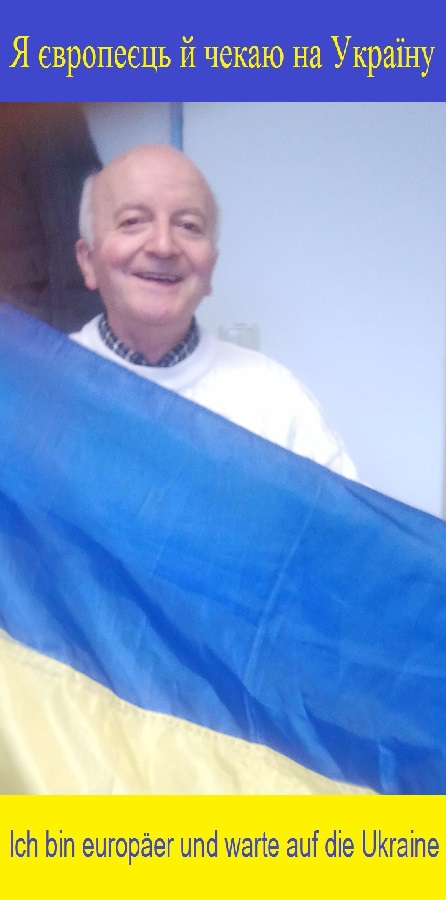

### Польща

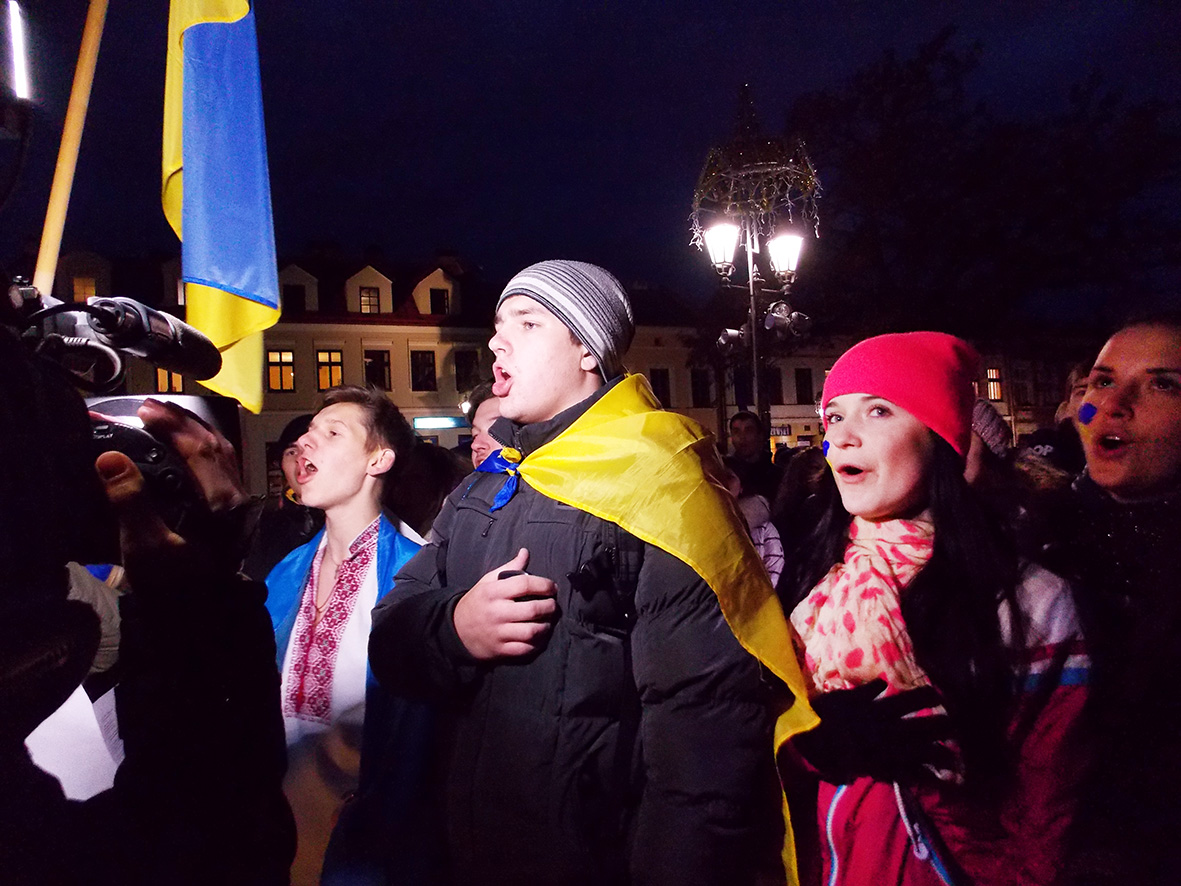
Українські студенти, що вчаться за кордоном, на Євромайдані в Ряшеві (Польща), 26 листопада 2013

Євромайдани зібралися у Варшаві, Кракові, Вроцлаві, Ґданську, Ряшеві, Любліні та інших містах.
26 листопада до акції протесту долучились українські студенти, що навчаються у польських вишах. Демонстрації пройшли у Варшаві, Кракові, Вроцлаві, Любліні. У Ряшеві на Євромайдані зібралось близько 400 осіб.

### Португалія
2 грудня 2013 в неділю в Лісабоні біля будинку українського посольства відбулася друга за останній час демонстраця протесту проти репресій в Україні. Близько ста українців, які проживають в Лісабоні тримали прапори України та ЄС, фотографії поранених міліцією демонстрантів в Києві; наступні транспаранти: «Янукович, Україна йде в ЄС без тебе!», «Ми — європейці! Україна є Європа», «Янукович, їзжай до Росії» та «Україна без Януковича!». На початку зборів демонстранти проспівали в унісон гімн України. Відбувся діалог з послом.
«На першій демонстрації тут в Лісабоні (в четвер) ми закликали Януковича підписати угоду з ЄС. Але він замість цього відповів українському народу насильством. — сказав один з організаторів, голова Спілки українців Португалії Павло Садоха. — Зараз, на знак солідарності з українським народом у всьому світі, ми вимагаємо, щоб Янукович залишив посаду президента і вимагаємо відставки уряду України»
Аналогічна демонстрація українців діаспори відбулась 9 грудня в другому великому місті країни Порту.

### Росія
Мітинг солідарності пройшов у Москві на Красній Площі.

### Сполучені Штати Америки
У Нью-Йорку велелюдна акція зібрала небайдужих українців під стінами постійного представництва України при Організації Об'єднаних Націй.
У Чикаго відбувся один з наймасштабніших Євромайданів у діаспорі. Декілька сотень українців зібрались, щоб продемонструвати мешканцям Чикаго, американській владі і чиказькій пресі своє занепокоєння зупинкою євроінтеграції України. У протесті взяли участь представники багатьох хвиль еміграції, було багато молоді.

### Франція

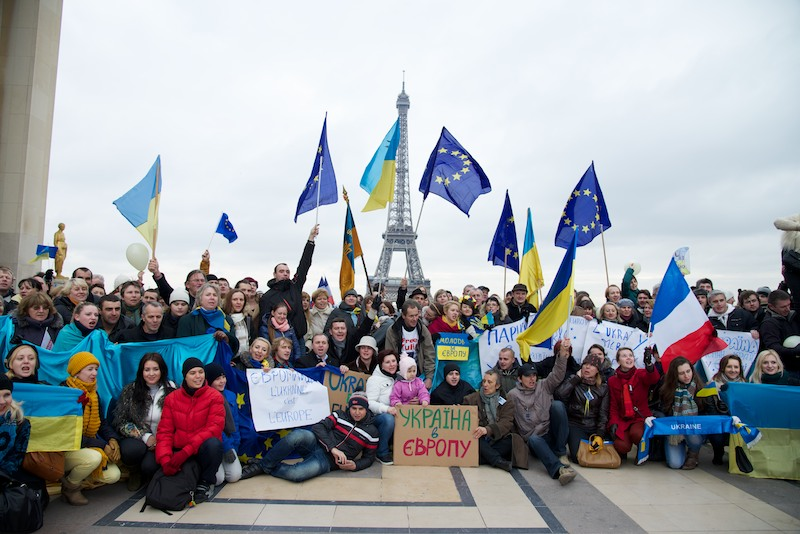
Євромайдан у Парижі, 24 листопада 2013

24 листопада в Парижі на площі Прав людини (Трокадеро) навпроти Ейфелевої вежі відбулася акція на підтримку Євромайдану в Україні. На заклик Репрезентативного комітету української громади Франції з Парижа та інших міст Франції близько 300 осіб вийшли на мітинг під прапорами України та ЄС.
8 грудня в Парижі на площі Стравінскі, біля центра Помпіду, відбулася маніфестація в підтримку Євромайданів в Україні і збір підписів під петицією з закликом до поваги прав Людини в Україні. Мітинг зібрав біля тисячі осіб — українців, французів, грузинів, …
15 грудня відбулася нова маніфестація на Трокадеро. Наступна заплановано 22 грудня на площі Сен-Мішель поблизу Латинського кварталу.
Координація і публікація новин відбувається в Фейсбуці.

## Вимоги
Серед вимог демонстрантів — підписання Угоди про асоціацію між Україною та ЄС на саміті у Вільнюсі 28—29 листопада 2013 року, відставка теперішнього Кабінету Міністрів України на чолі з Миколою Азаровим та Президента України Віктора Януковича, скликання позачергової сесії Верховної Ради задля ухвалення євроінтеграційних законопроєктів.
На 16:00 24 листопада 2013 року понад 20 000 львів'ян поставили свої підписи під зверненням, в якому вони підтримують євроінтеграційний курс України, відставку президента Віктора Януковича і прем'єр-міністра Миколи Азарова, а також голови Львівської ОДА, генерала міліції Олега Сала.
Громади Рівного і Луцька вимагають провести позачергову сесію Верховної Ради, на якій вони вимагають висловити недовіру уряду Миколи Азарова та сформувати новий уряд європейської інтеграції.
25 листопада студенти на Євромайдані у Івано-Франківську, оголосили низку вимог. Окрім підписання Угоди про Асоціацію з ЄС, студенти також вимагають відставки міністра освіти та науки Дмитра Табачника, скасувати всі платні послуги у закладах вищої освіти, реально виконувати положення про цілодобовий доступ студентів до гуртожитків.

### Реакція у провладній партії
Різке призупинення підготовки до Асоціації України з ЄС шокувало деяких представників проєвропейського крила провладної Партії Регіонів. Так народний депутат від Партії регіонів Інна Богословська у своєму блозі заявила, що не вірить у те, що сталося. Народний депутат з фракції Партії Регіонів Давид Жванія закликав Президента України відправити прем'єр-міністра Азарова та віце-прем'єр-міністра Бойка у відставку та розцінив їх дії як урядову змову на користь Росії. Також Жванія висловив підтримку майданові та пообіцяв долучитися до нього у разі непідписання Угоди про Асоціацію.
25 листопада фракція Партії регіонів у Луцькій міськраді в повному складі підтримала звернення до Президента з вимогою відставки уряду Миколи Азарова за зраду національних інтересів.
30 листопада уповноважений Верховної Ради України з прав людини, Валерія Лутковська, а також депутат від Партії Регіонів, Сергій Тігіпко засудили розгін євромайдану в ніч на 30 листопада, а також закликали відповідні органи розслідувати якнайшвидше цей інцидент.
Того ж дня депутат від Партії Регіонів, Інна Богословська, вийшла з партії, а також із фракції Партії Регіонів у парламенті. Серед іншого політик заявила:
|  | Центр і Захід все одно відкинуть страх і масово будуть відстоювати себе і власну країну. Впевнена, що на Півдні і Сході серед молоді абсолютна більшість хочуть європейських цінностей, а значить, і їхні батьки підтримають своїх дітей |

Тоді ж за Богословською з Партії Регіонів вийшов ще один депутат, Давид Жванія. Окрім іншого політик закликав створити у парламенті нову більшість, яка візьме на себе відповідальність за ситуацію в країні.
Осередки Партії регіонів на Львівщині масово самоліквідуються.

### Реакція органів місцевого самоврядування
На Львівщині мешканці прикордонного містечка Рава-Руська на народному вічі закликали Євросоюз підписати Угоду про асоціацію з їхнім містом окремо.
На позачерговій сесії 26 листопада Хмельницька міська рада ухвалила рішення перейменувати вулицю Червоноармійську на Європейську.
28 листопада Вінницька міська рада ухвалила рішення про перейменування скверу Козицького по вулиці Грушевського (у цьому сквері знаходиться один із символів міста — Водонапірна вежа); відтепер це Європейська площа.

### Реакція світової спільноти

#### Європа
- Європа — 22 листопада низка європейських ЗМІ написали про «Євромайдан» та ситуацію з можливим розвитком подій для України через відмову від підписання Угоди на саміті у Вільнюсі.[415]
- Європарламент — 26 листопада ЗМІ поширили інформацію про офіційну заяву представників Європарламенту стосовно можливості серйозних наслідків для уряду України у тому випадку, якщо він використає силу проти прихильників євроінтеграції під час масових акцій протесту.[416] |  | Українська влада не має права застосовувати силу проти демонстрантів, які проводять мирний протест на Європейській площі, проти рішення українського уряду не підписувати Угоду про асоціацію з ЄС. Інакше будуть серйозні наслідки… |
- Росія — 22 листопада президент Росії, Володимир Путін, розкритикував ЄС та звинуватив у шантажі України щодо підписання угоди про асоціацію.[417]
- Польща — 26 листопада професор Ягеллонського університету Володимир Мокрий звернувся з відкритим листом до українського політикуму, в якому наголошував на необхідності прийти до домовленості й прийняти компромісні, але необхідні для євроінтеграції закони. За його словами, «припинення євроінтеграційних стремлінь України означає повернення до недотриманого царською владою Переяслава і відкинення європейських цінностей».[418]
- Грузія — 27 листопада на знак солідарності з українським Євромайданом депутати парламенту Грузії прийшли на роботу зі стрічками у вигляді українського прапора.[419]
- Литва — 27 листопада Лорета Граужінене, спікер Сейму Литви виступила на київському Євромайдані з підтримкою вимог про європейську інтеграцію України. Українська влада висловила своє невдоволення виступом пані Граужінене, а Голова Верховної Ради скасував зустріч з литовською колегою[420]. 30 листопада, голова МЗС Литви, Лінас Лінкявічус закликав українську владу припинити застосування сили проти демонстрантів.[421]
- Німеччина — 27 листопада канцлер Німеччини, Ангела Меркель, заявила, що буде розмовляти з представниками Росії щодо політичного тиску на України і нагадала, що Холодна війна вже закінчилася.[422]
- Болгарія — 29 листопада президент Болгарії, Росен Плевнелієв, закликав українську владу «прислухатися до голосу народу», а також заявив, що буде працювати в напрямку можливого підписання Угоди про асоціацію між Європейським Союзом і Україною.[423]
- Швеція — 30 листопада Карл Більдт, Міністр закордонних справ Швеції, заявив, що репресії проти прихильників євроінтеграції його турбують, а також сказав, що у Швеції пильно стежать за усім, що відбувається в Україні.[424]
- Велика Британія — 30 листопада Девід Лідінгтон, міністр у справах Європи МЗС Великої Британії, закликав українську владу «поважати право на мирний протест і провести ретельне розслідування розгону мітингу на підтримку євроінтеграції на майдані Незалежності».[421]

#### Інші країни
- Канада — 25 листопада після пертурбацій із політичним курсом України та Євромайданом відмінено зустріч голови Конґресу Українців Канади Павла Ґрода з головою ВРУ Володимиром Рибаком. 30 листопада перший секретар посольства України в Канаді Наталія Голуб склала повноваження держслужбовця на знак протесту проти дій української влади щодо жорстокого розгону Євромайдану у Києві.[425] Того ж дня канадський уряд в особі міністра закордонних справ Канади, Джона Берда, засудив розгін демонстрантів на Майдані Незалежності. Серед іншого міністр додав:[426][427]

|  | Свобода слова і свобода зібрань є фундаментальними принципами будь-якої справді демократичної країни. |

- США — 28 листопада на саміті «Східного партнерства» держсекретар США Джон Керрі заявив: «звичайні громадяни кожної країни-члена — Вірменії, Азербайджану, Білорусі, Україні і Грузії — відіграють важливу роль у інтеграції з міжнародним товариством, що триває, і це дуже важливо». Після нападу тітушок на журналіста 29 листопада Посол США в Україні Джеффрі Р. Паєт заявив: «Ми рішуче підтримуємо право на свободу слова, друку і зібрань громадян, та засуджуємо сьогоднішні напади на українських журналістів».[428]
- НАТО — 28 листопада у відповідь на питання журналістів про «тиск на Україну» — генеральний секретар НАТО Андерс Фог Расмуссен заявив: «Якщо хтось чинить тиск на Україну, щоб відвернути її від рішення про підписання угоди про асоціацію — то це грубо протиріччя принципам, які ми всі підписали багато років тому у 1999 році…».[429]

### Реакція у Російських ЗМІ

#### Телеканал «Росія-1»
- 24 листопада під час масових заходів журналісти Телеканалу 24 записали одного з учасників, який розповідає про те чому він прийшов на мітинг підтримки рішення уряду.[430] В інтерв'ю учасник розповів, хто і скільки обіцяв заплатити йому за мітинг. А вже 25 листопада на центральному російському телеканалі «Росія-1» у підсумковій програмі «Вести» був показаний сюжет де відео було використане з власною інтерпретацією і змонтоване так, що це розповідає саме учасник євромайдану.[431] Також журналісти телеканалу «Росія-1» вважають, що першими газ випустили саме мітингувальники, а міліції довелося захищатися. Крім того в сюжеті повідомляється, що таким провокаціям учать на спеціальних семінарах у посольстві США.[432]

#### Телеканал «Росія 24»
- 30 листопада приблизно о 10:08 за московським часом був показаний сюжет про розгін мітингувальників Беркутом. В сюжеті події подаються як «захист від агресивних протестувальників».[433]

## Пісні
- Вітя, чао! — відео-хіт, пісня-відеокліп, яка з перших же годин своєї появи 10 грудня 2013 захопила інтернет-спільноту. // Музика маршу італійських партизан «Bella ciao», автори українського варіанту: І.Земляна, А.Сафаров, І.Наконечний, у виконанні Ольги Хуторянець.
- Гітарний перебір — автор: журналіст ТВі Роман Вінтонів, відомий ще під псевдонімом Майк Щур.
- Історія — автор і виконавець гурт Скрябін[434]
- Revolution Ukraine — автор: Ростислав Хітряков, цю пісню називають неофіційним гімном Євромайдану[435]

## Цікаві факти
- Початок протестів на «Євромайданах» збігся з 9-ю річницею Помаранчевої революції. Саме 22 листопада 2004 року розпочалася кампанія протестів, мітингів проти фальсифікацій результатів президентських виборів 2004 року. Крім того, 23 листопада 2013 року в Україні відзначали День пам'яті жертв голодоморів.
- Речник прес-служби Державної прикордонної служби України повідомив, що нібито через несприятливі погодні умови чартерний рейс Гамбург — Київ, яким Віталій Кличко повертався в Україну після консультацій з європейськими політиками, відмовилися прийняти у аеропортах «Бориспіль» та «Жуляни».[436] Літак посадили о 12:40 лише в аеропорту Кривого Рогу, звідки Віталій Кличко добирався автомобілем до Києва. У ЗМІ було поширено інформацію, що посадку заборонили, щоб перешкодити участі Кличка у Євромайдані в Києві, оскільки попри погодні умови аеропорт «Бориспіль» цього дня приймав рейси[437]. Окрім того, прикордонна служба звинувачує Кличка у тому, що він порушив режим пропуску через держкордон, бо під час прильоту літака співробітників митної служби в аеропорту не було.[438] Віталій Кличко стверджує, що мав при собі дипломатичний паспорт і, відповідно, не був зобов'язаний проходити митний огляд.[439]